# Biserica de lemn din Șteia

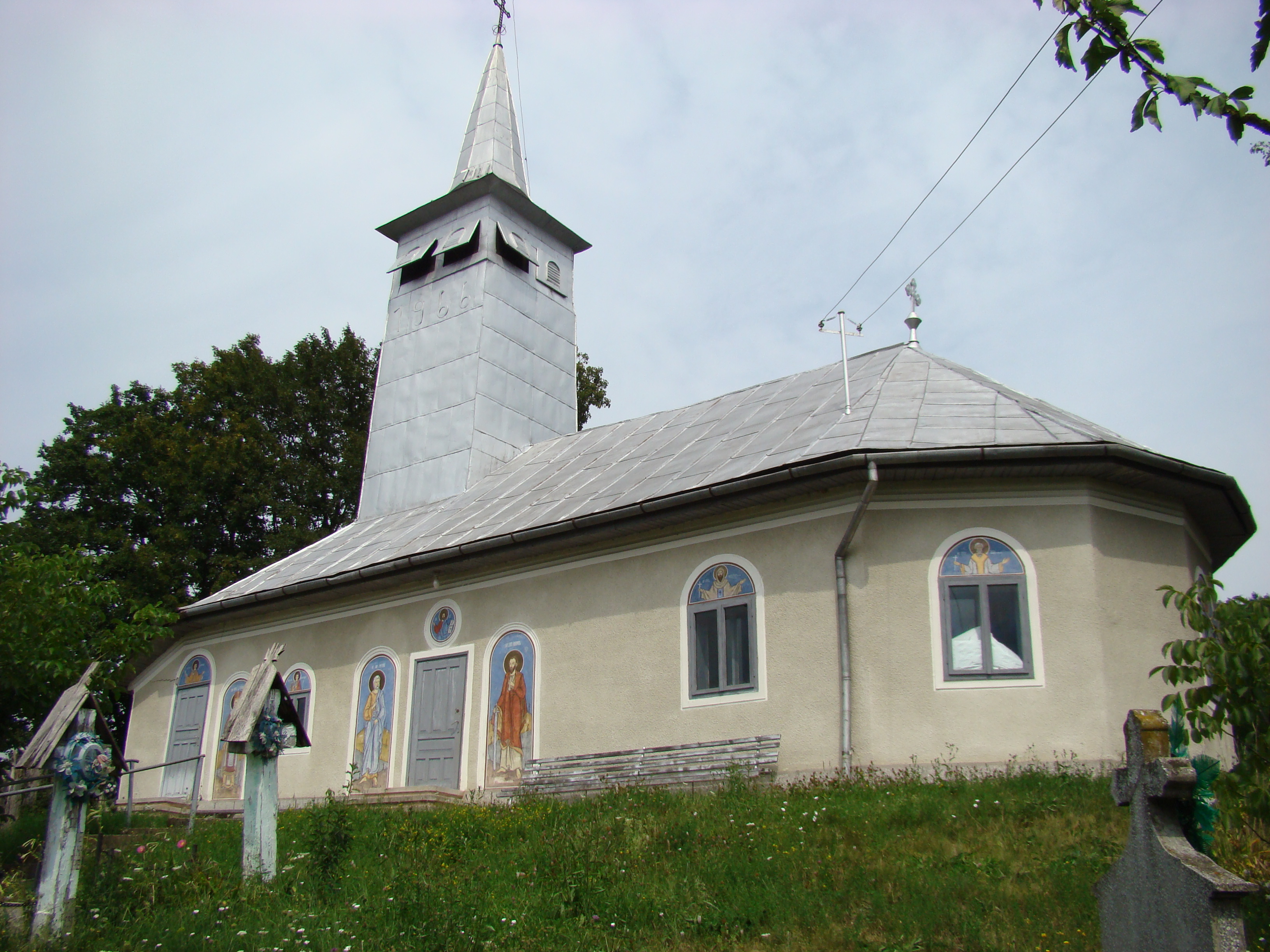
Biserica de lemn „Sfântul Nicolae” din Șteia, comuna Tomești, județul Hunedoara, foto: august 2009.

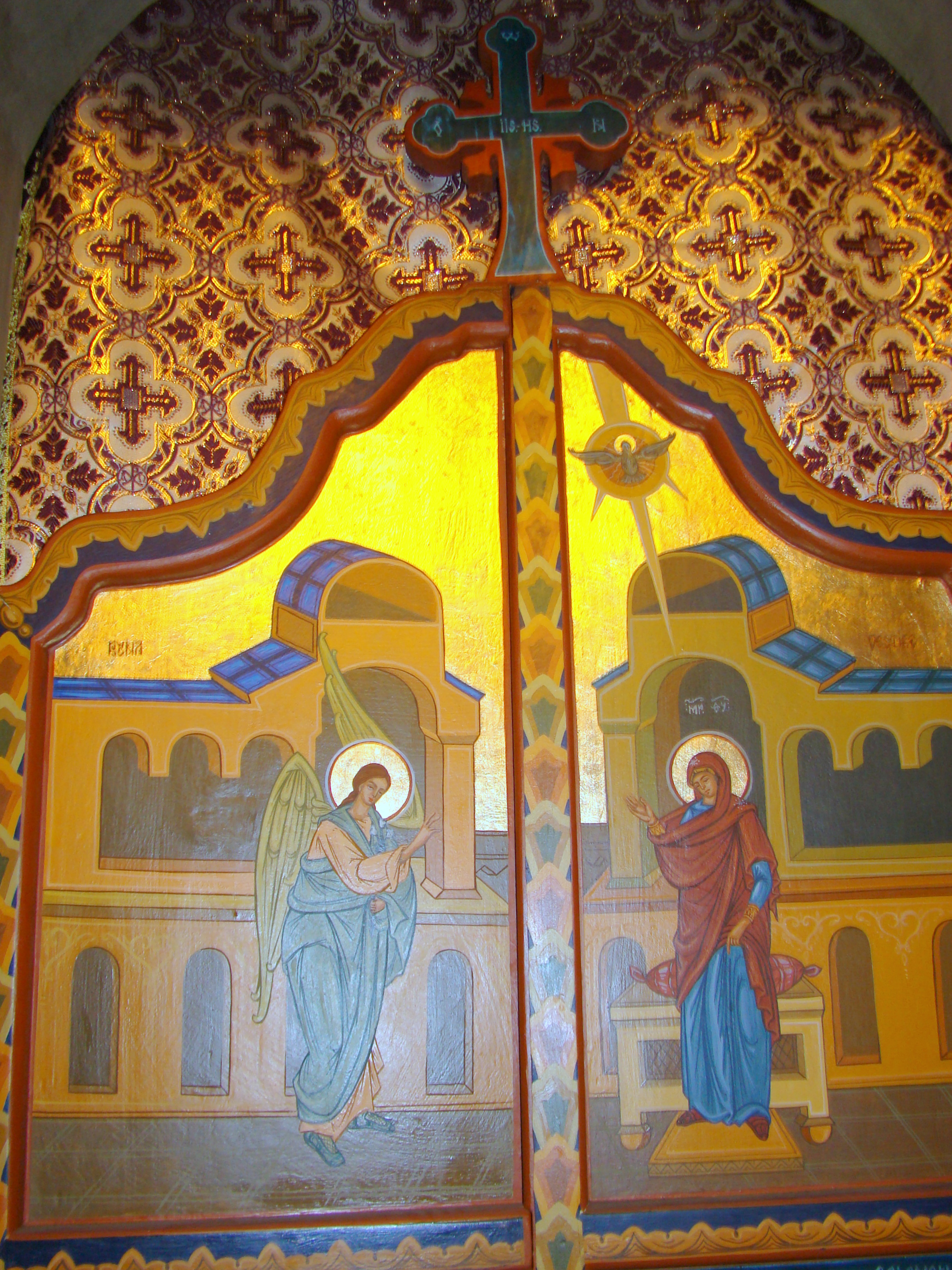
Ușile împărătești: Buna Vestire

Biserica de lemn din Șteia, comuna Tomești, județul Hunedoara datează din secolul XVII. Are hramul „Sfântul Nicolae”. Nu figurează pe noua listă a monumentelor istorice, probabil datorită transformărilor și modificărilor care au intervenit de-a lungul timpului. Aceasta a fost însă oarecum și șansa ei; scutit fiind de piedicile birocratice, preotul paroh Pavel Tiberiu s-a străduit să mențină biserica în bună stare și să facă reparațiile necesare, la fel ca și în cazul Bisericii de lemn din Tiulești, aflată tot în păstorirea sa. Biserica de lemn din Șteia, atât de puțin cunoscută, este un giuvaer al bisericilor de lemn din Hunedoara, păstrând, ca și alte biserici din zonă (Basarabasa, Ociu, Lunca, Birtin, Căzănești, Brotuna) o pictură murală extraordinară.

## Istoric și trăsături
Biserica din Șteia a fost mutată, potrivit tradiției, dintr-o vatră mai veche a satului, unde fusese adusă în anul 1810, în timpul păstoririi preotului Pavel Popovici, tocmai de la Roșia Nouă, județul Arad; în cea dintâi locație biserica era descrisă, în 1755, ca fiind „din lemn, veche, cu hramul Buna Vestire”. Este vorba de un edificiu de plan dreptunghiular, cu absida pentagonală, nedecroșată, ridicat în cursul secolului al XVII-lea; ca lăcaș de cult al obștii din Șteia figurează doar în tabelele conscripției din anii 1829-1831. Fie în cadrul translocației menționate, fie în cadrul șantierului de primenire din 1854, pereții din bârne au fost supraînălțați cu circa un metru; altor reparații, desfășurate în anii 1966 și 1988, li se datorează tencuirea fațadelor exterioare, adosarea unui pridvor închis din cărămidă în dreptul unicei intrări apusene și renunțarea la șița clasică în favoarea tablei, material în care este învelit inclusiv turnul-clopotniță zvelt, cu foișor închis și fleșă ascuțită. În perioada 1823-1824, lăcașul a fost împodobit la interior cu un bogat decor iconografic (restaurat în 1989 de pictorii Radu și Alexandrina Jitaru), executat, potrivit pisaniei de pe ancadramentul intrării în naos, de cunoscutul zugrav bisericesc Nicolae Bădău din Lupșa Mare (județul Alba): „Această sfântă biserică s-au zugrăvit cu cheltuiala a tot satul Șteii, prin mine, Nicolae de la Lupșa Mare, fiind preot Pavel Popovici și crâsnic Dănilă și chitor Adămuț, jurat ... Farca Iosif și Marcu Șomarin și Dănilă diac și Meltiș și ... 1824”. Icoanele registrului împărătesc al tâmplei, realizate cu același prilej, au fost atribuite altor meșteri zugravi, anume Nichifor din Julița (județul Arad) și Simion Silaghi, din Abrud (județul Alba). Predecesoarea edificiului actual, ridicată pe Dealul Bisericii,  era descrisă în 1755 ca fiind „din lemn, veche, sfințită, cu hramul Intrarea în Biserică a Maicii Domnului”; în recensământul ecleziastic din 1761-1762 și pe harta iosefină a Transilvaniei (1769-1773), era din nou înregistrată.

## Imagini din exterior

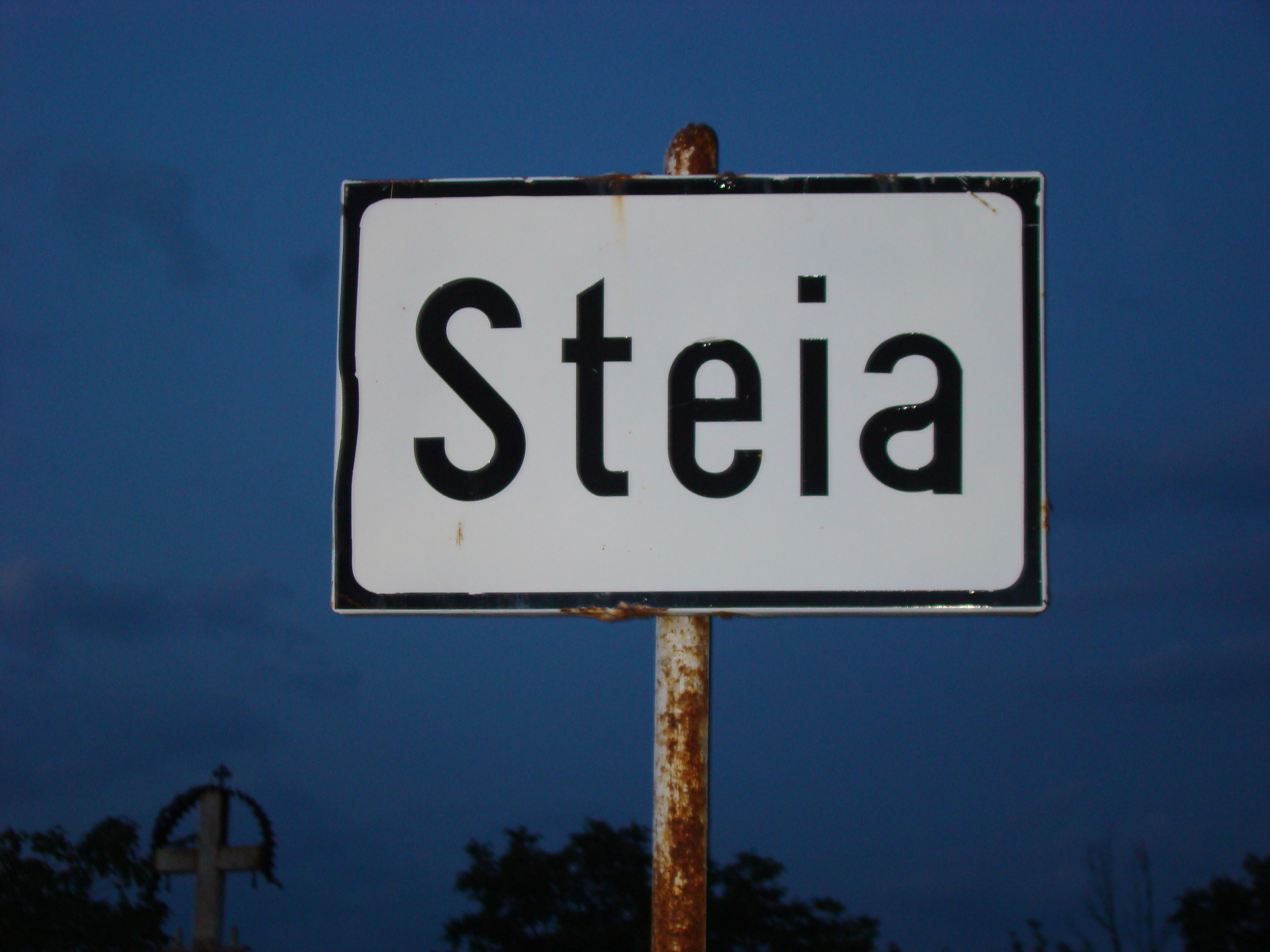
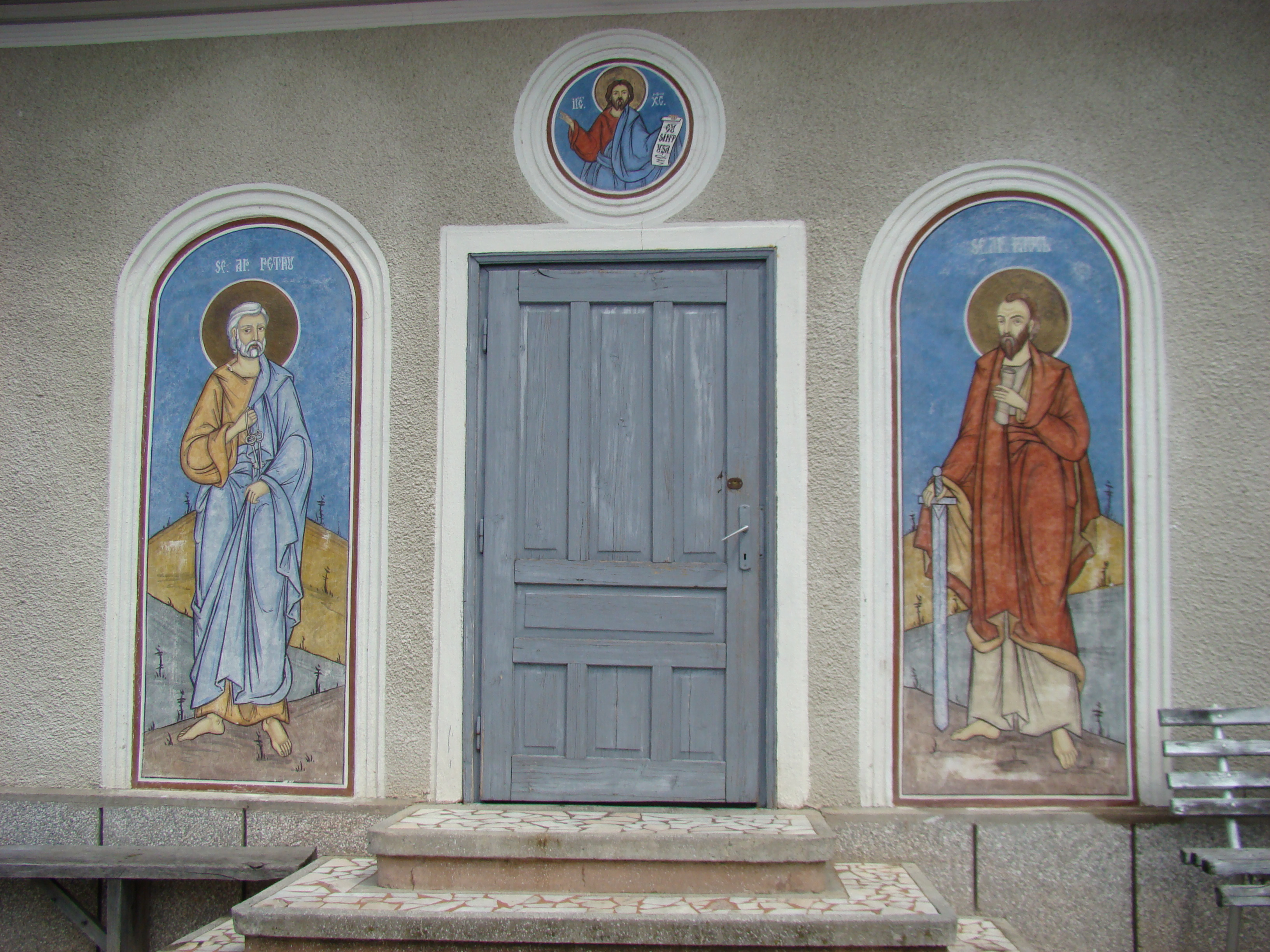
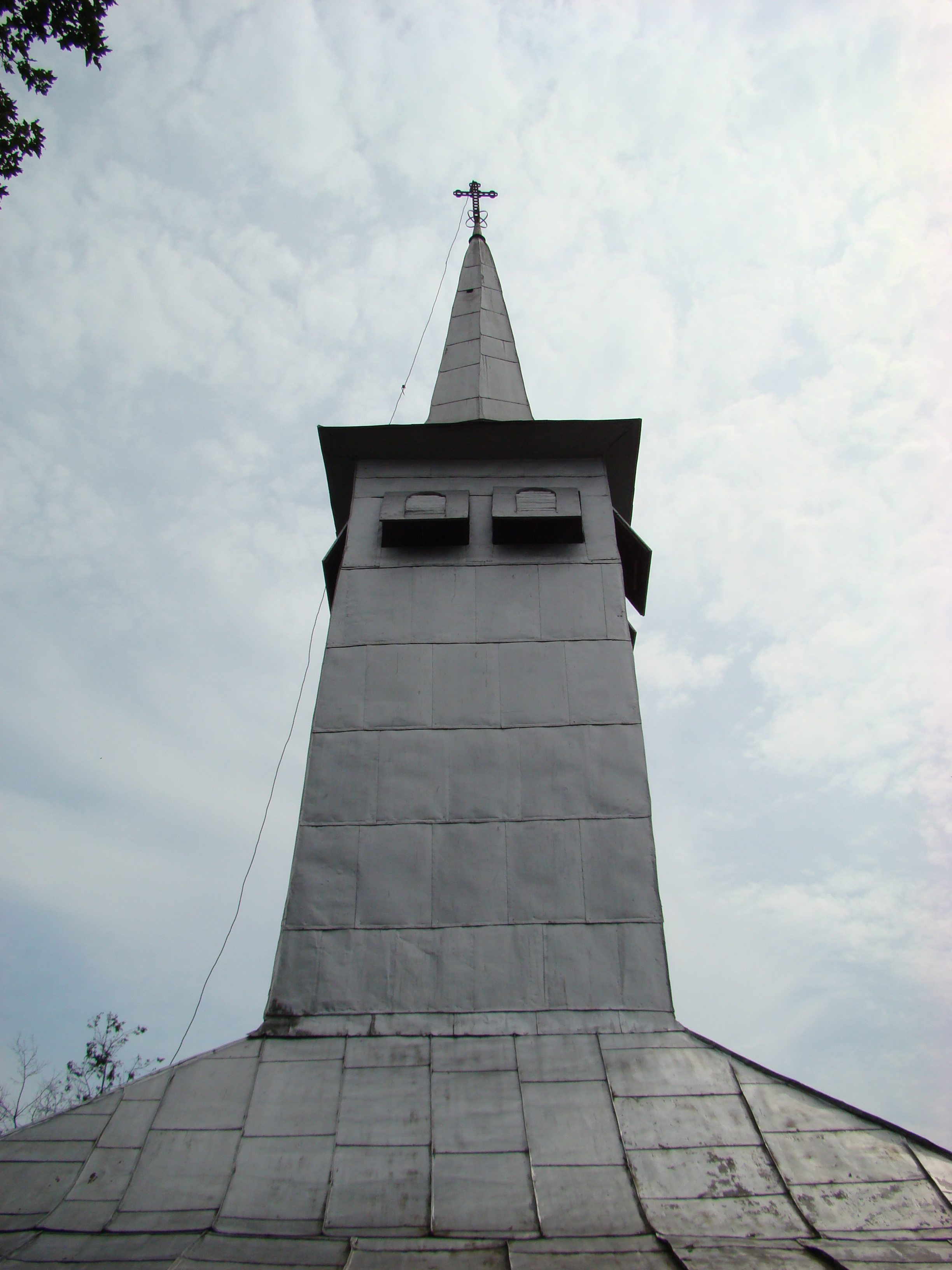
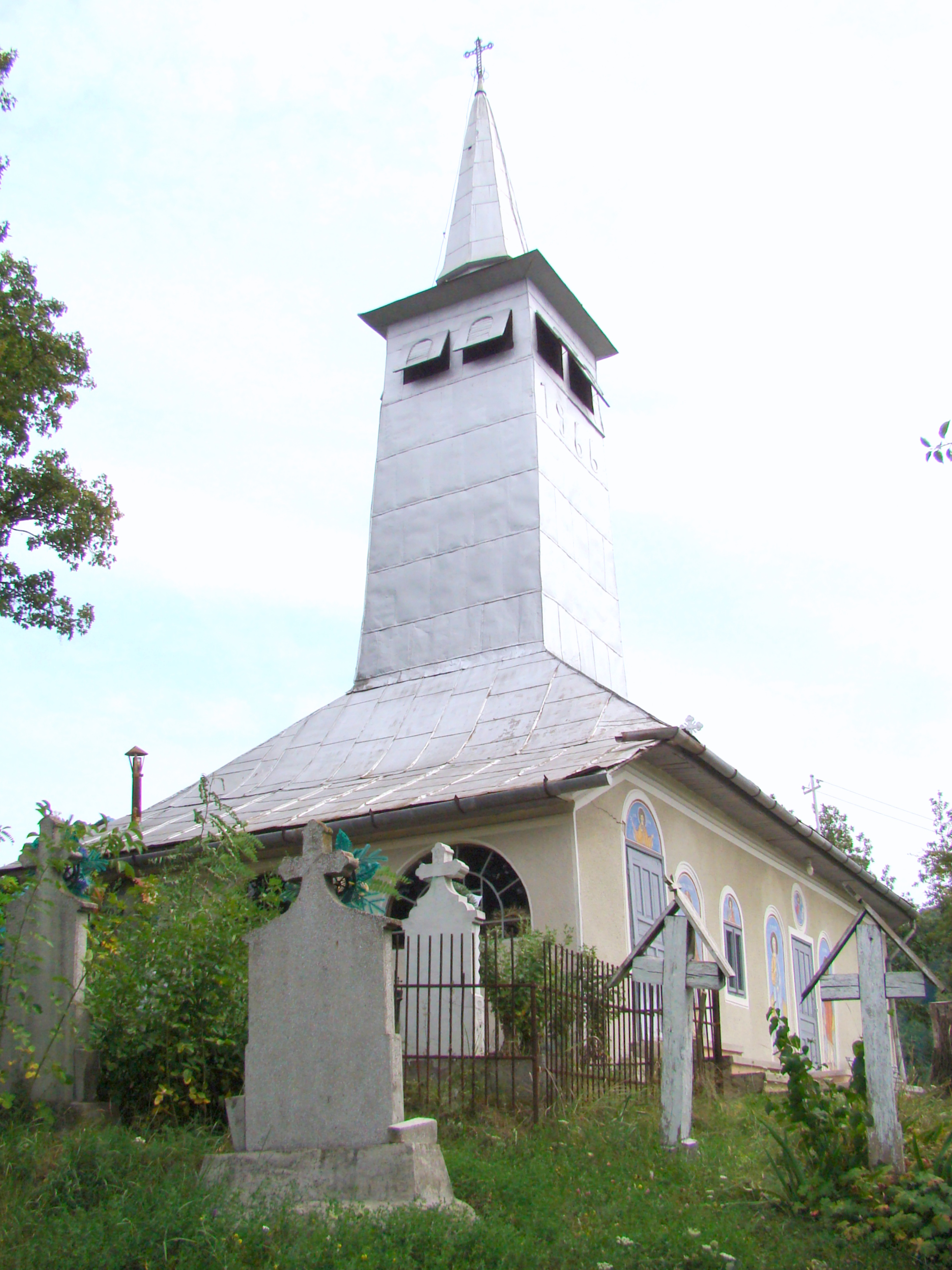
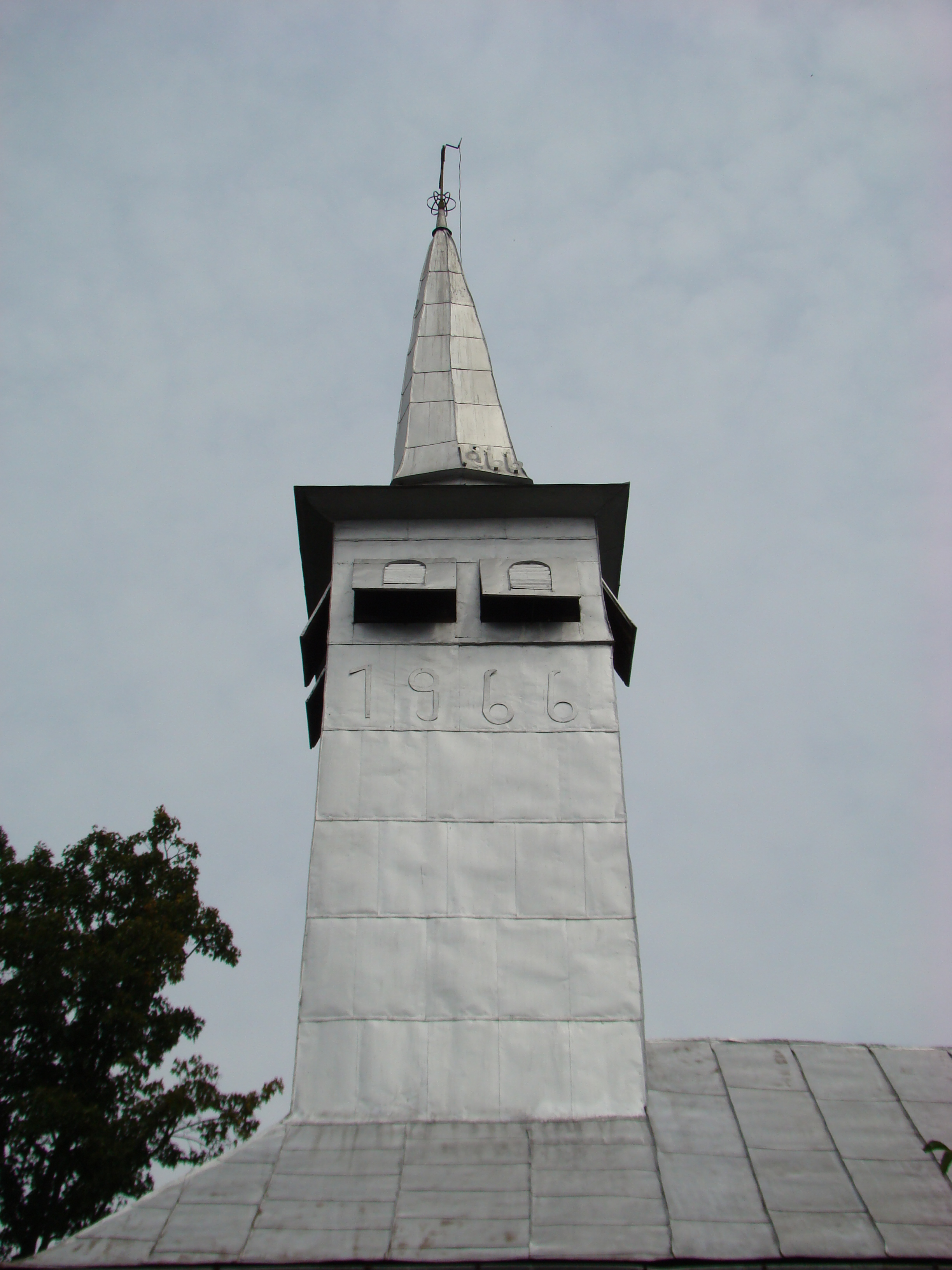
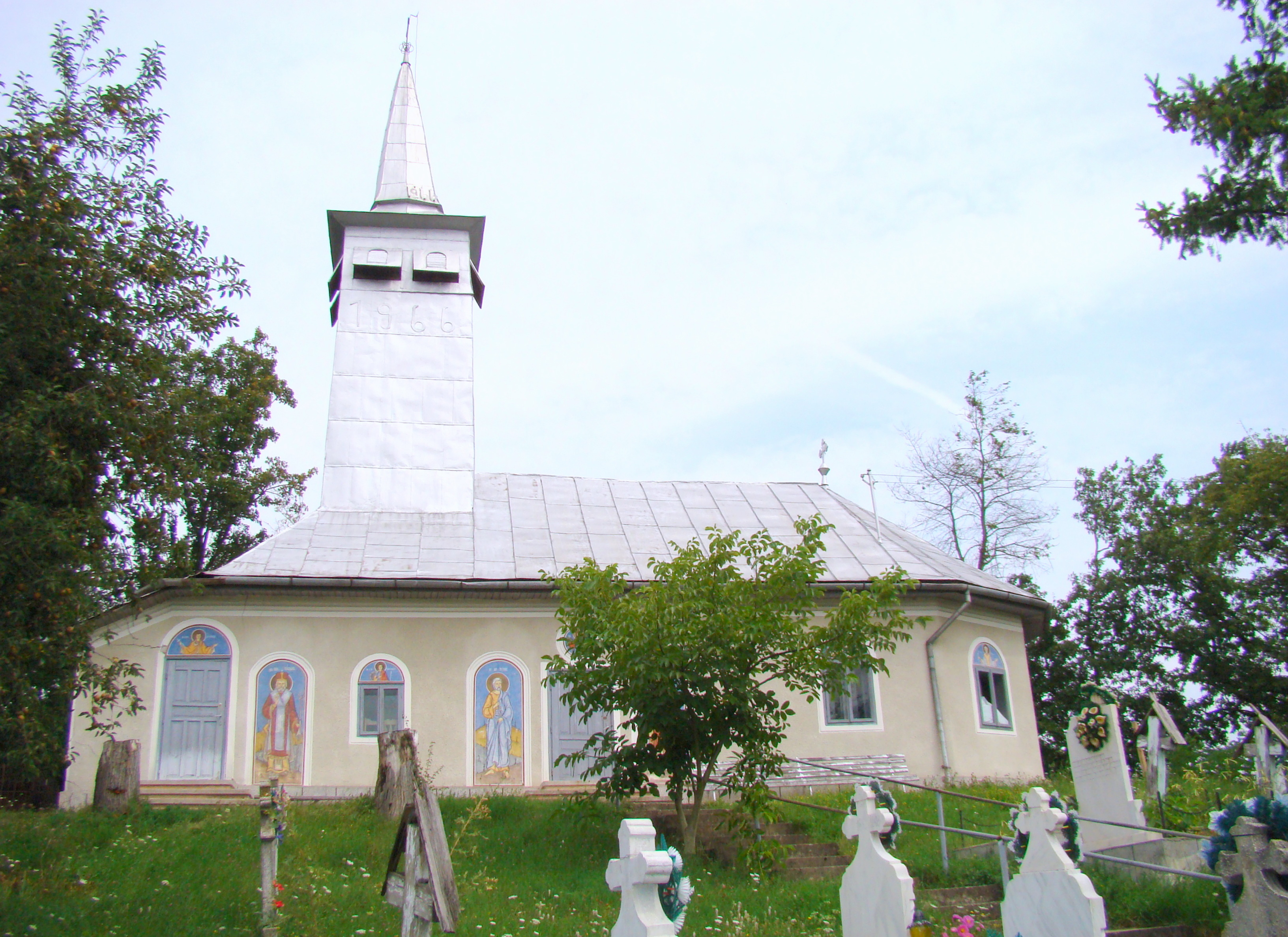

## Imagini din interior

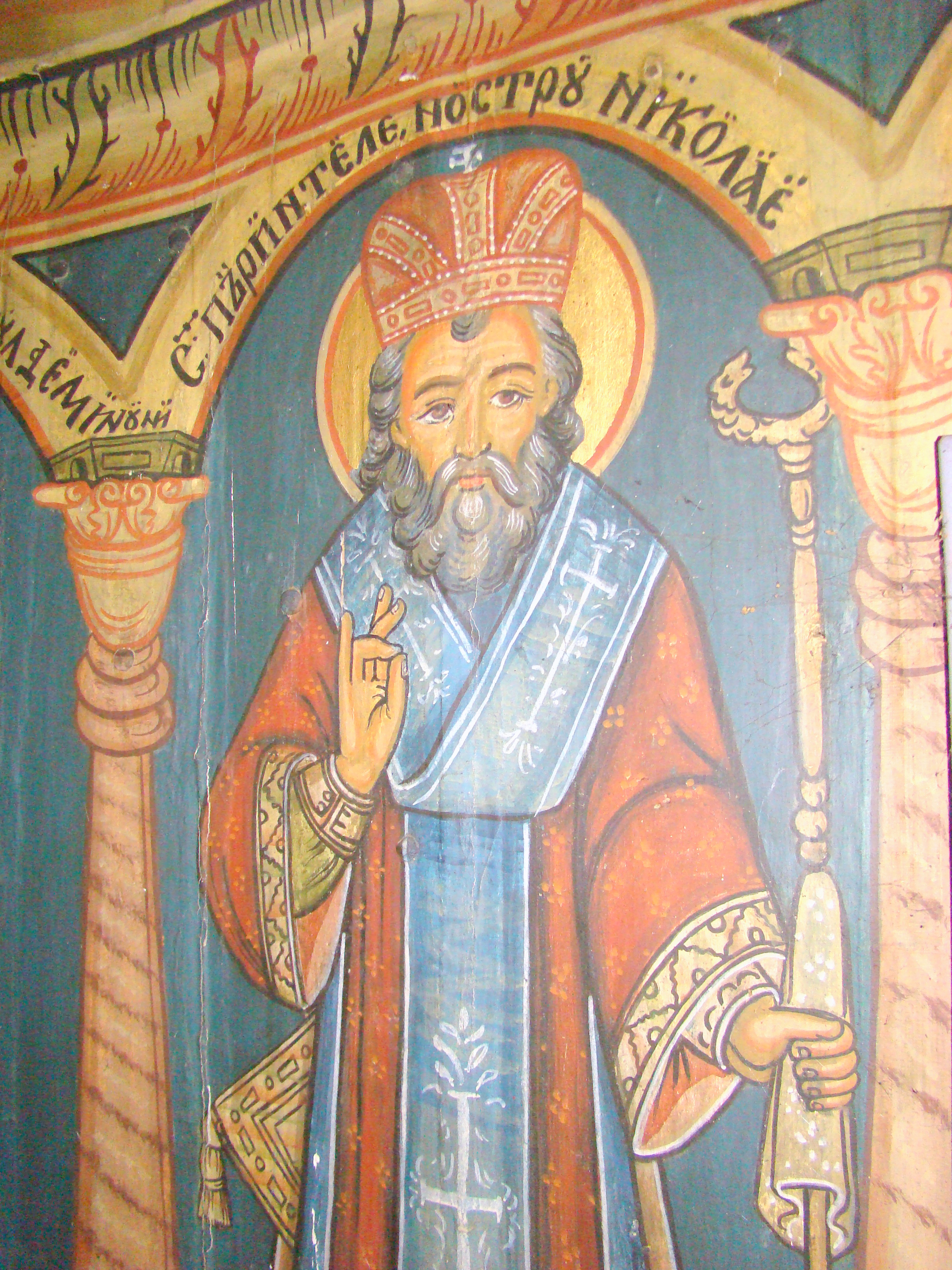
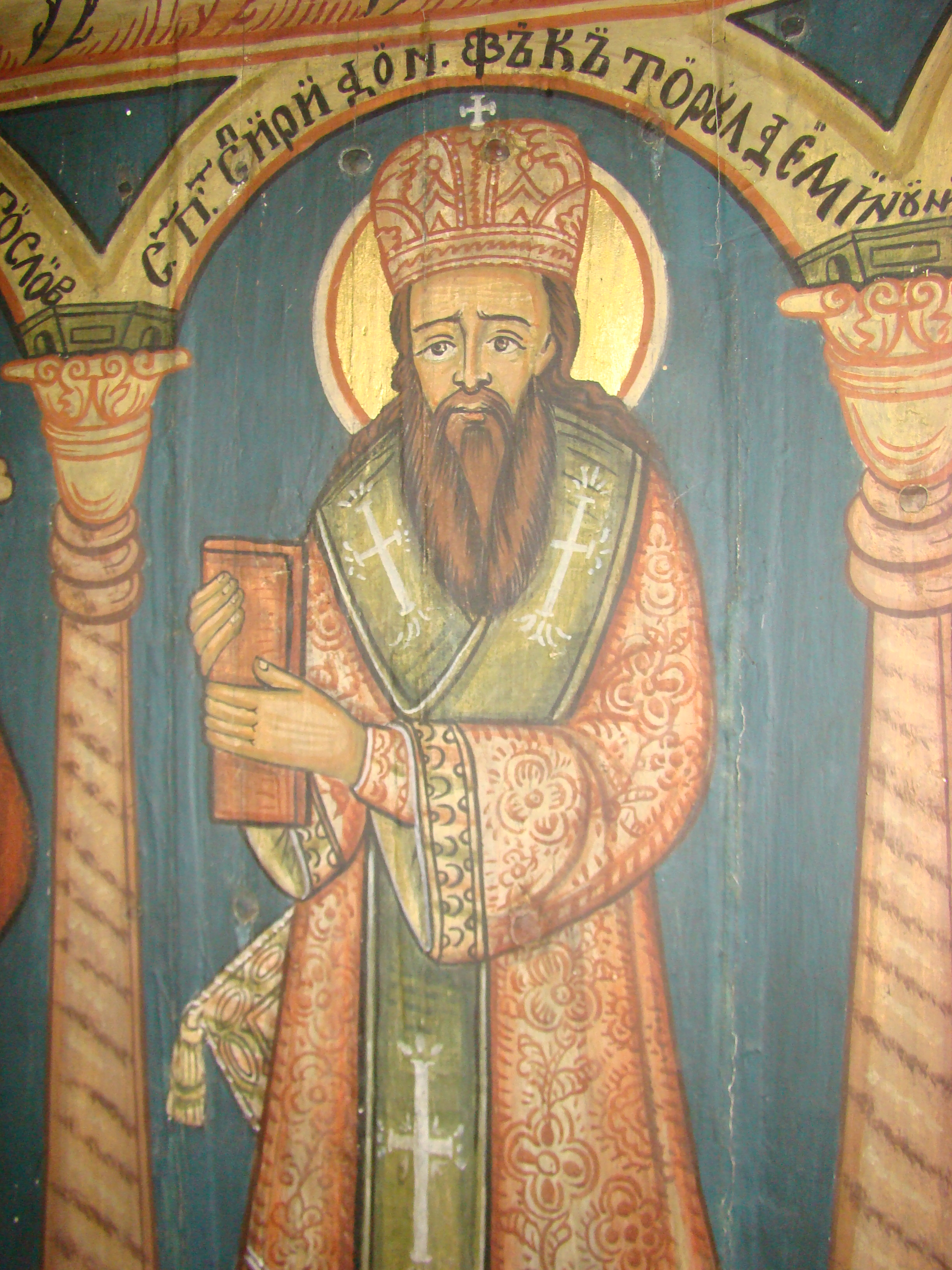
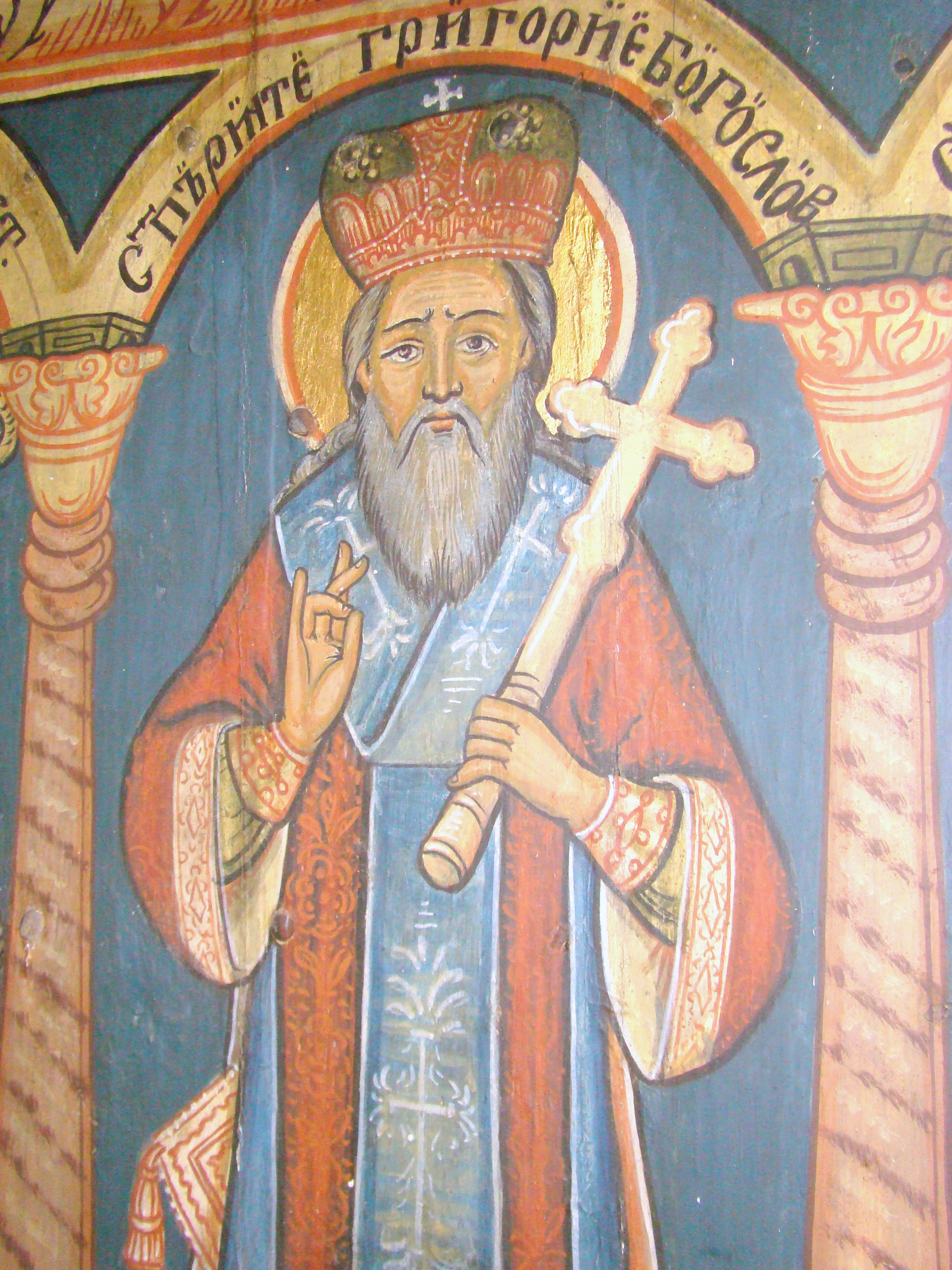
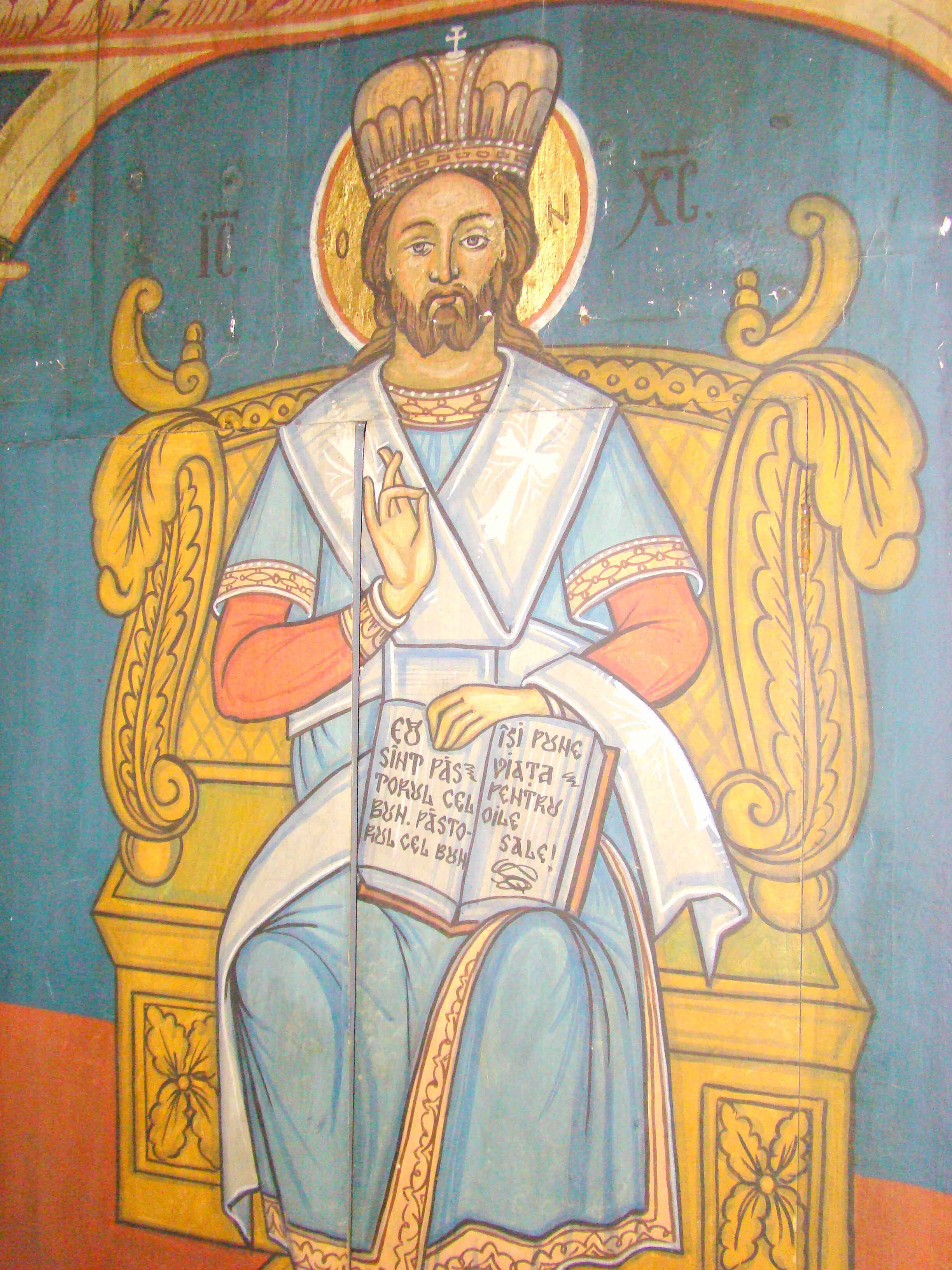
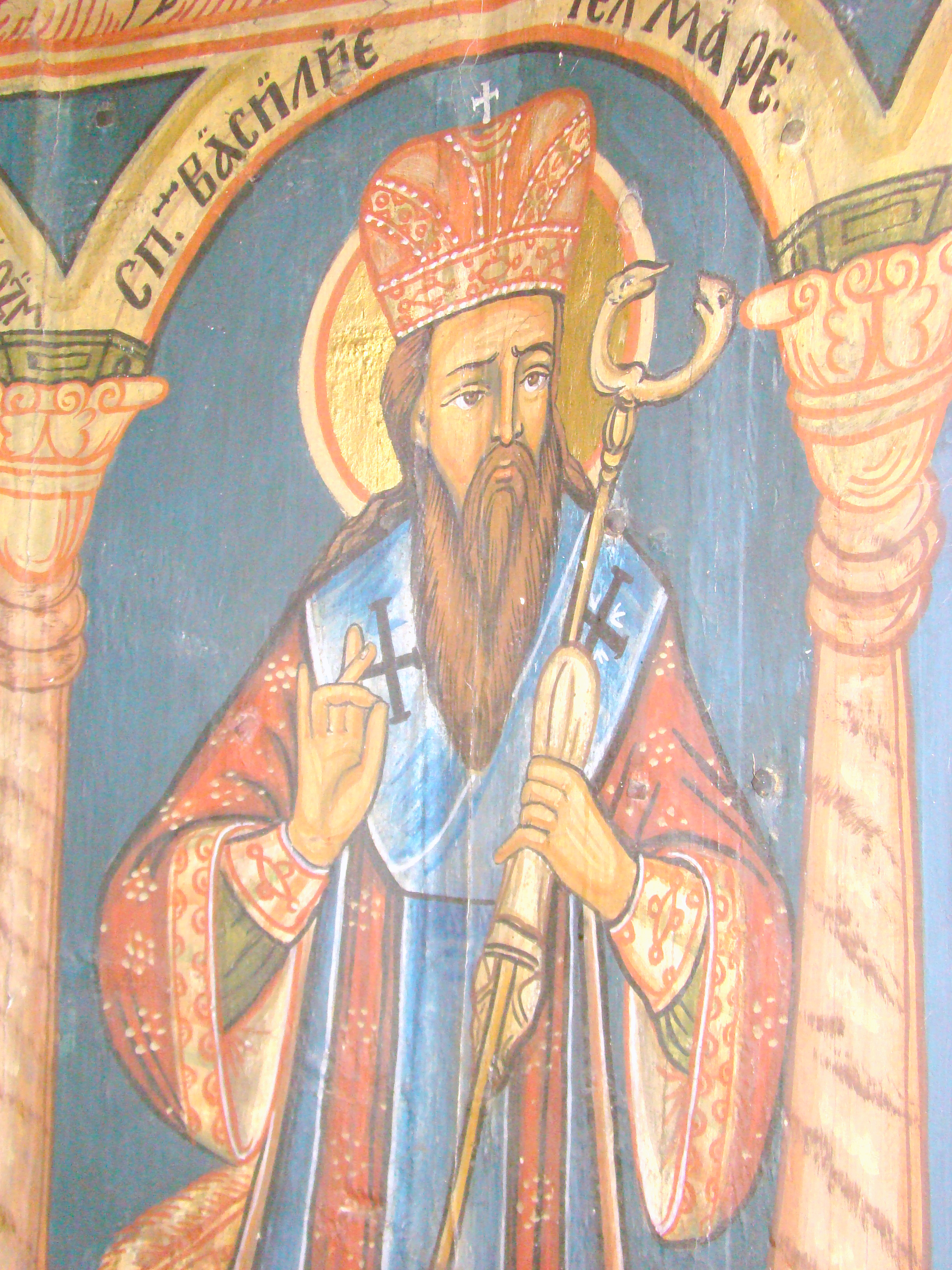
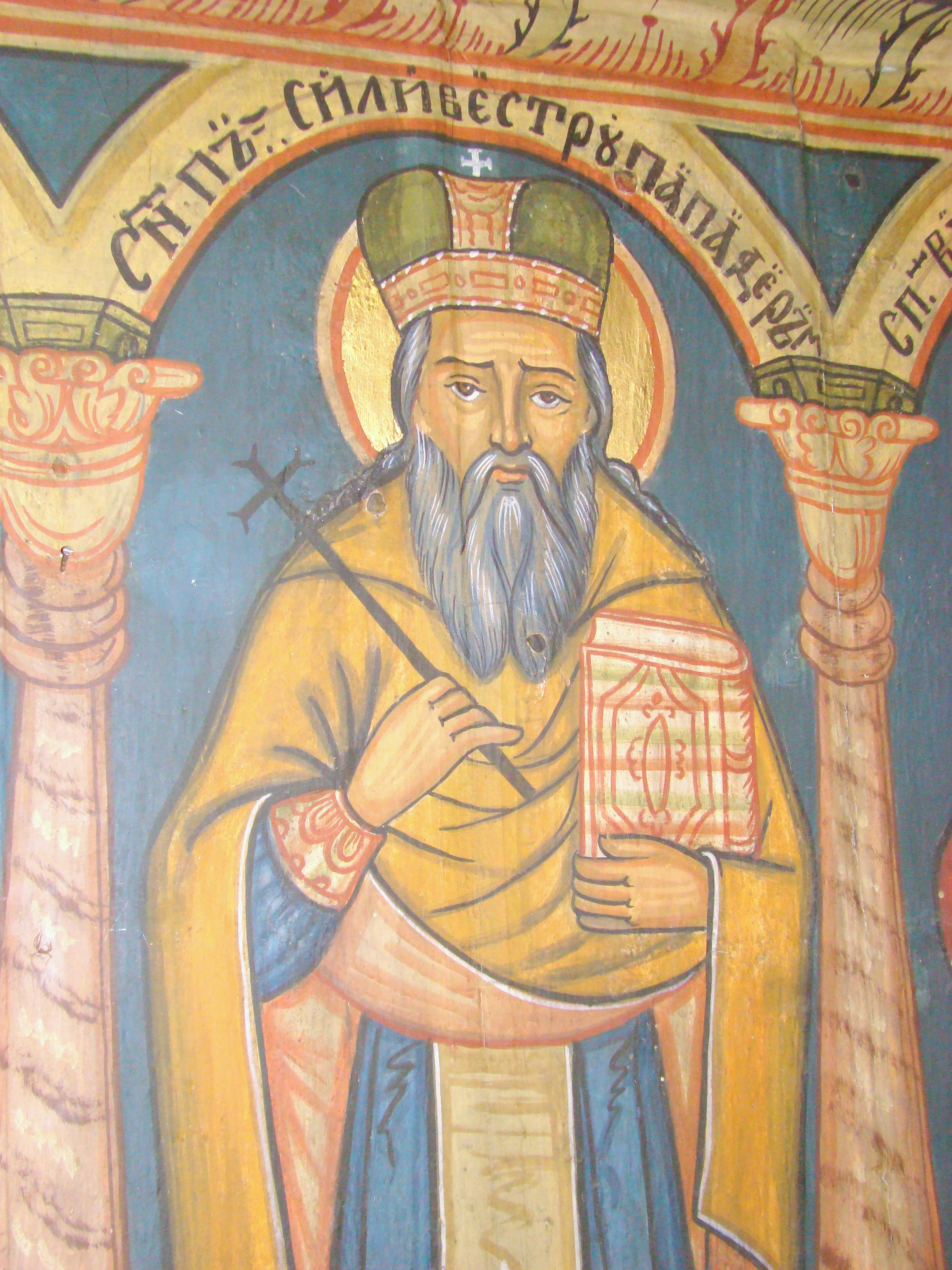
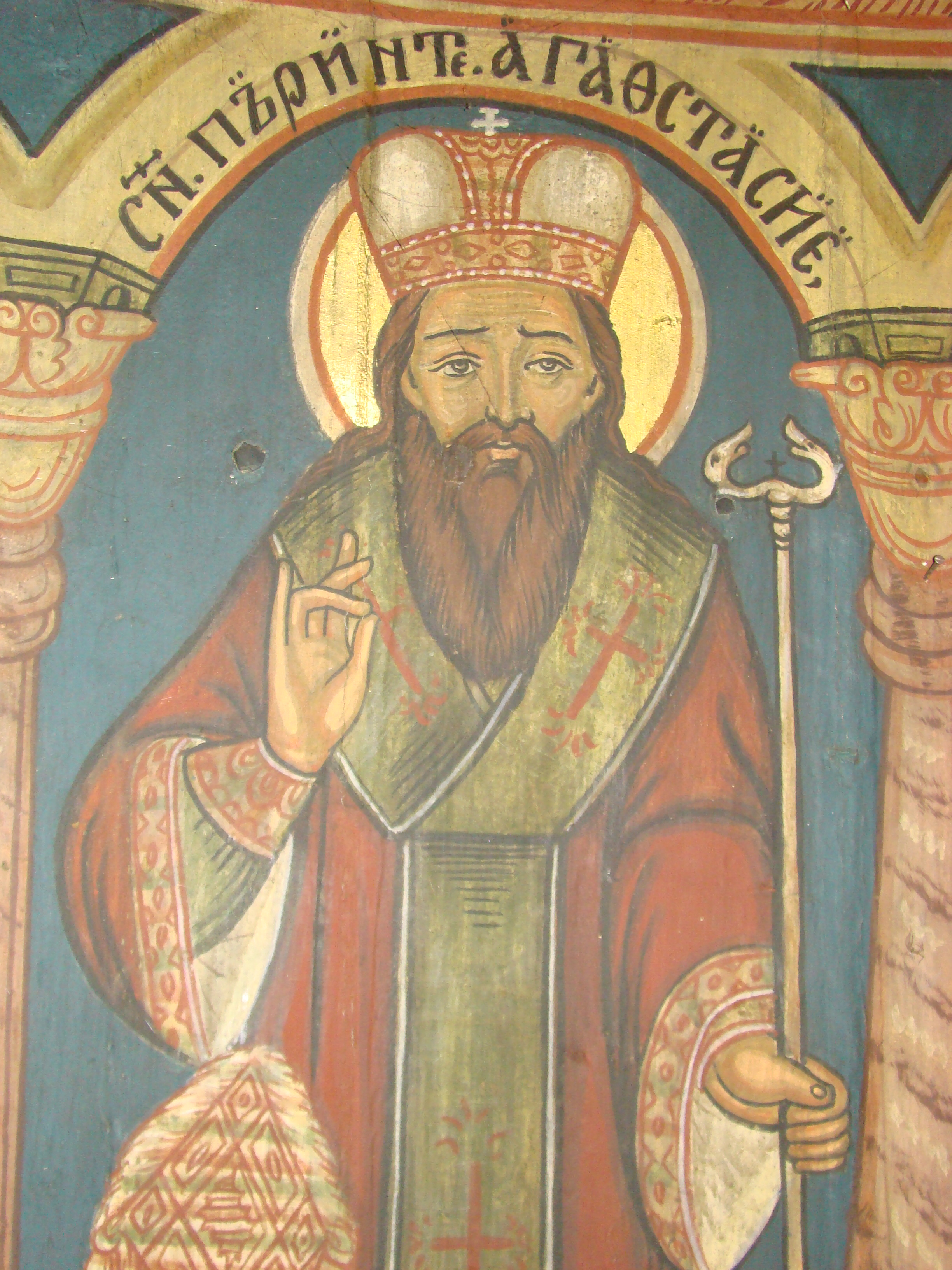
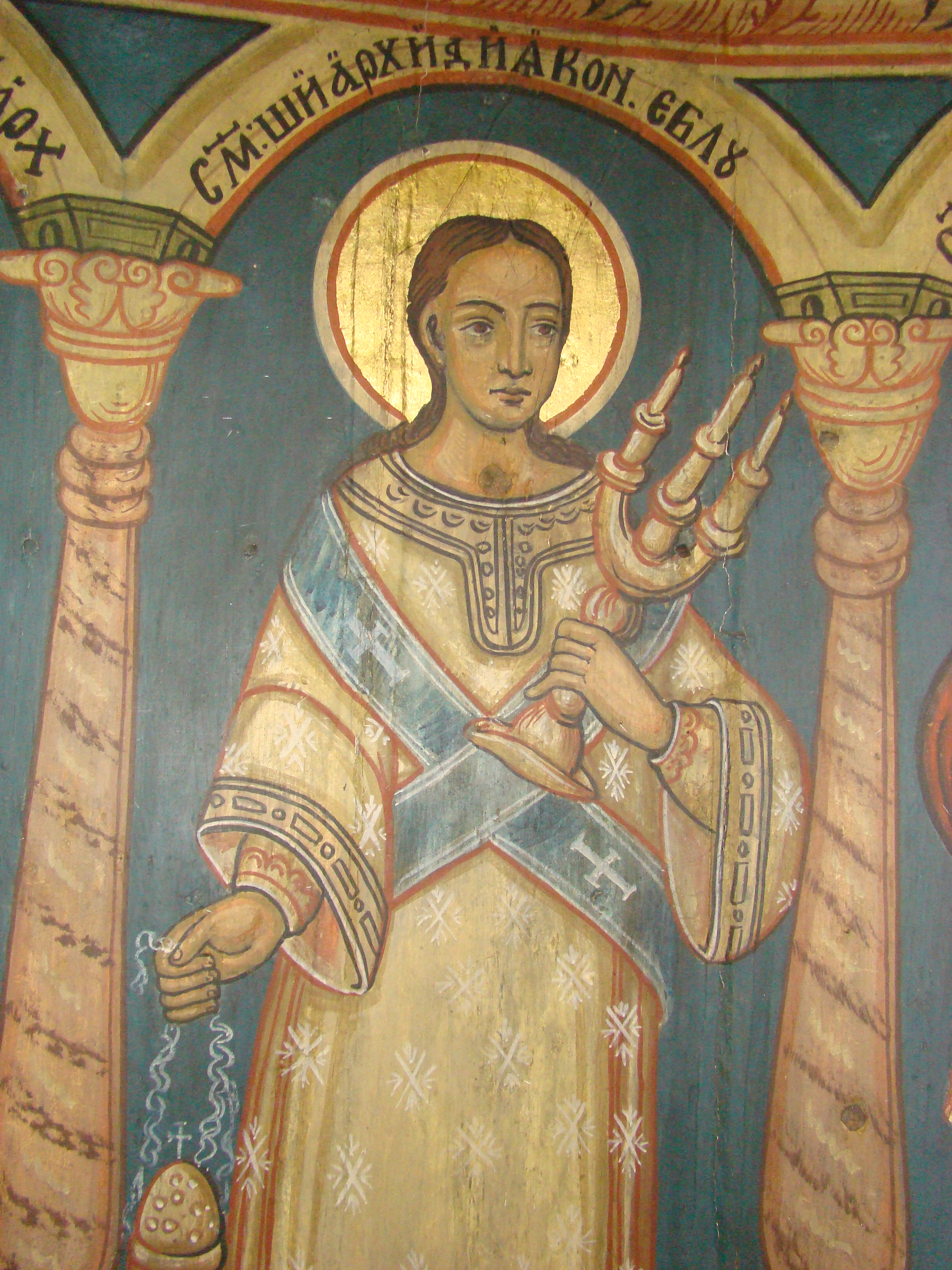
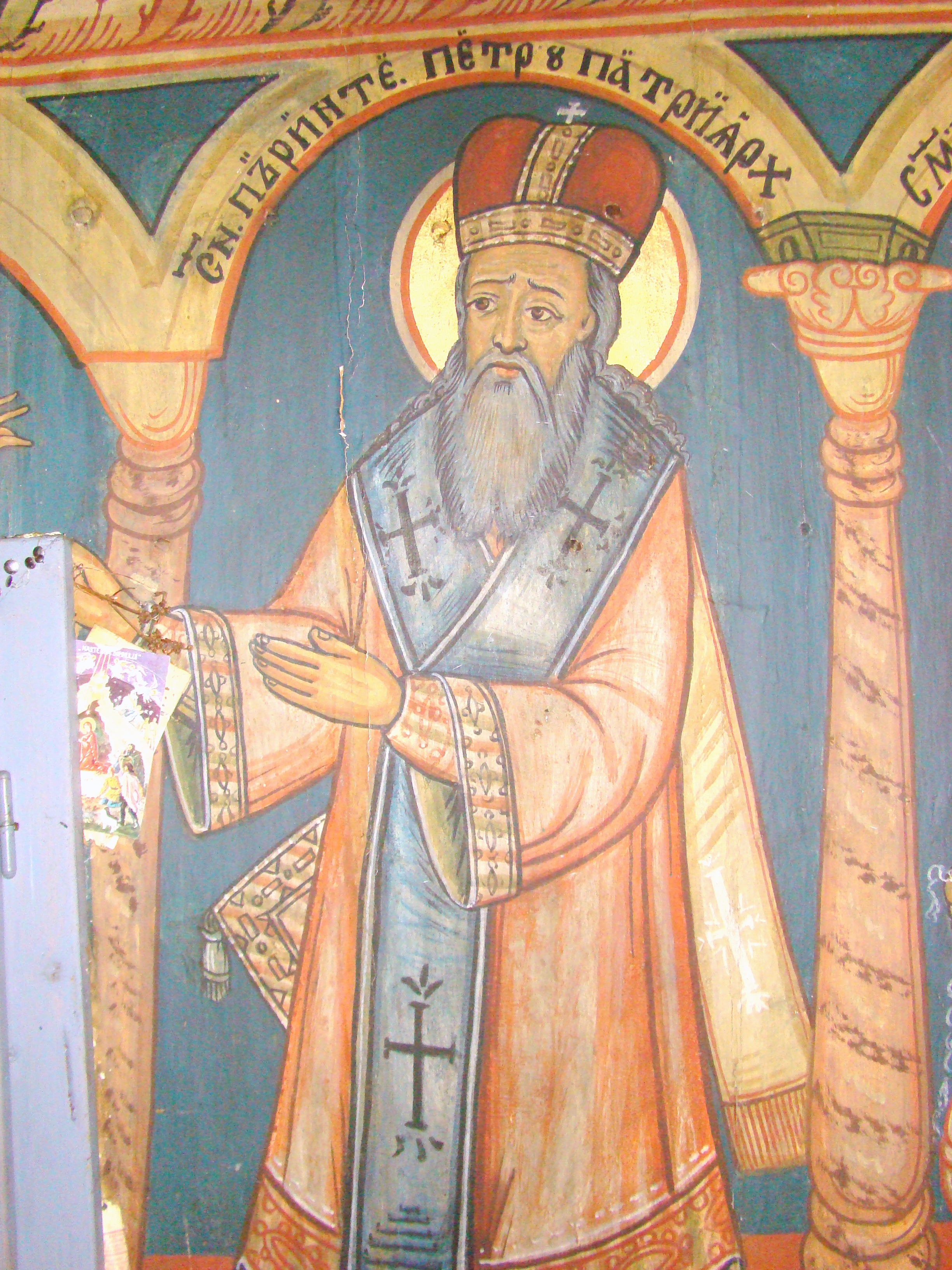
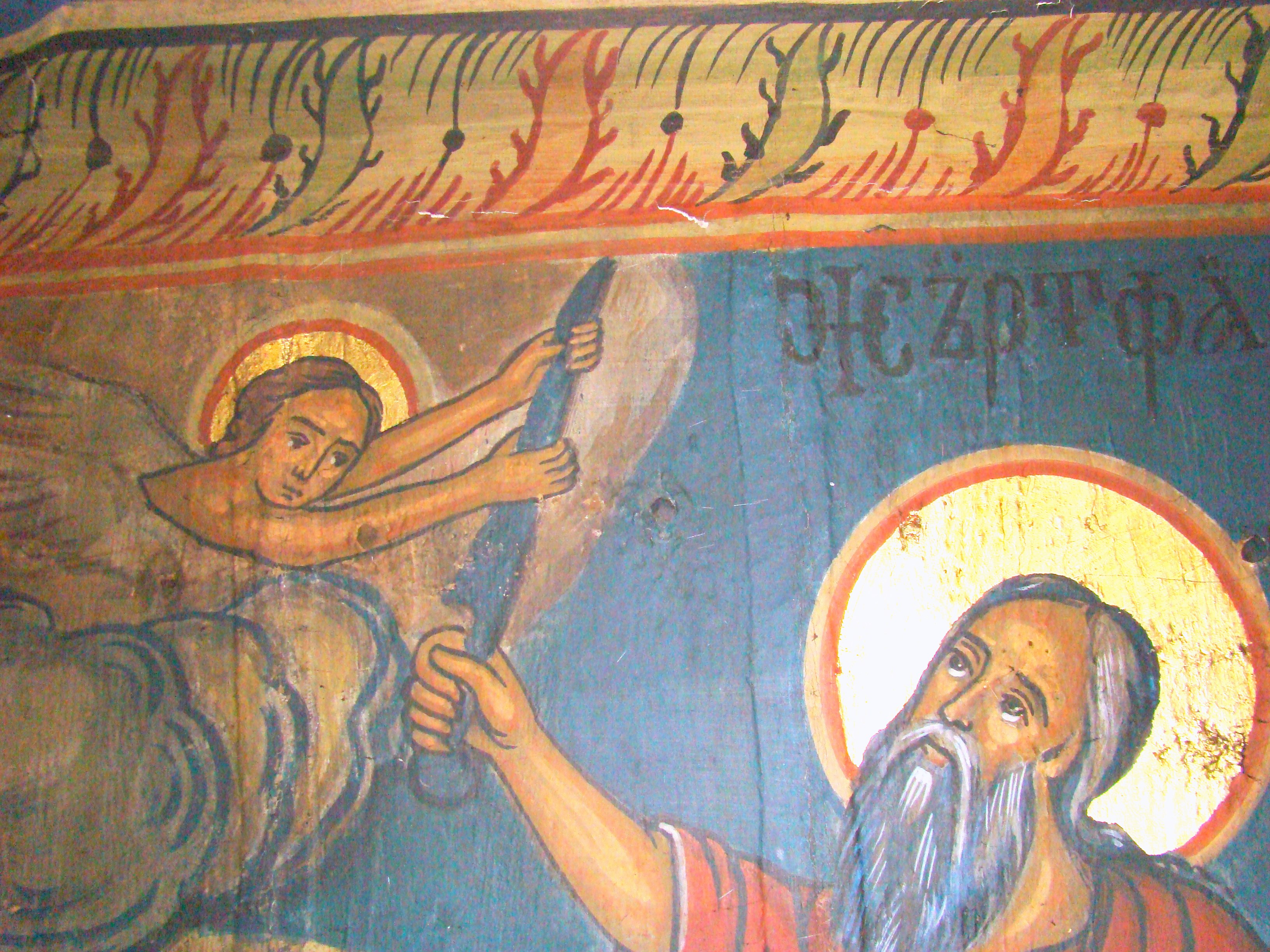
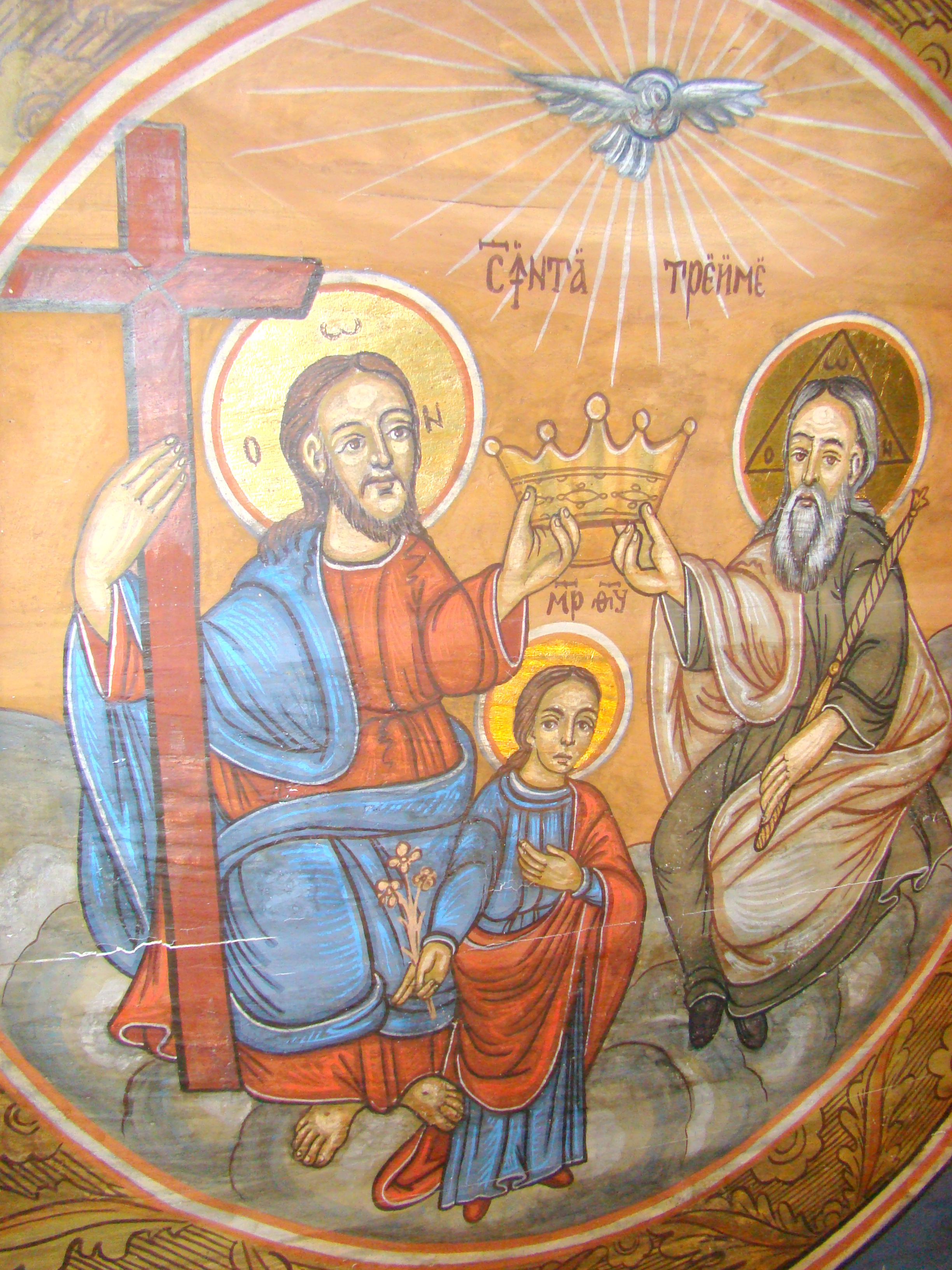
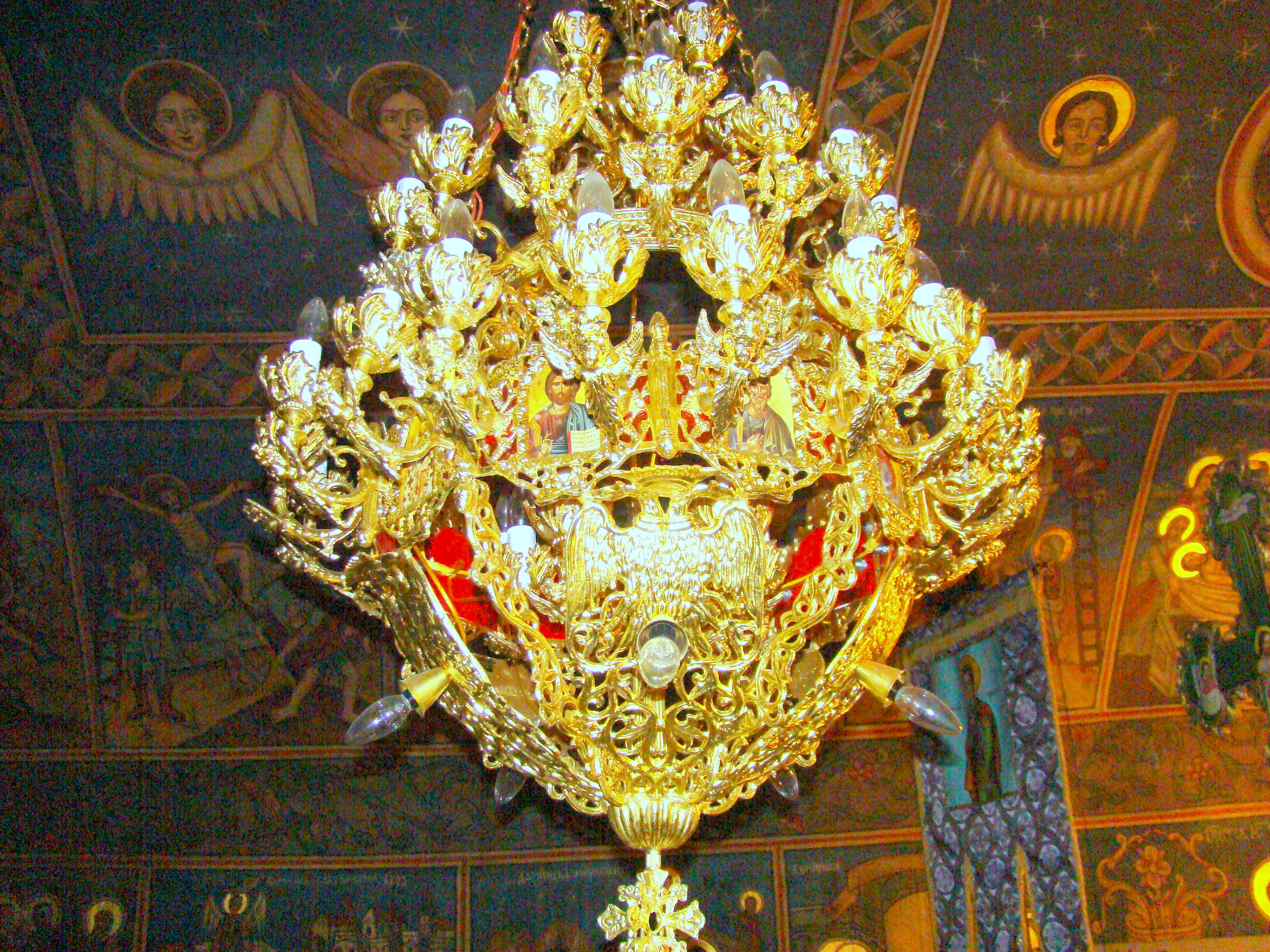
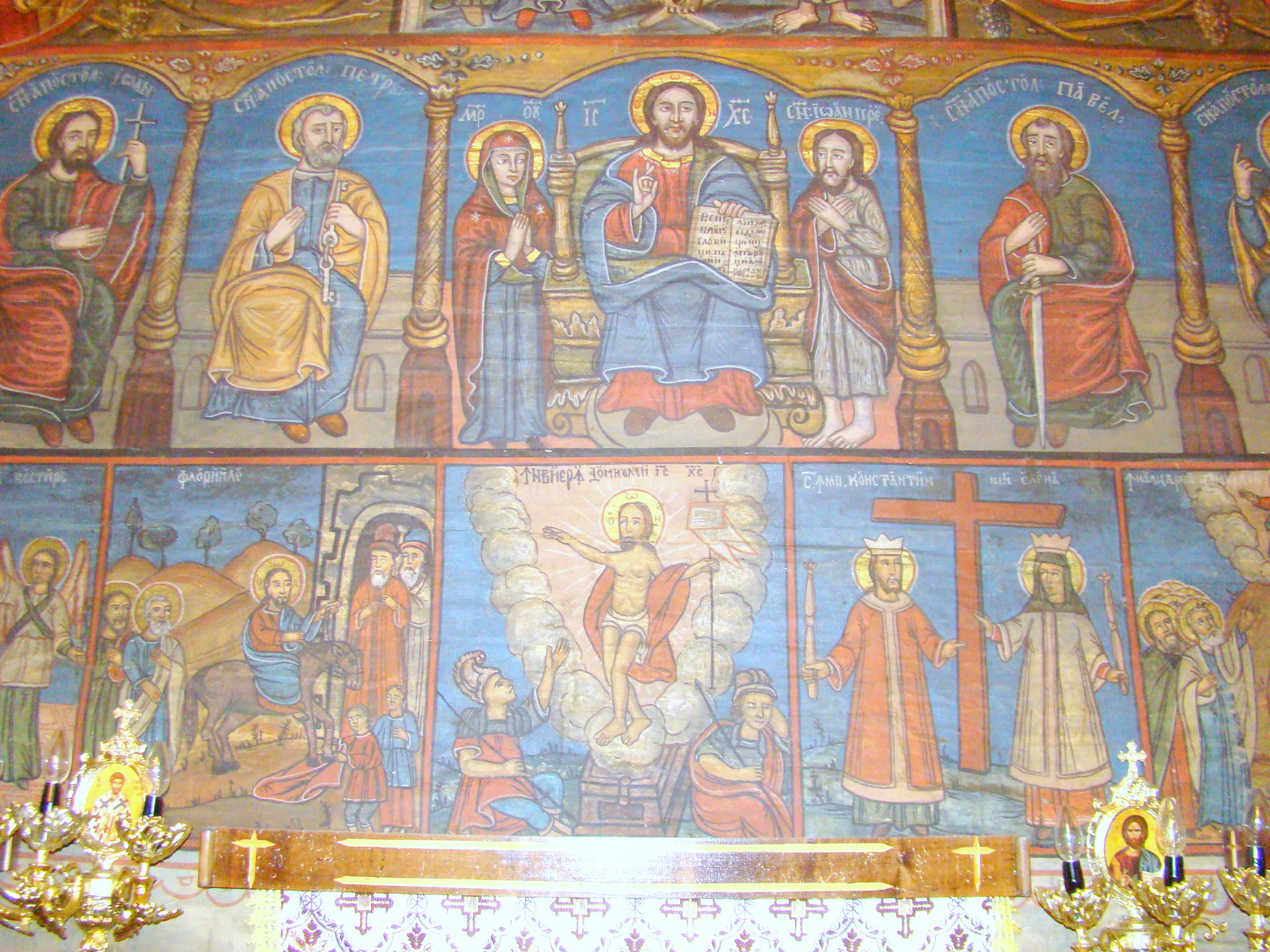
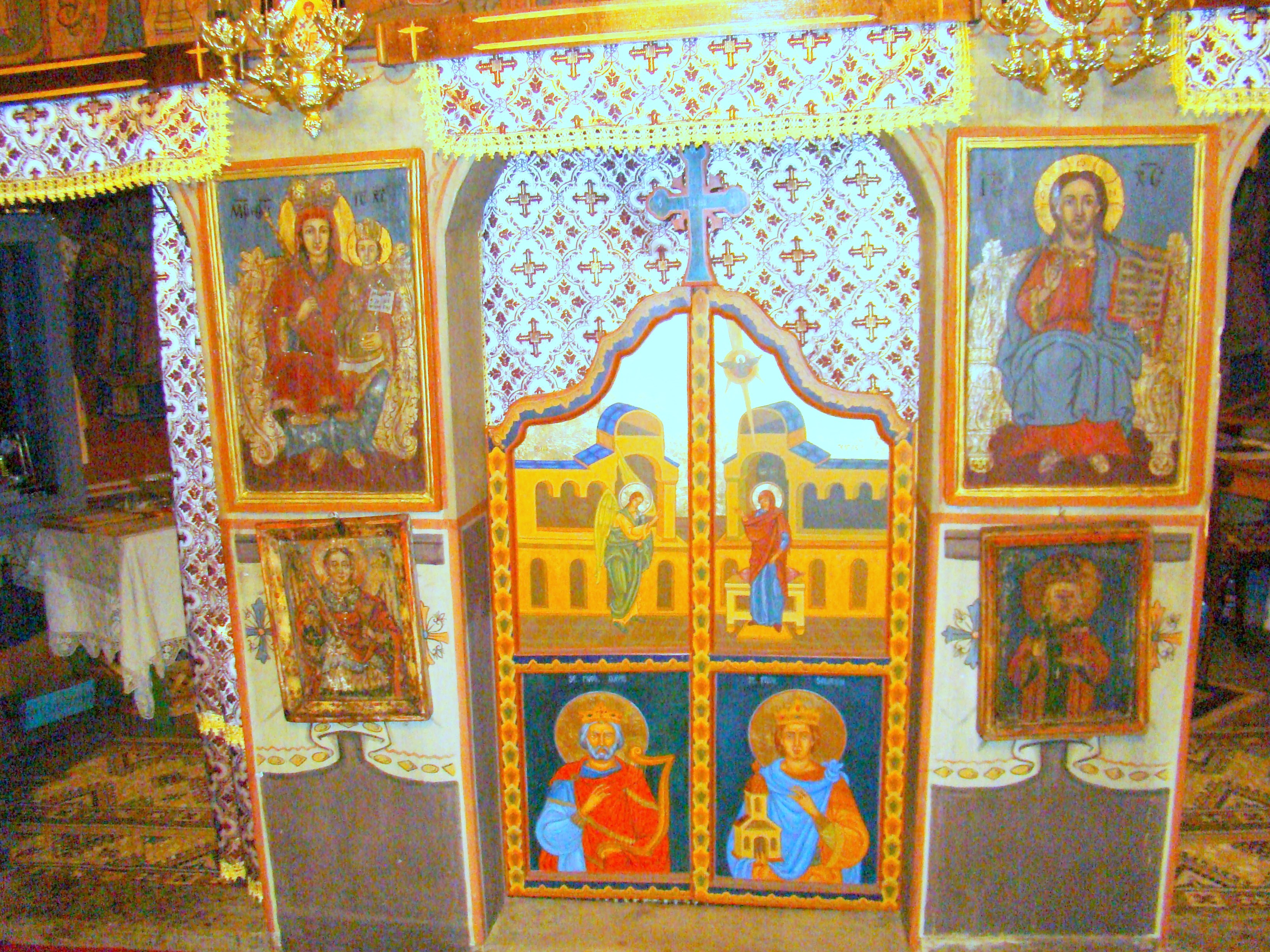
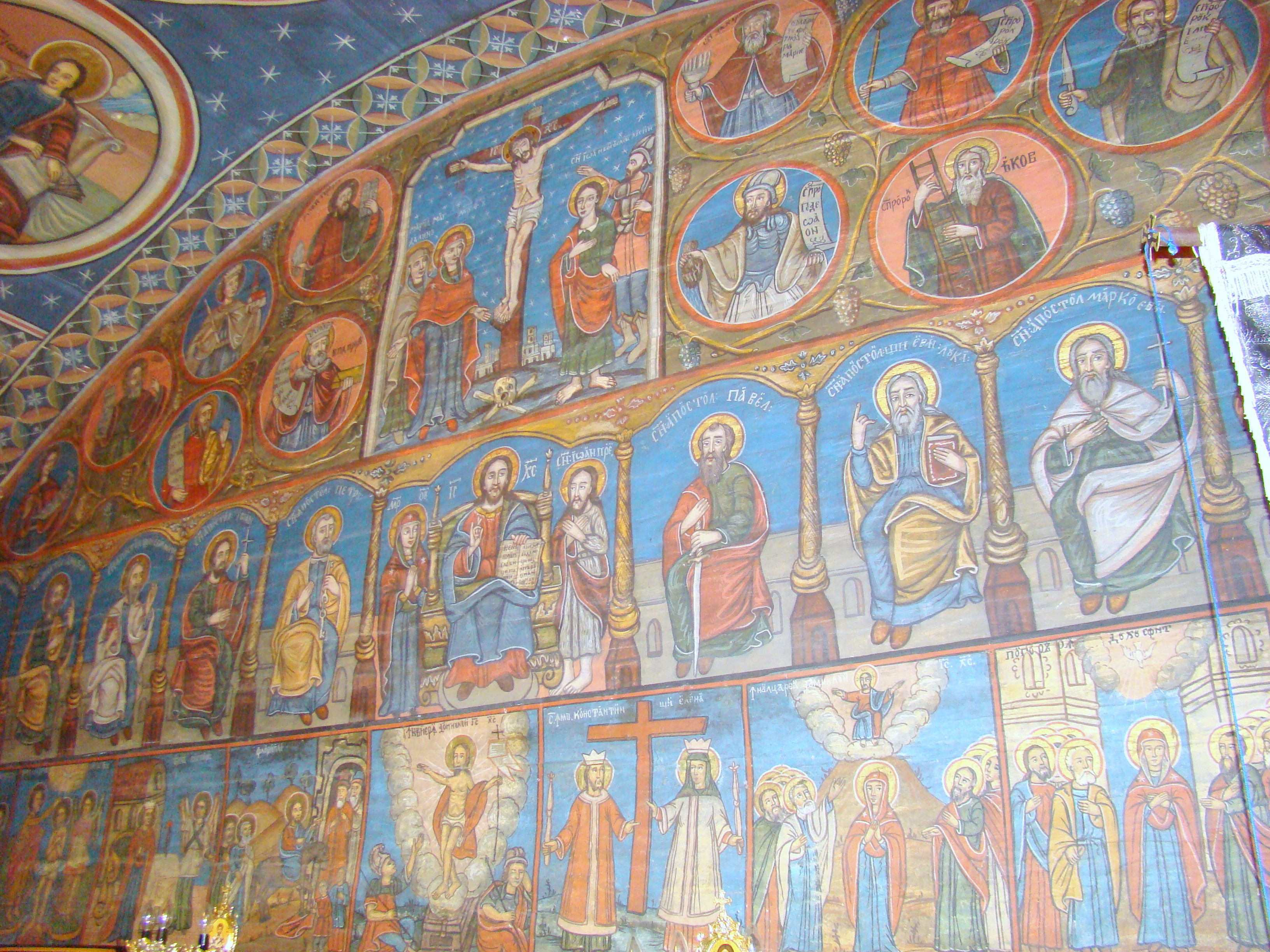
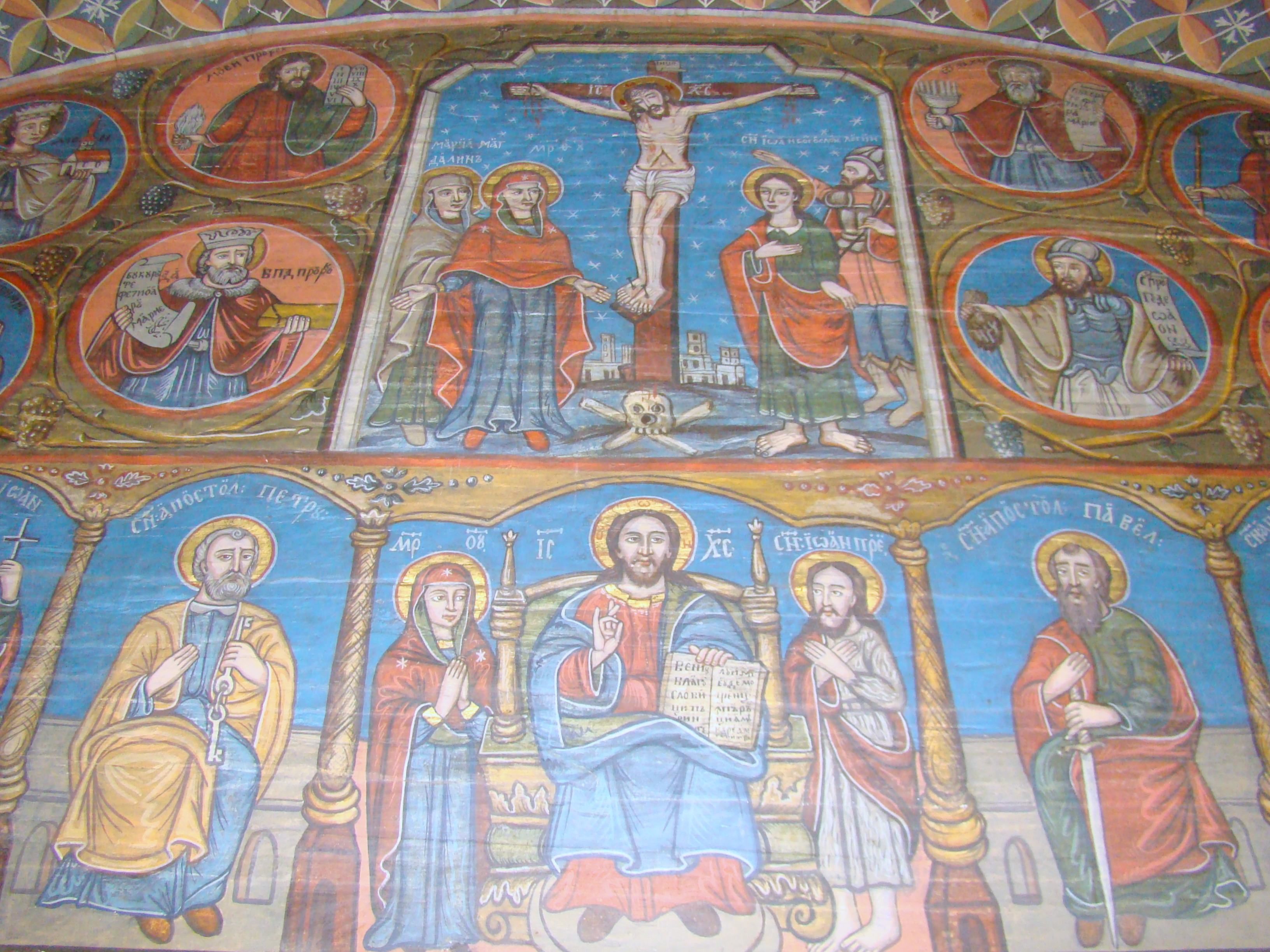
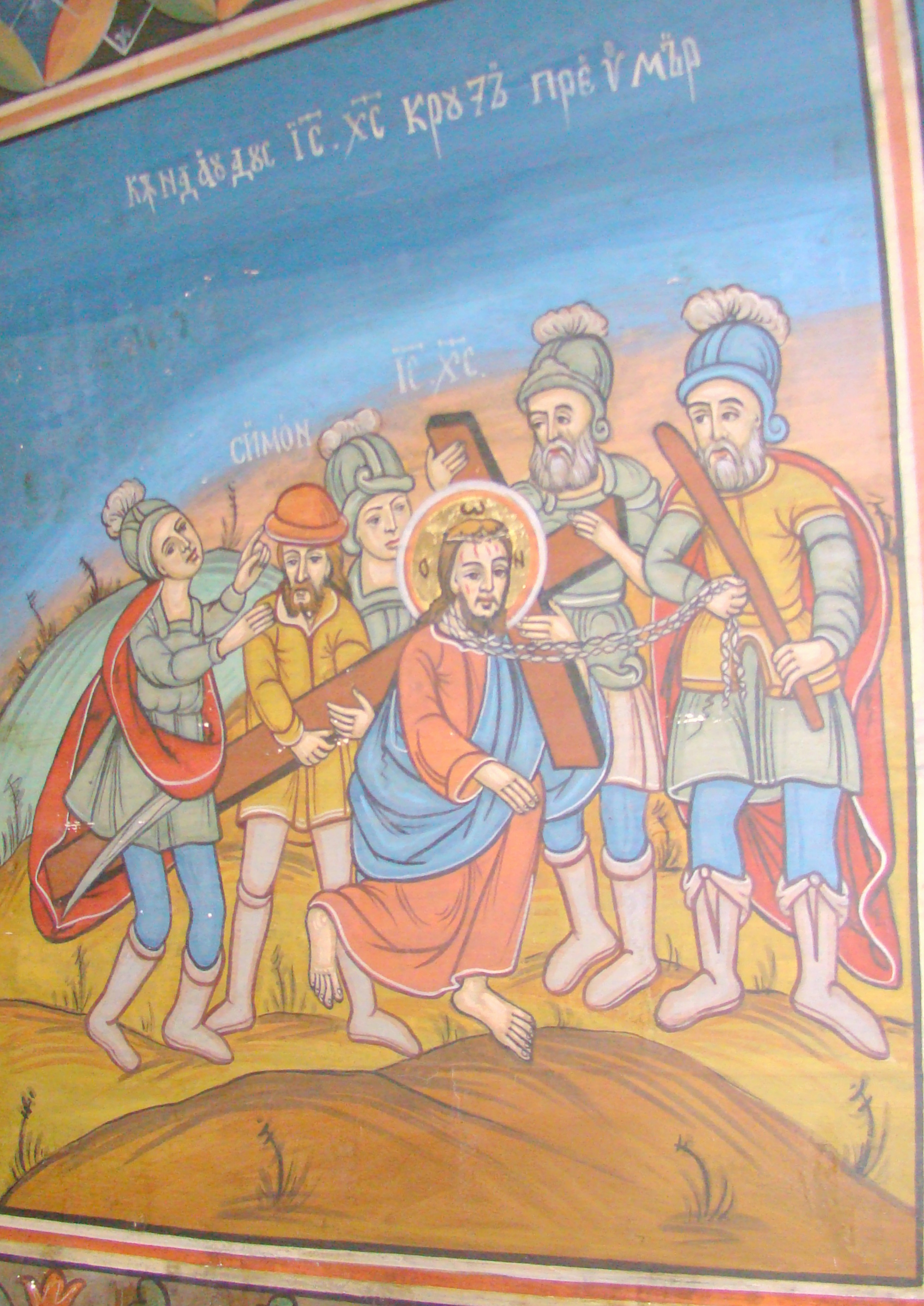
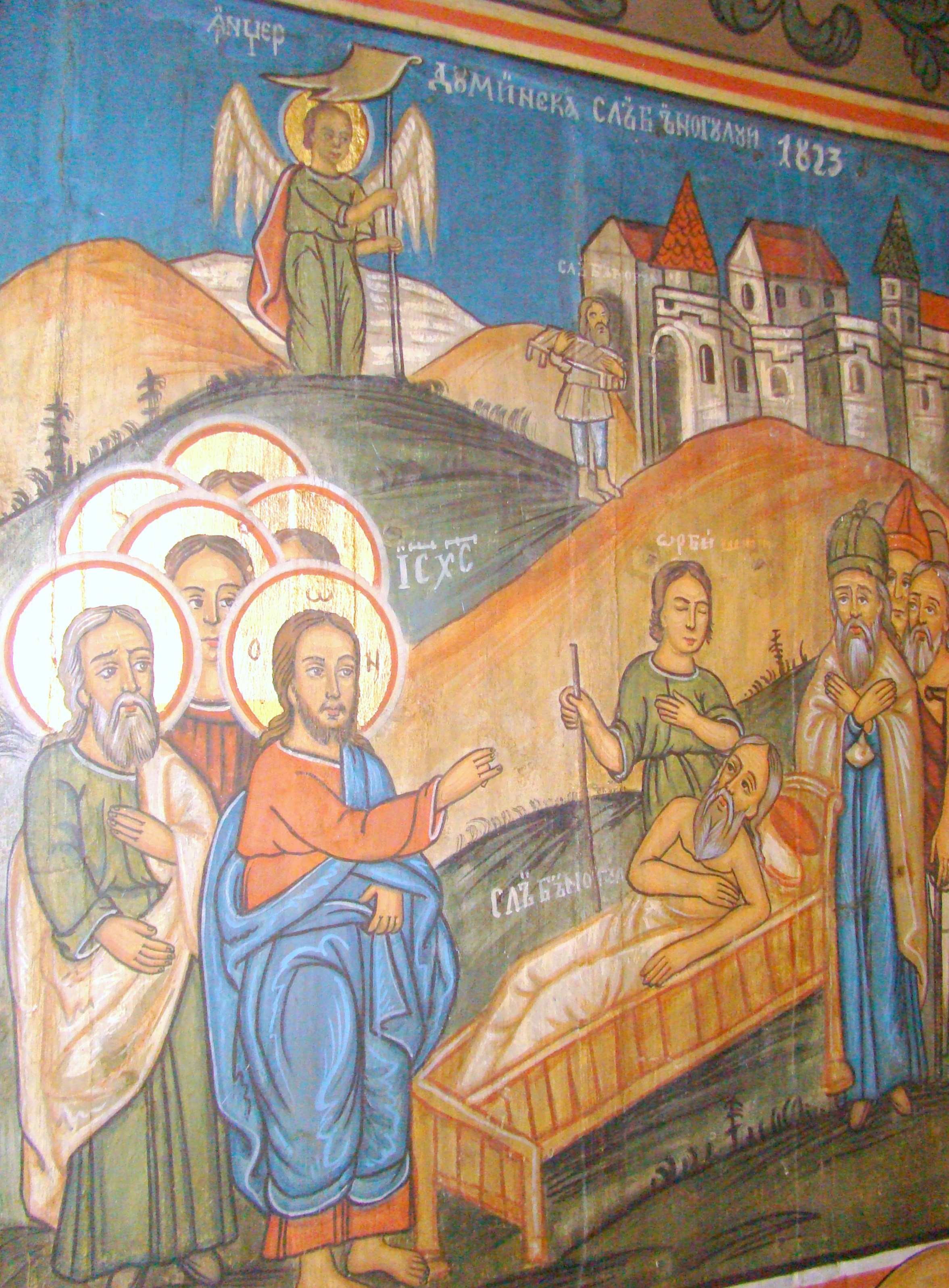
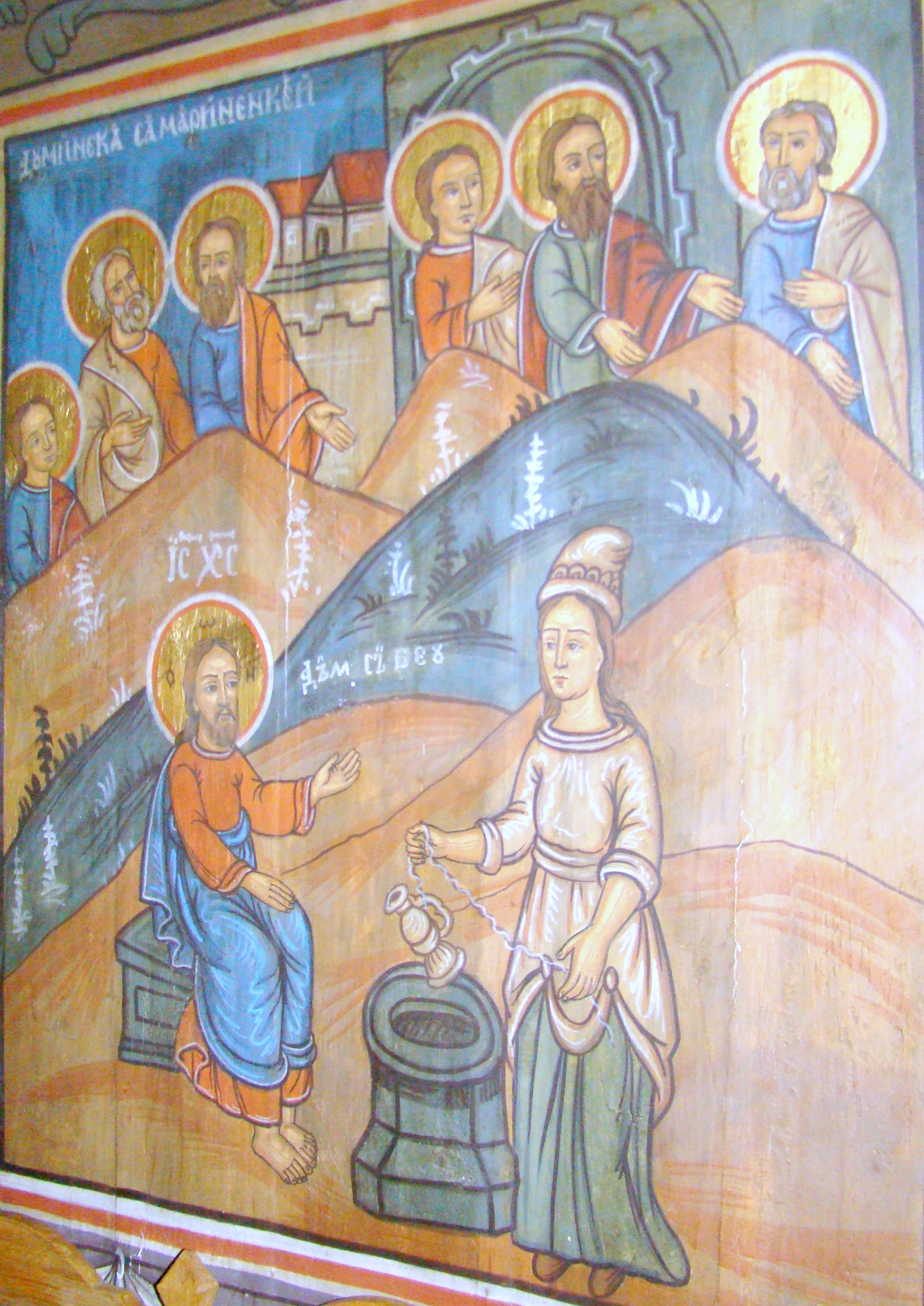
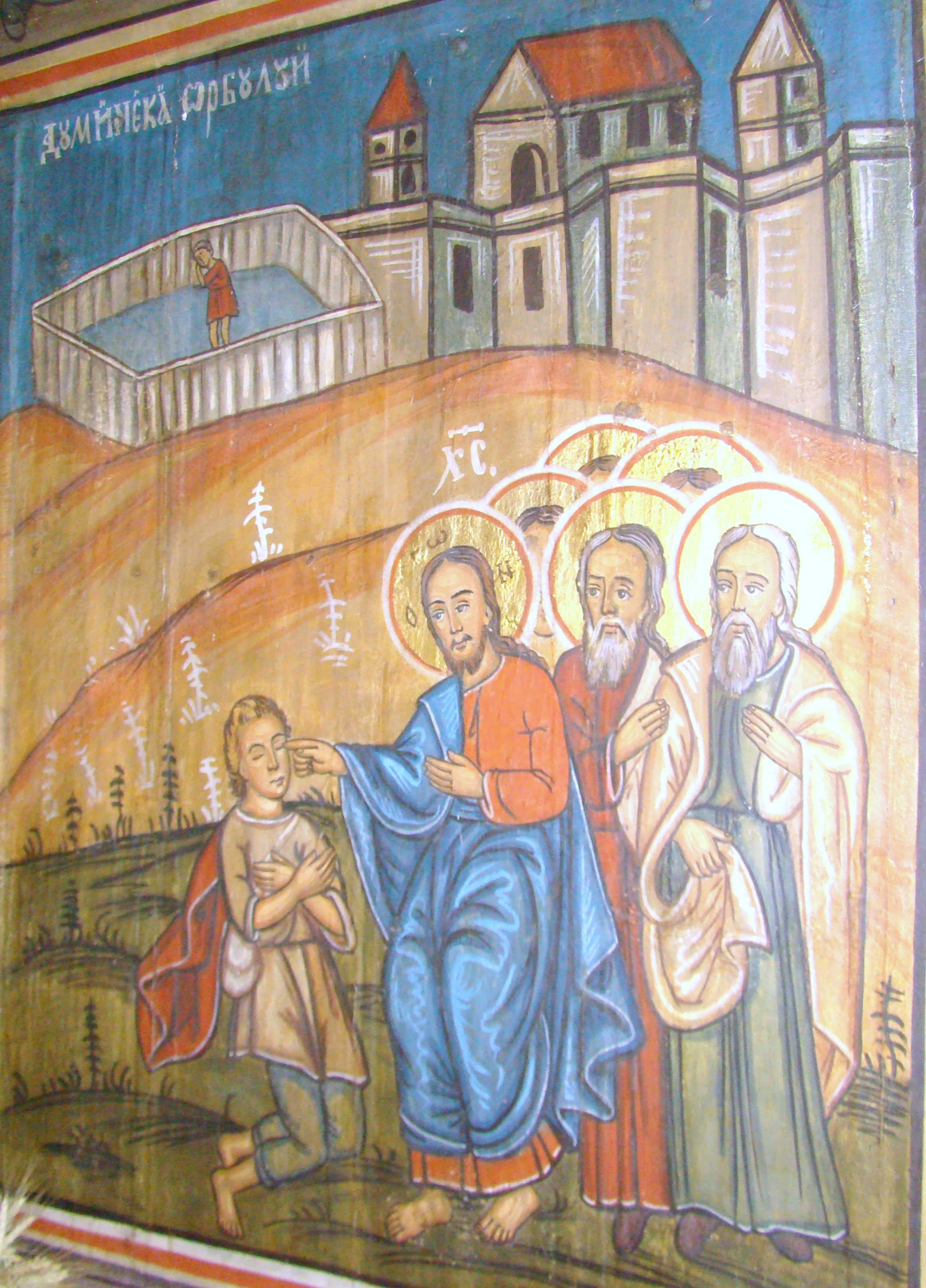
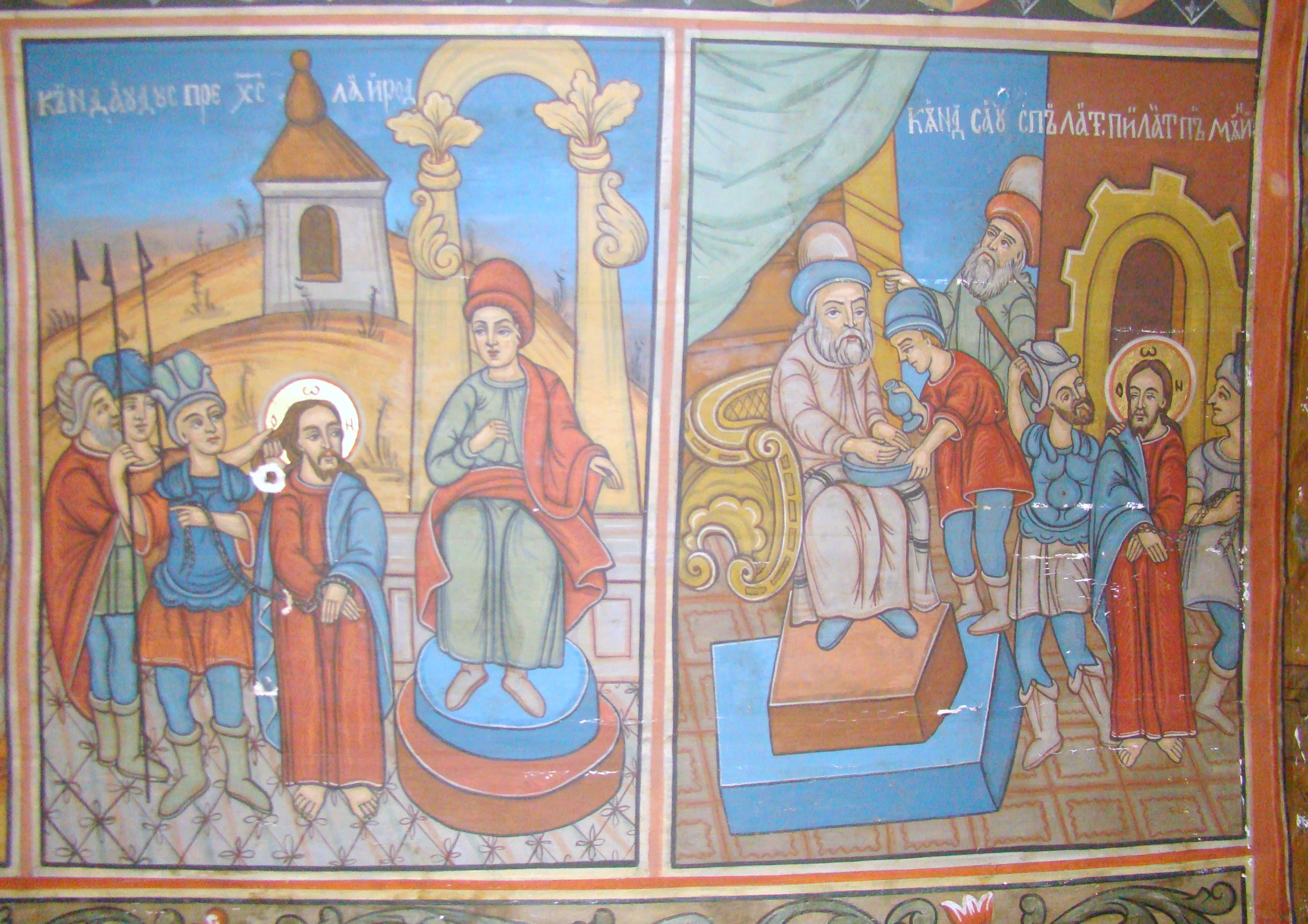
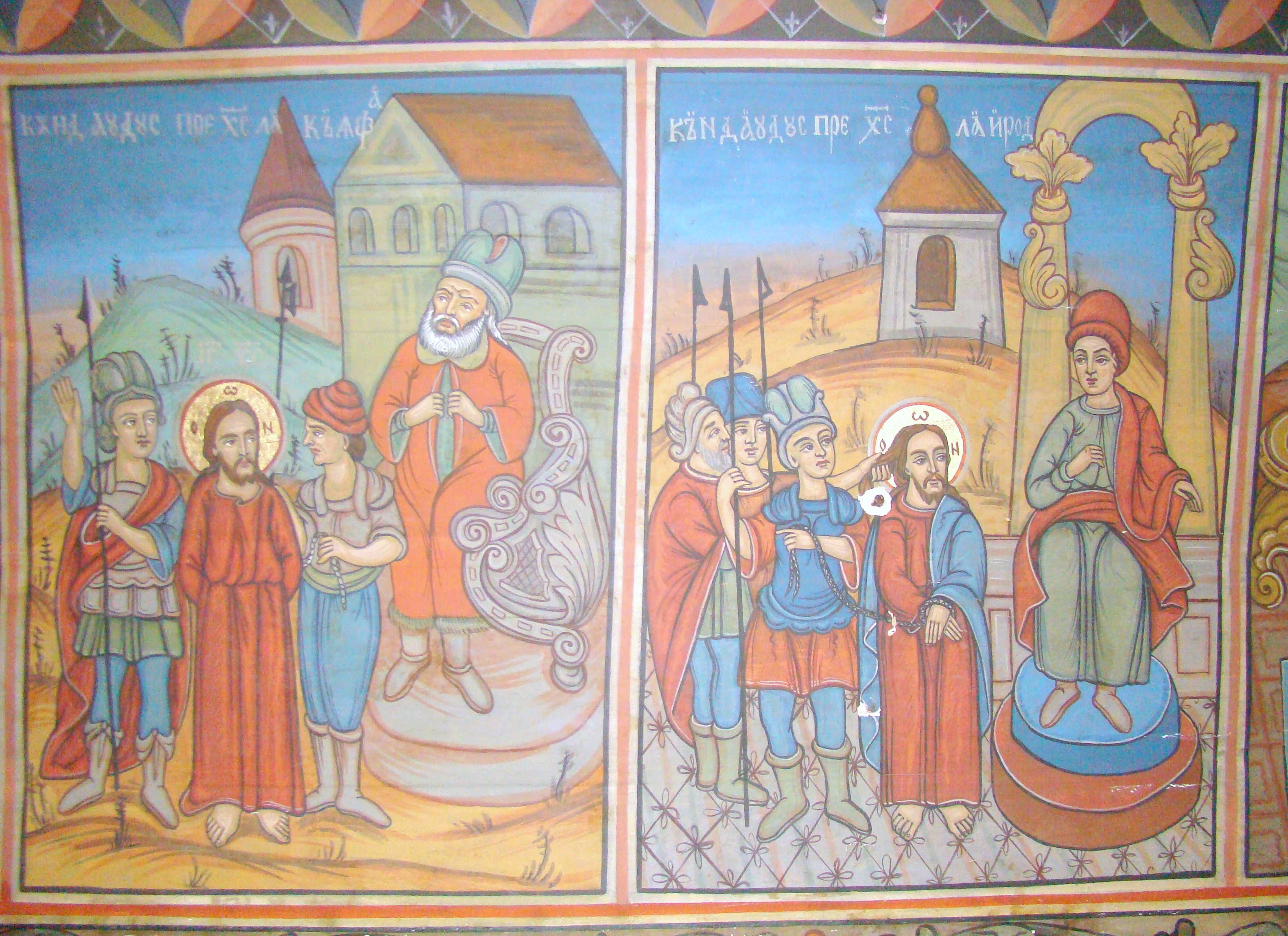
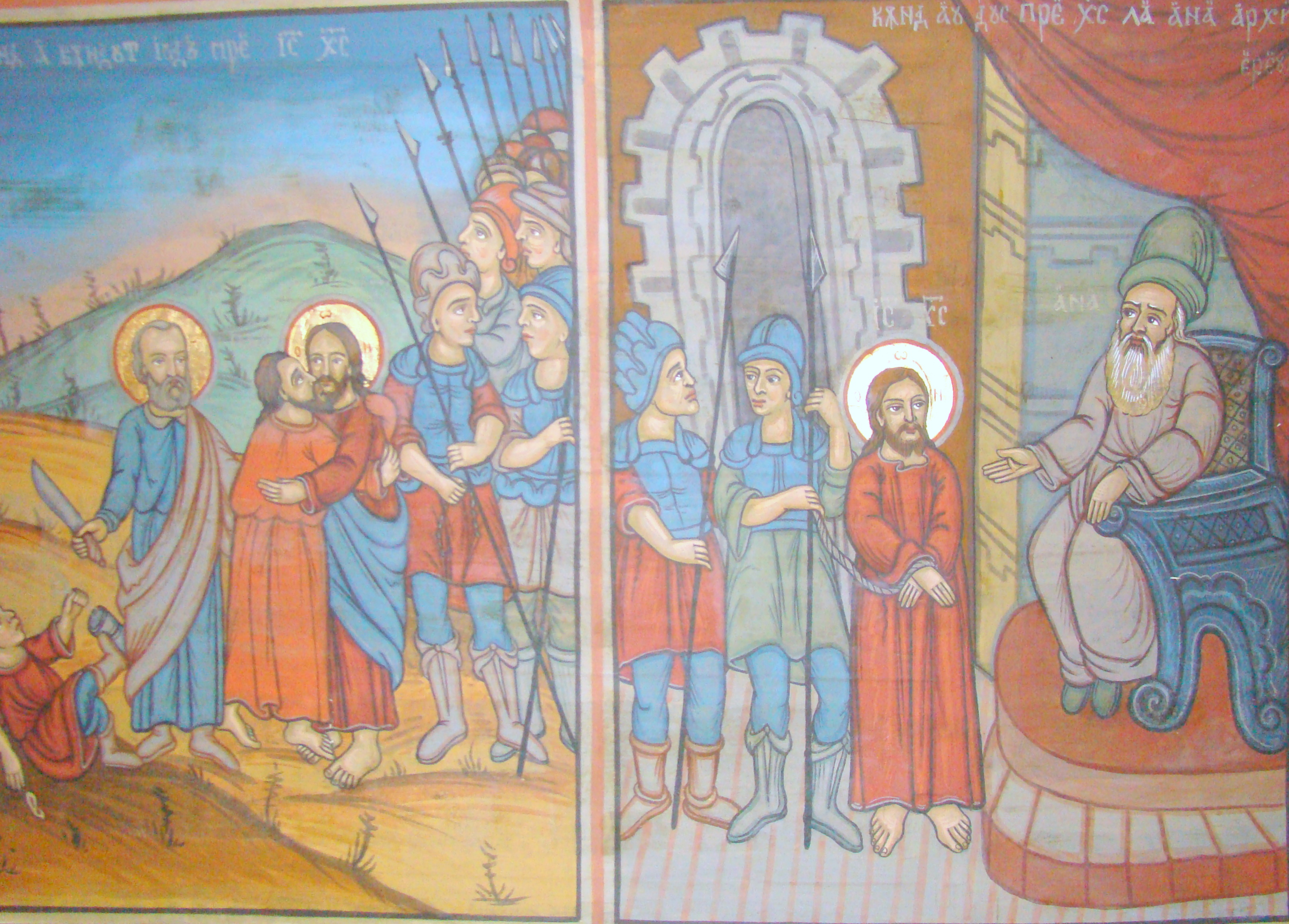
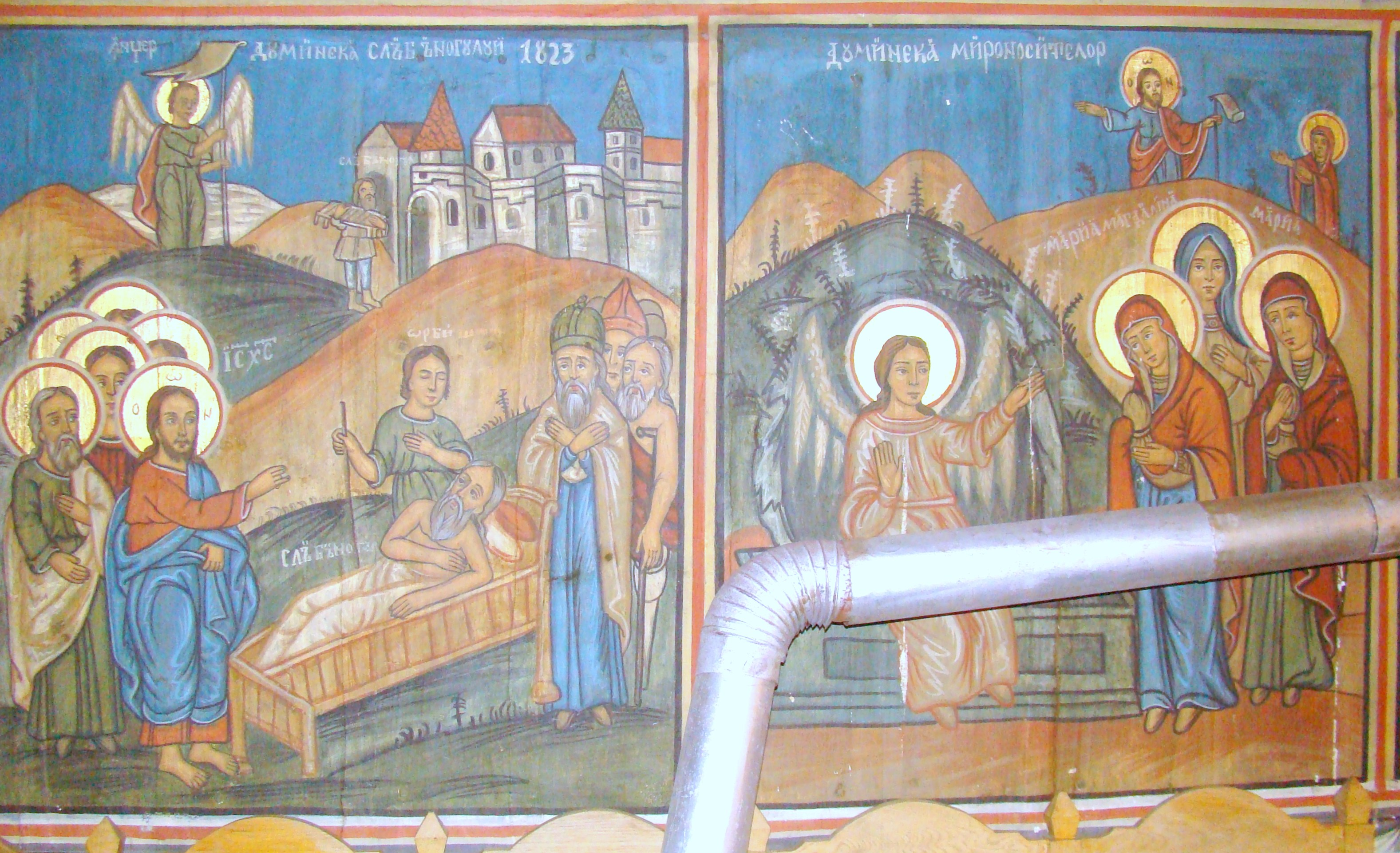
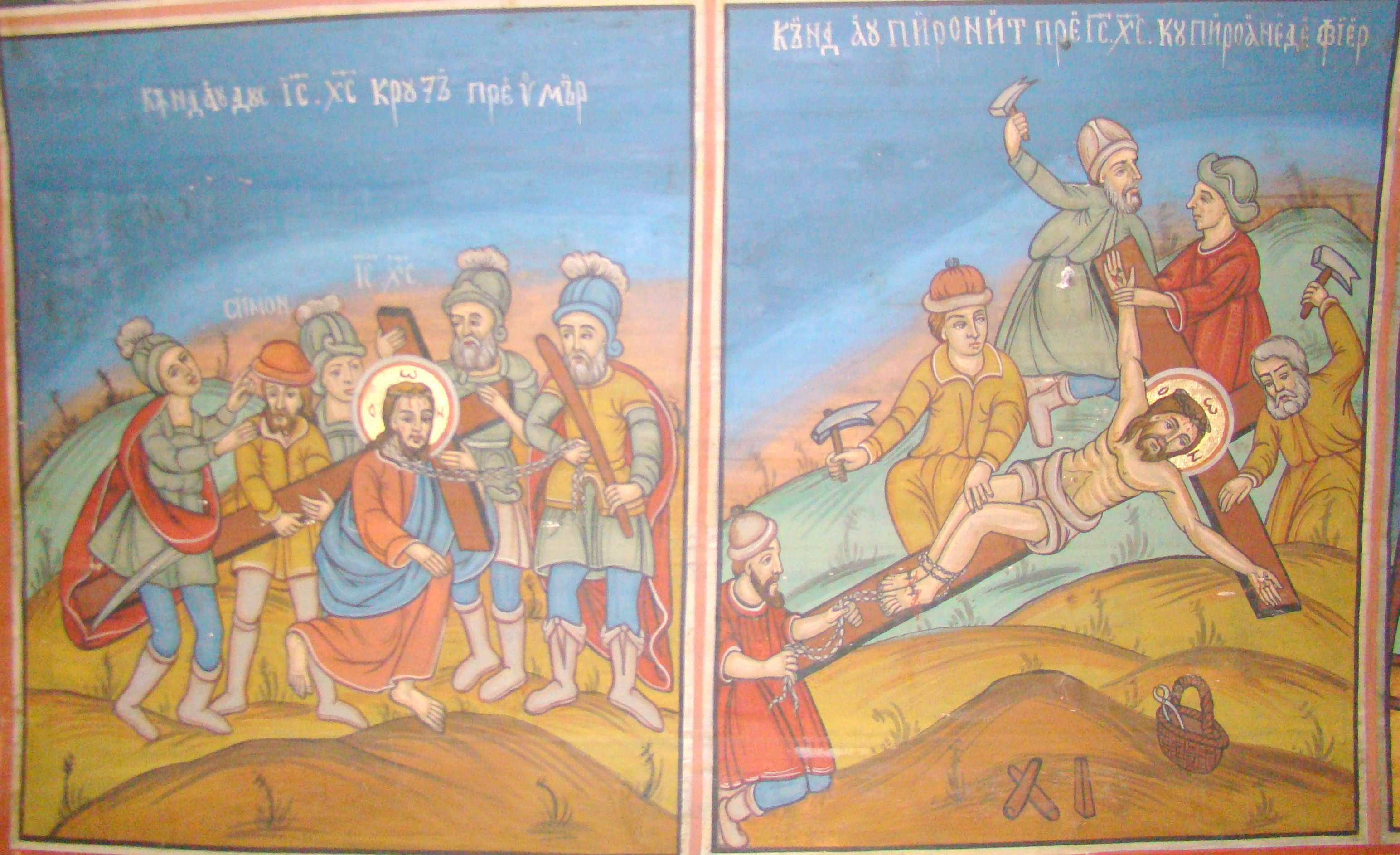
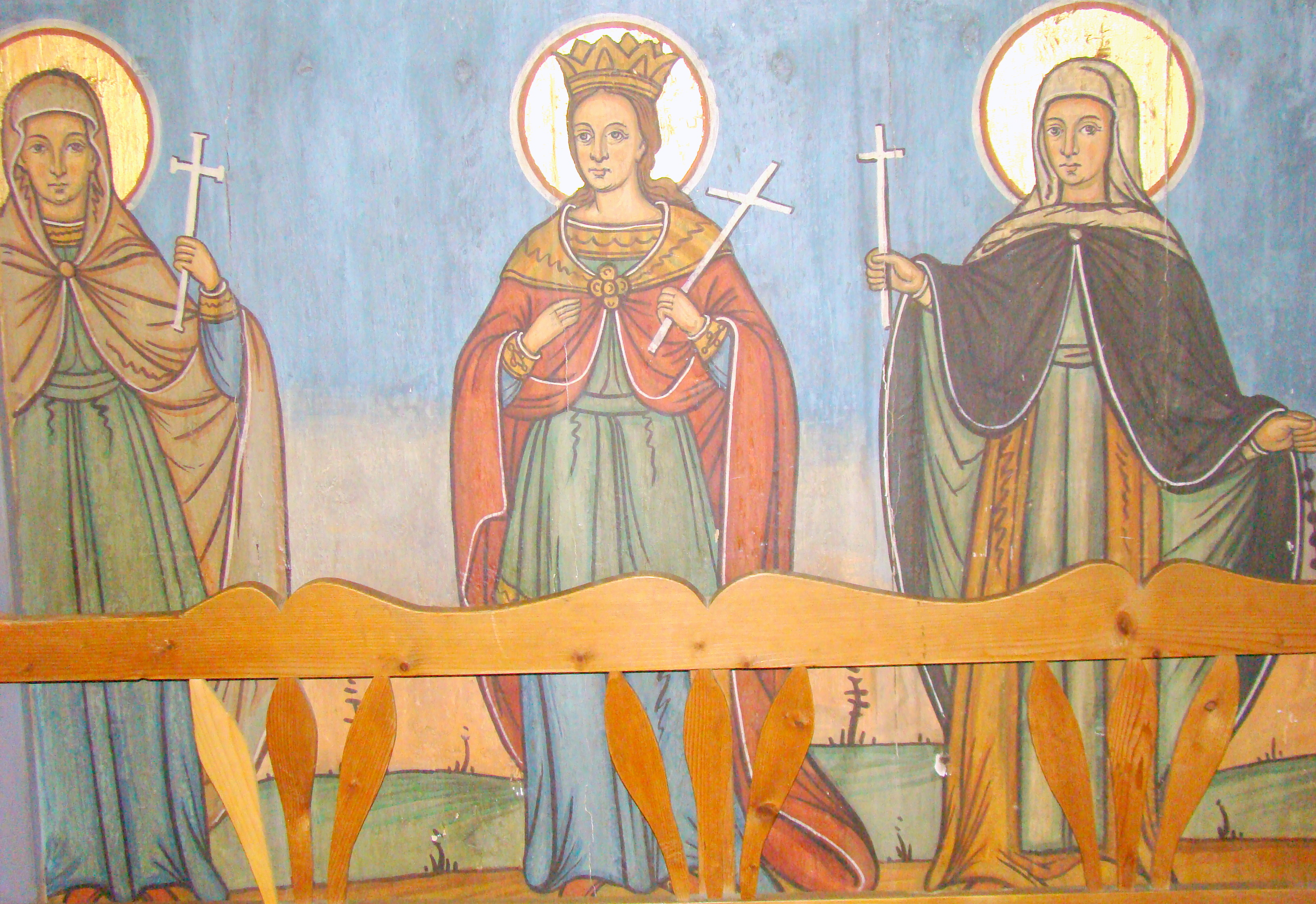
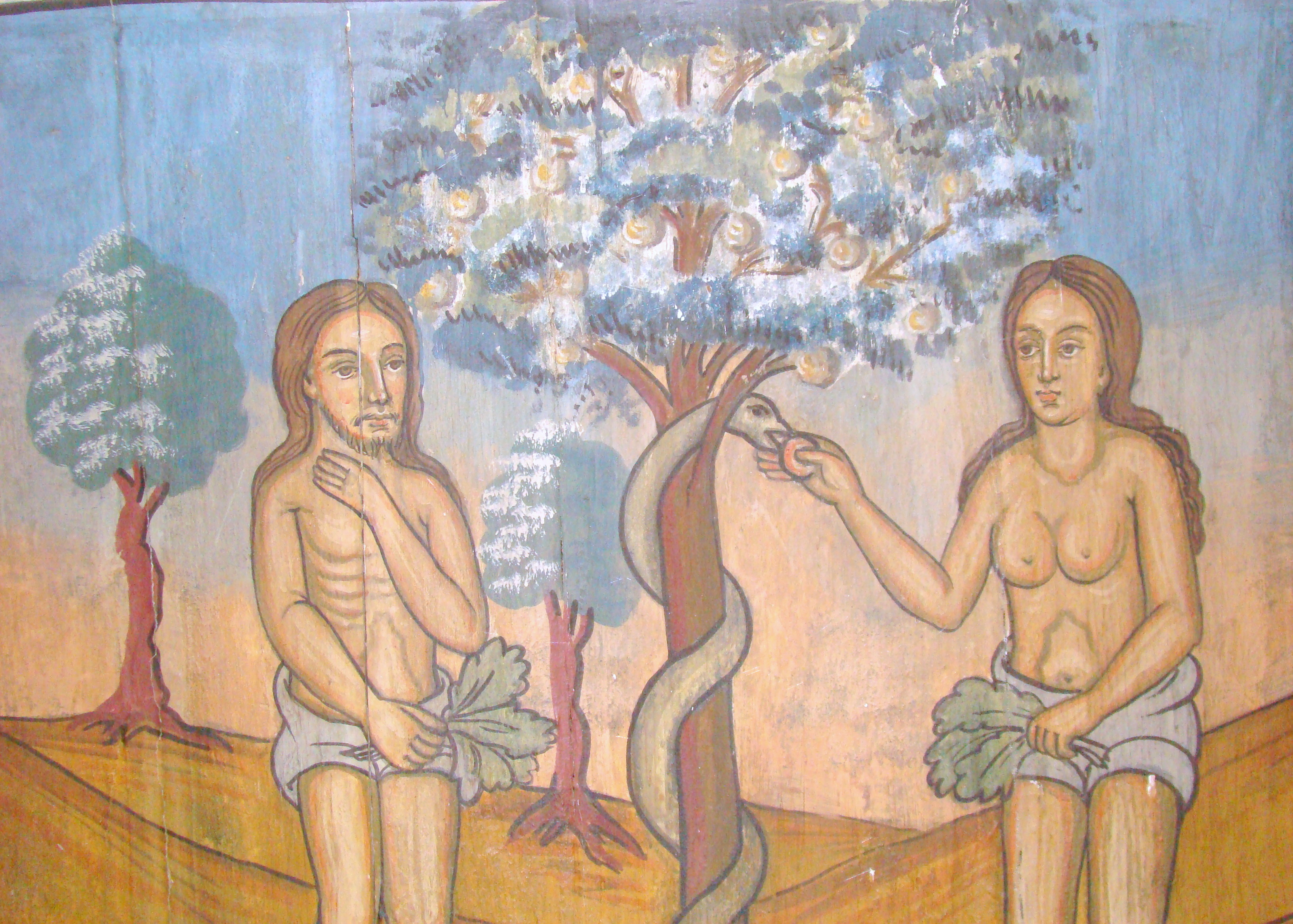
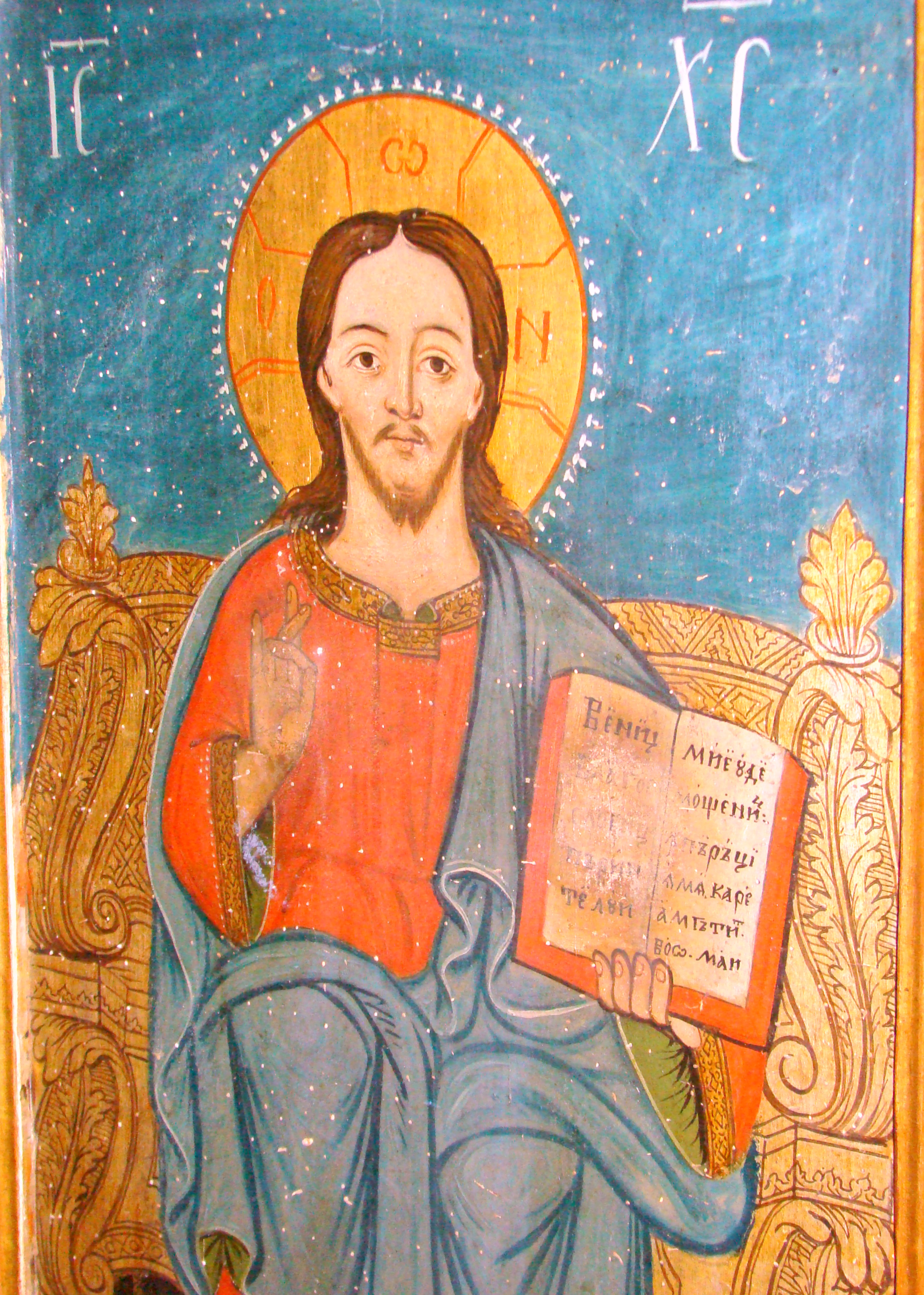
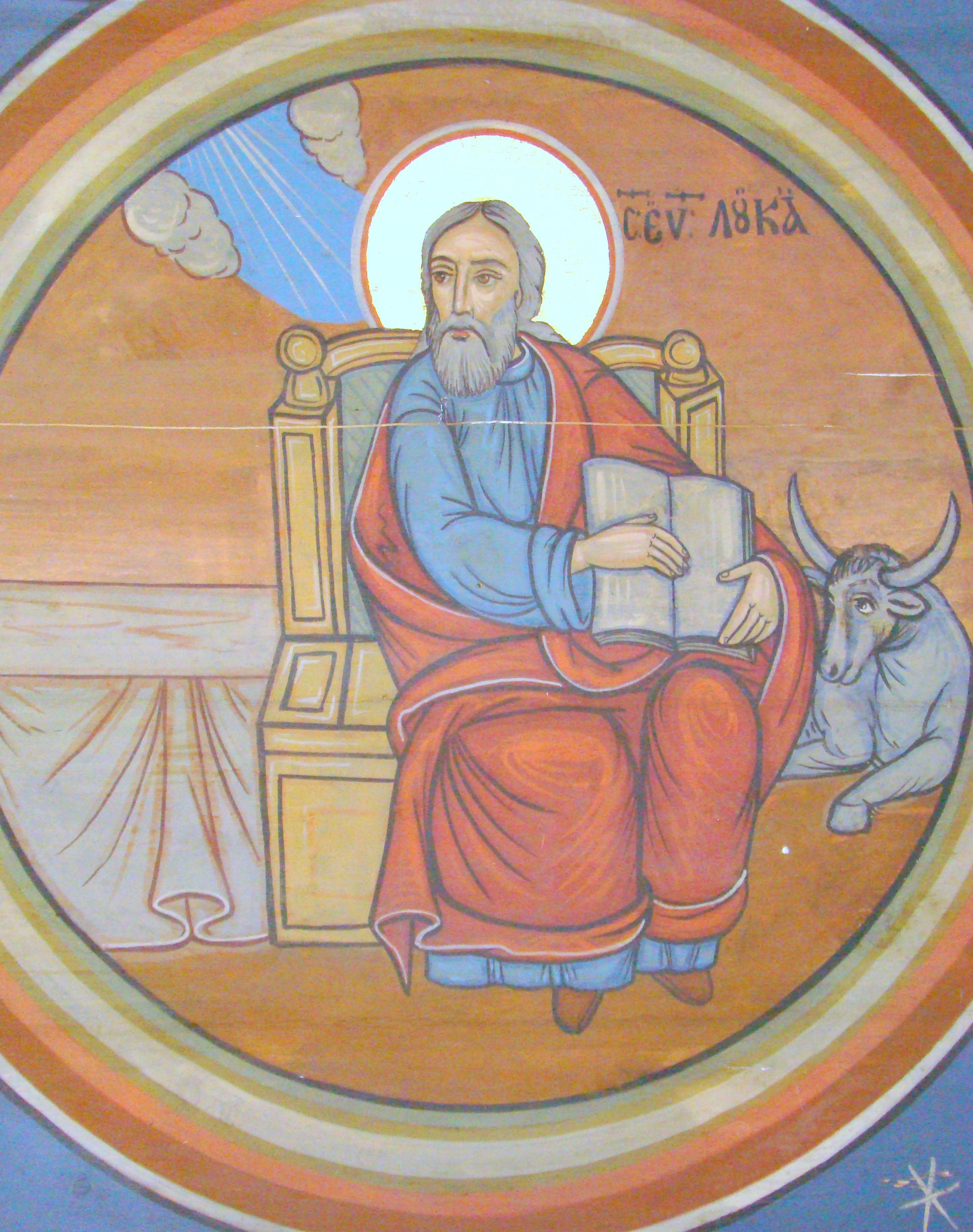
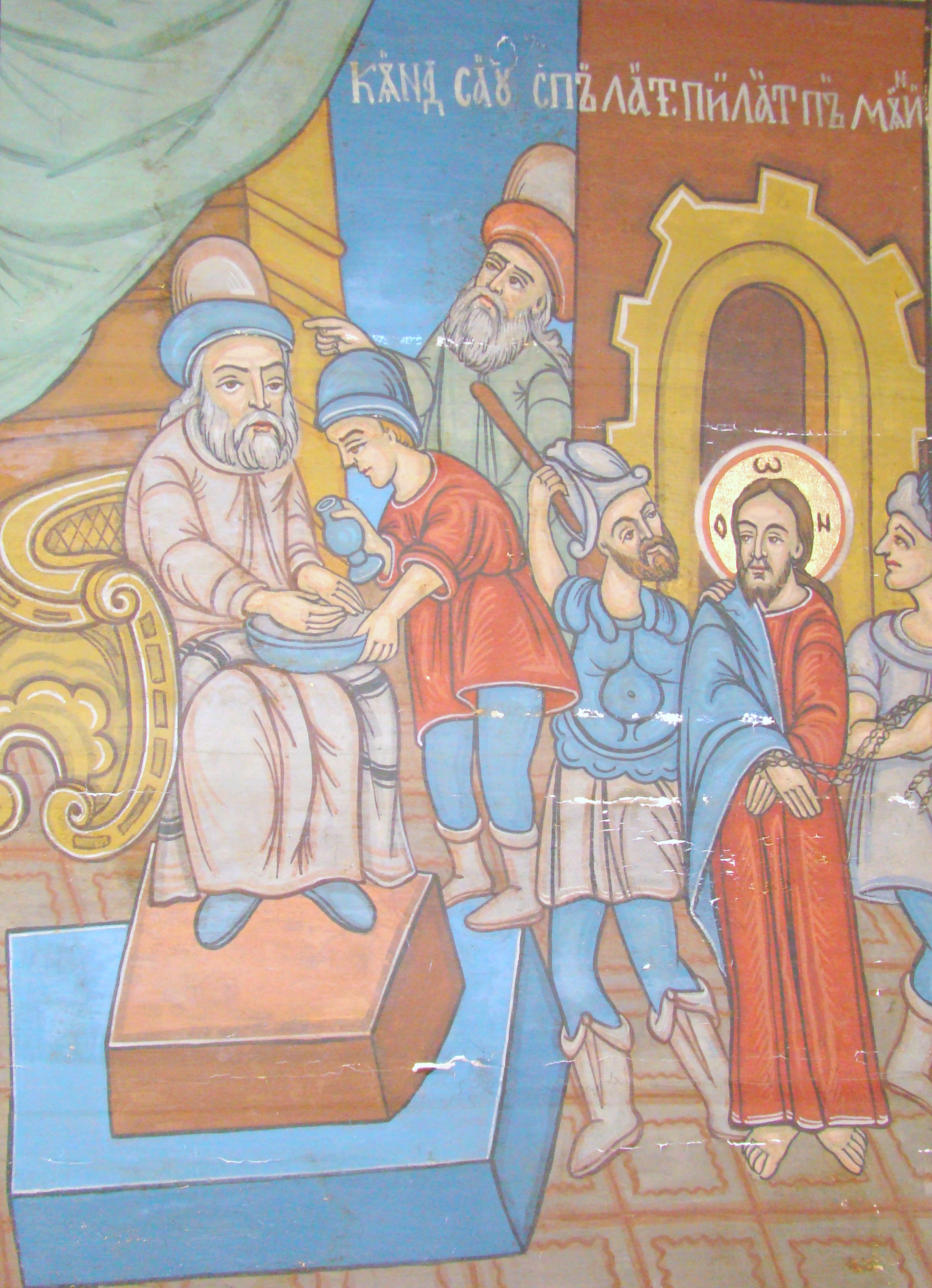
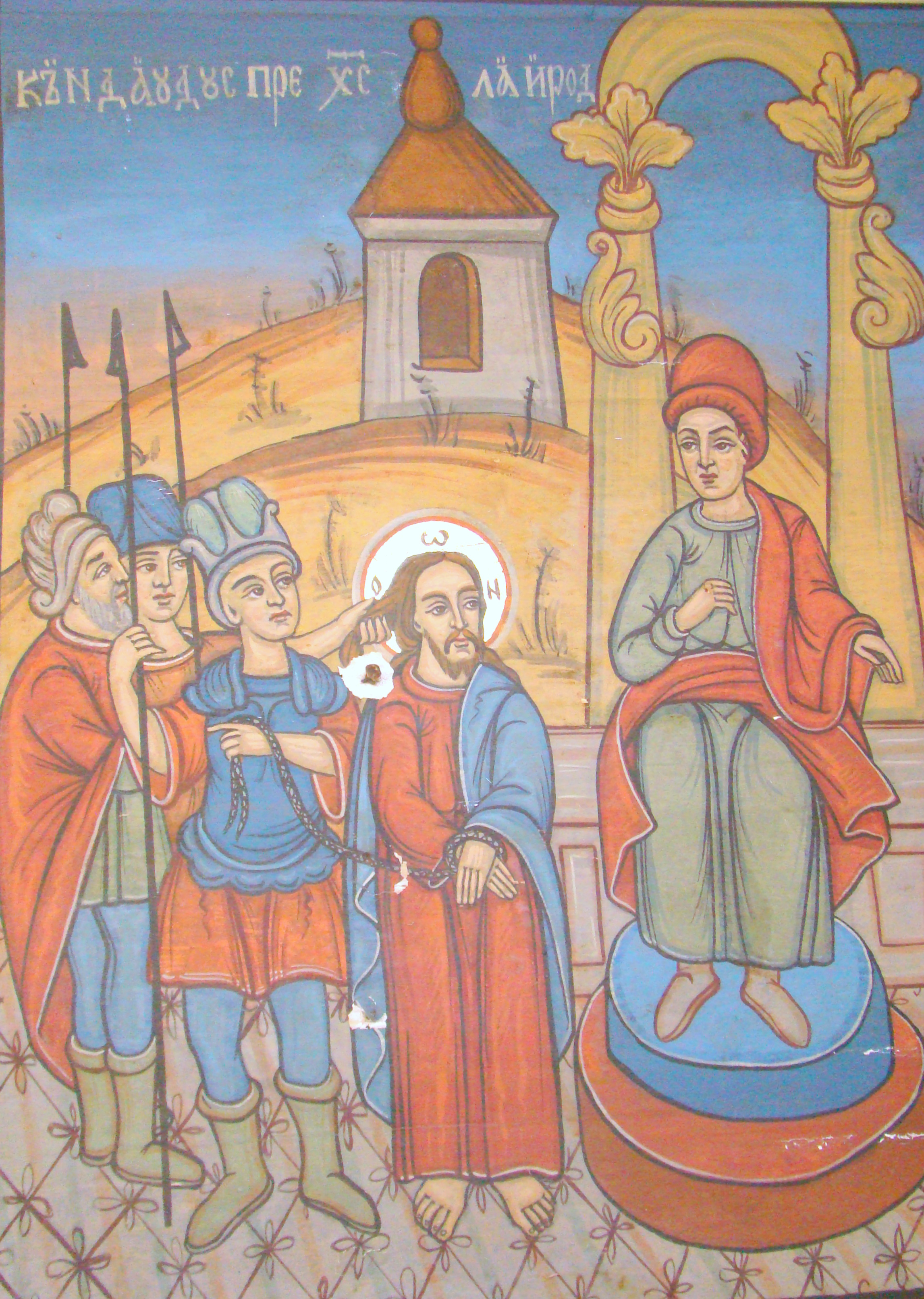
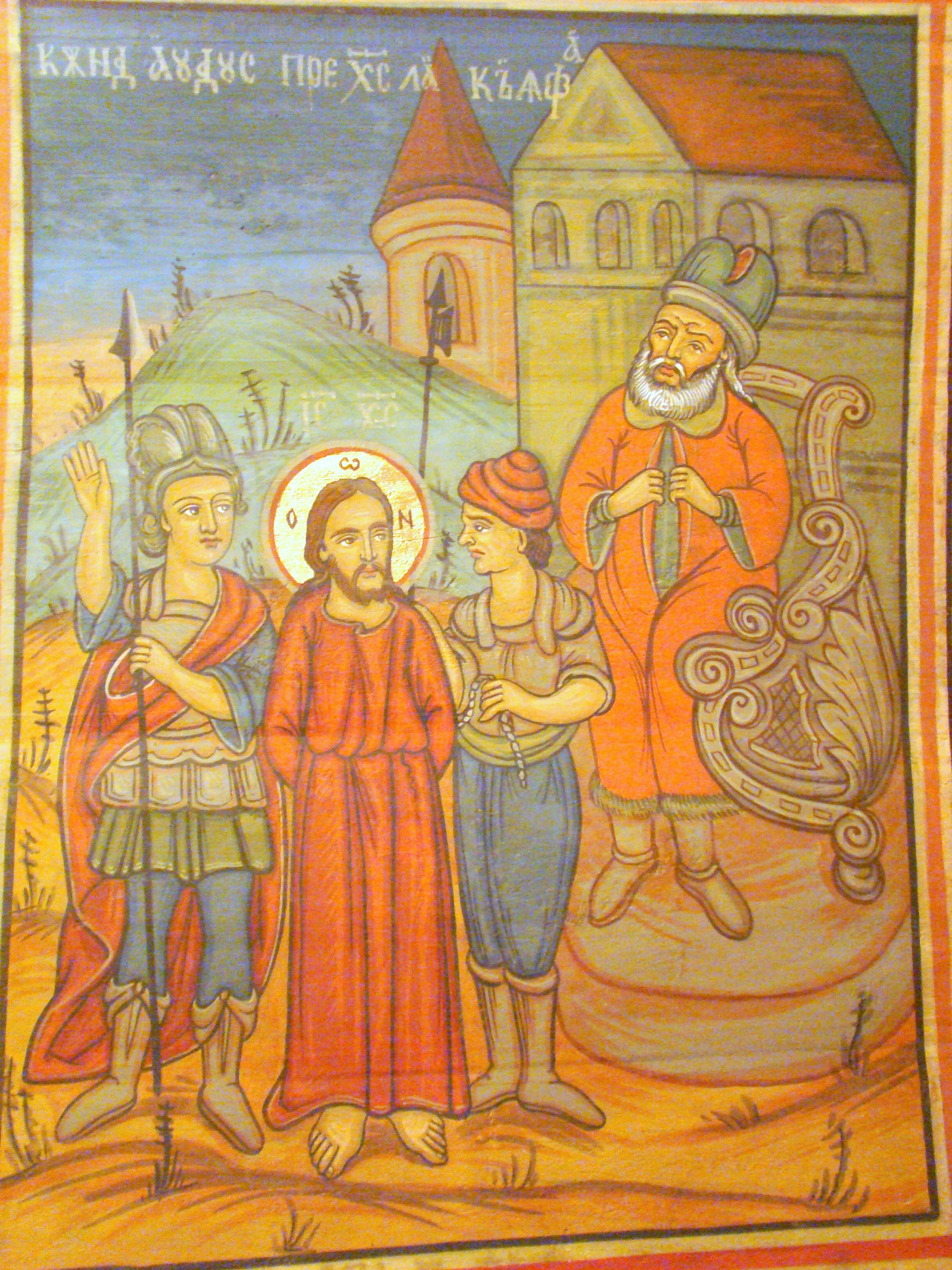
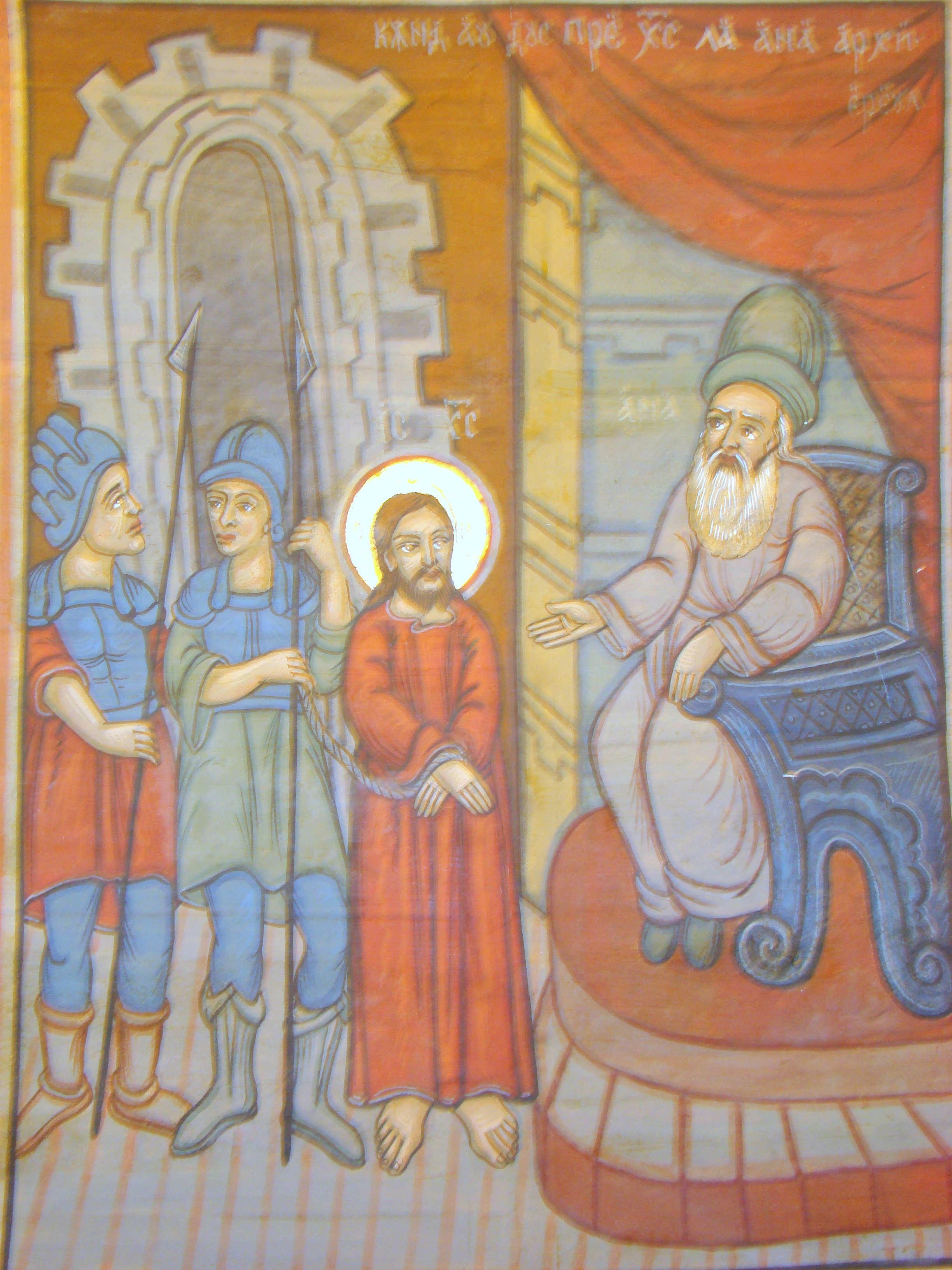
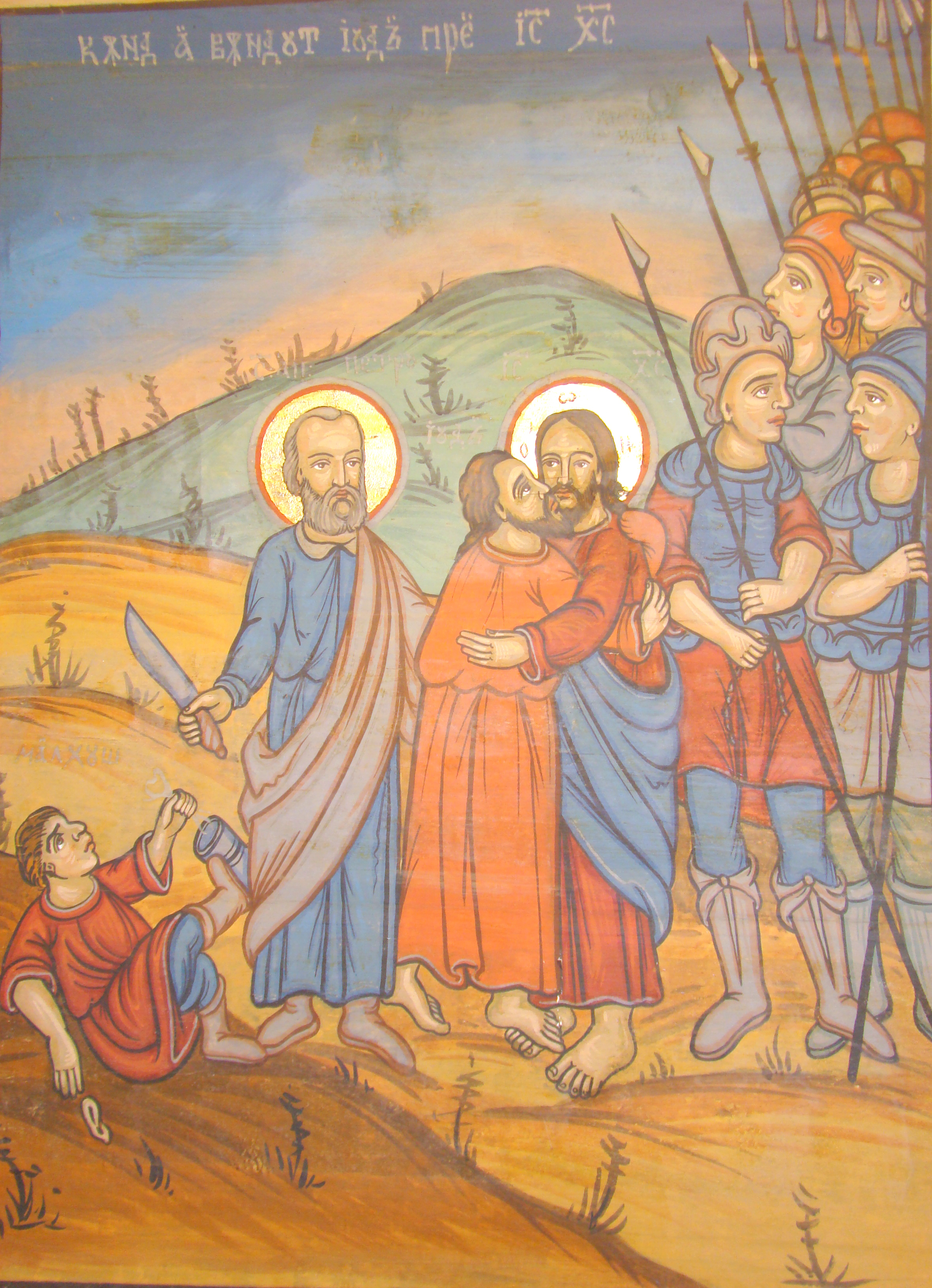
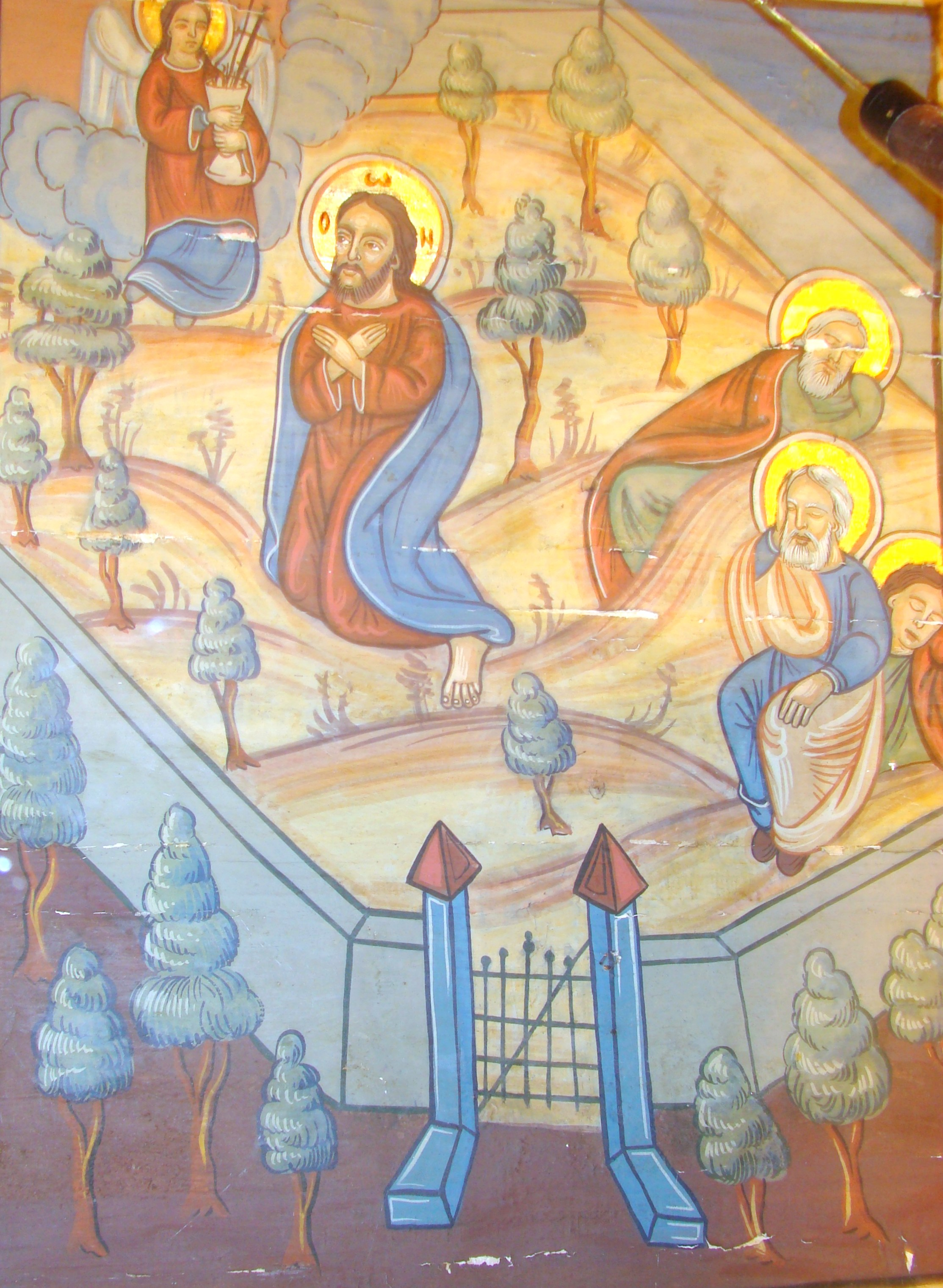
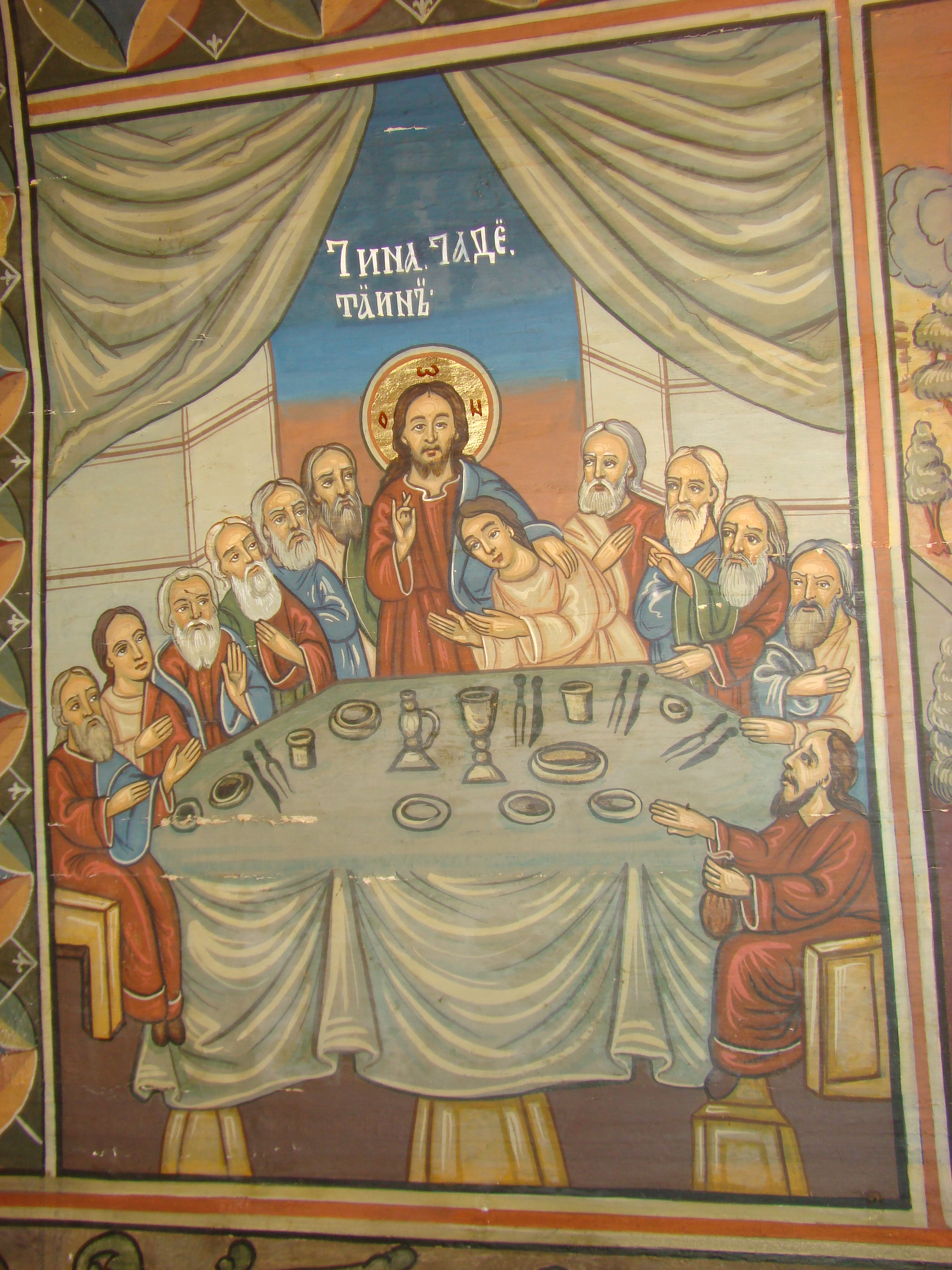
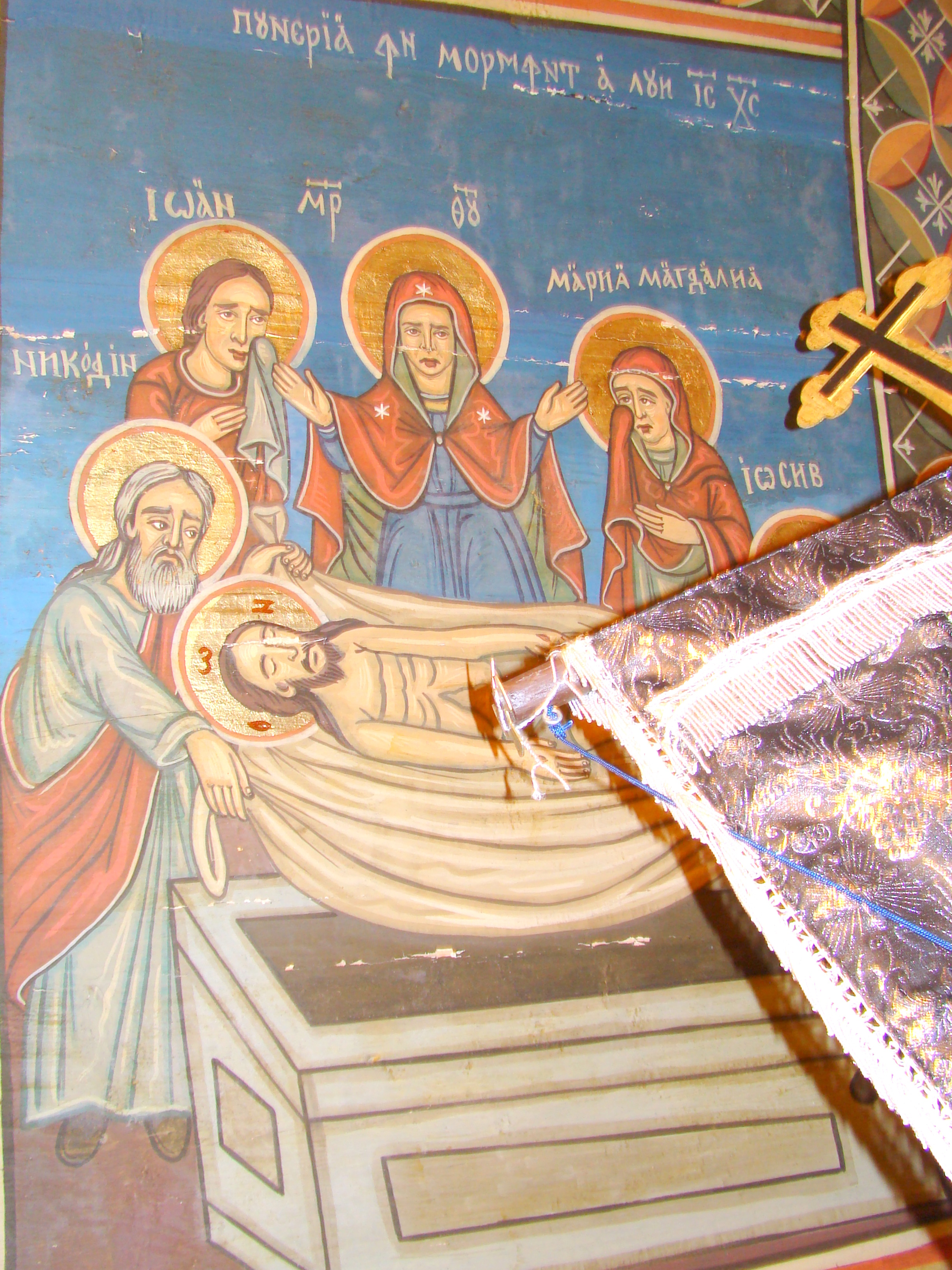
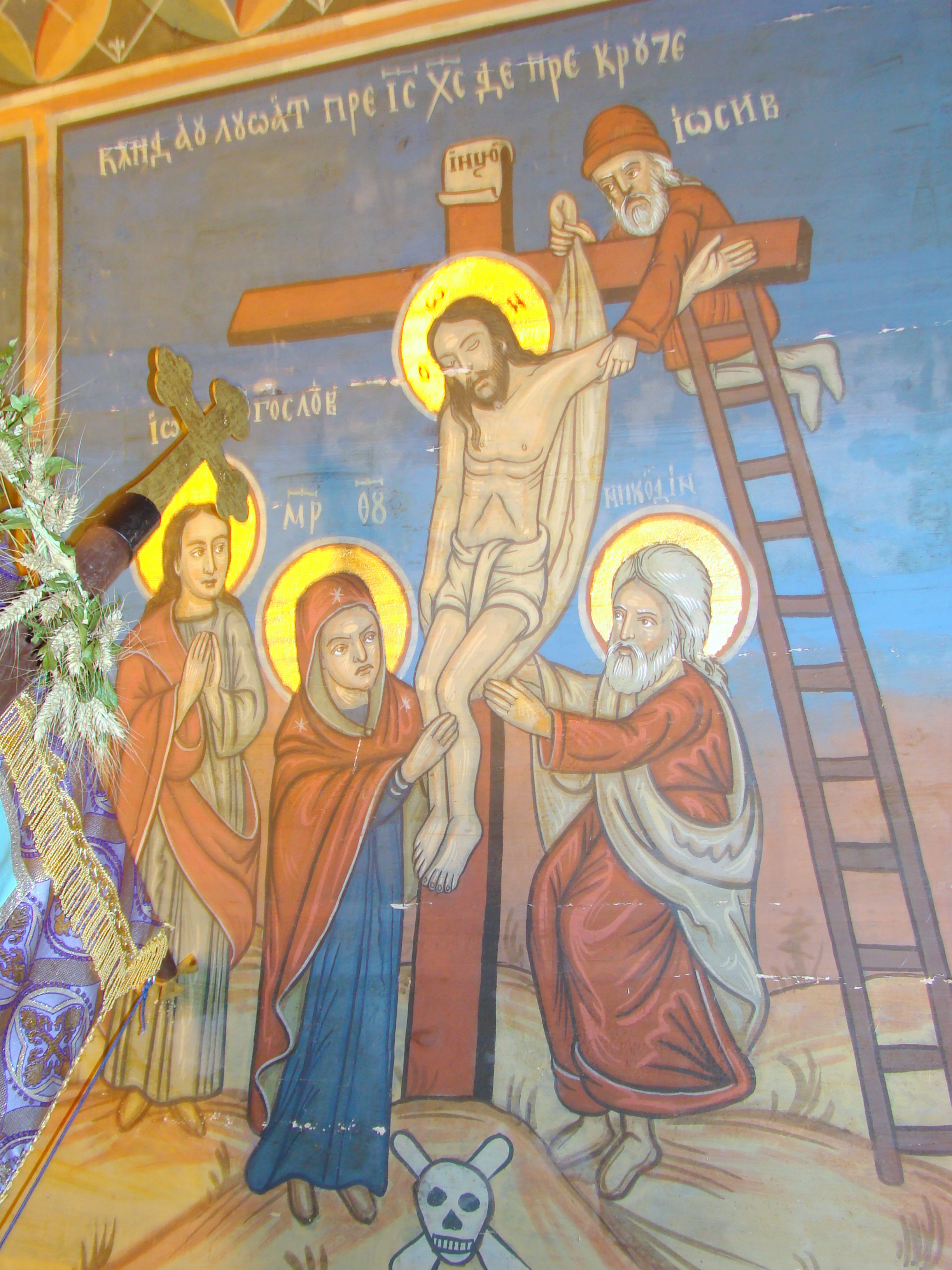
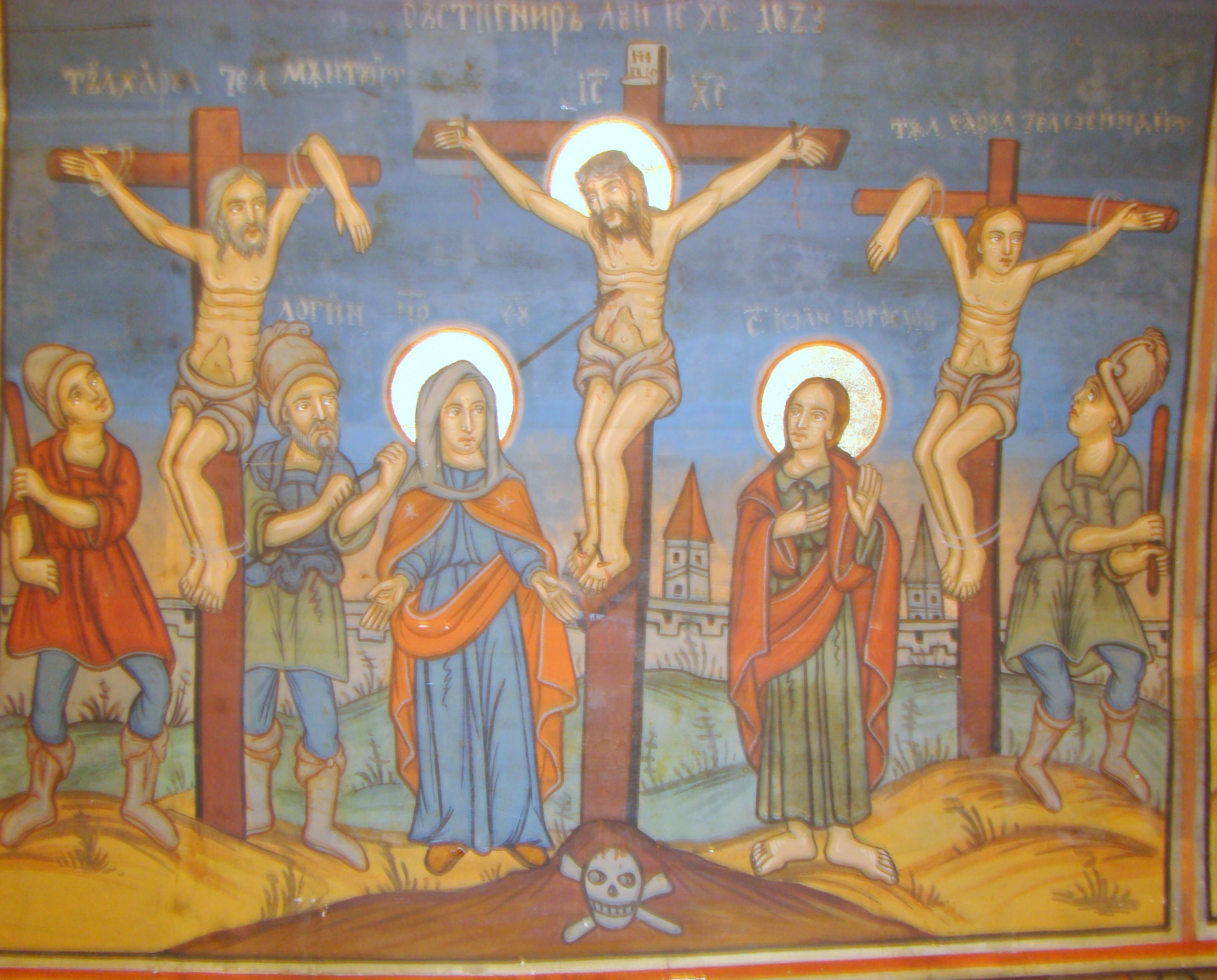
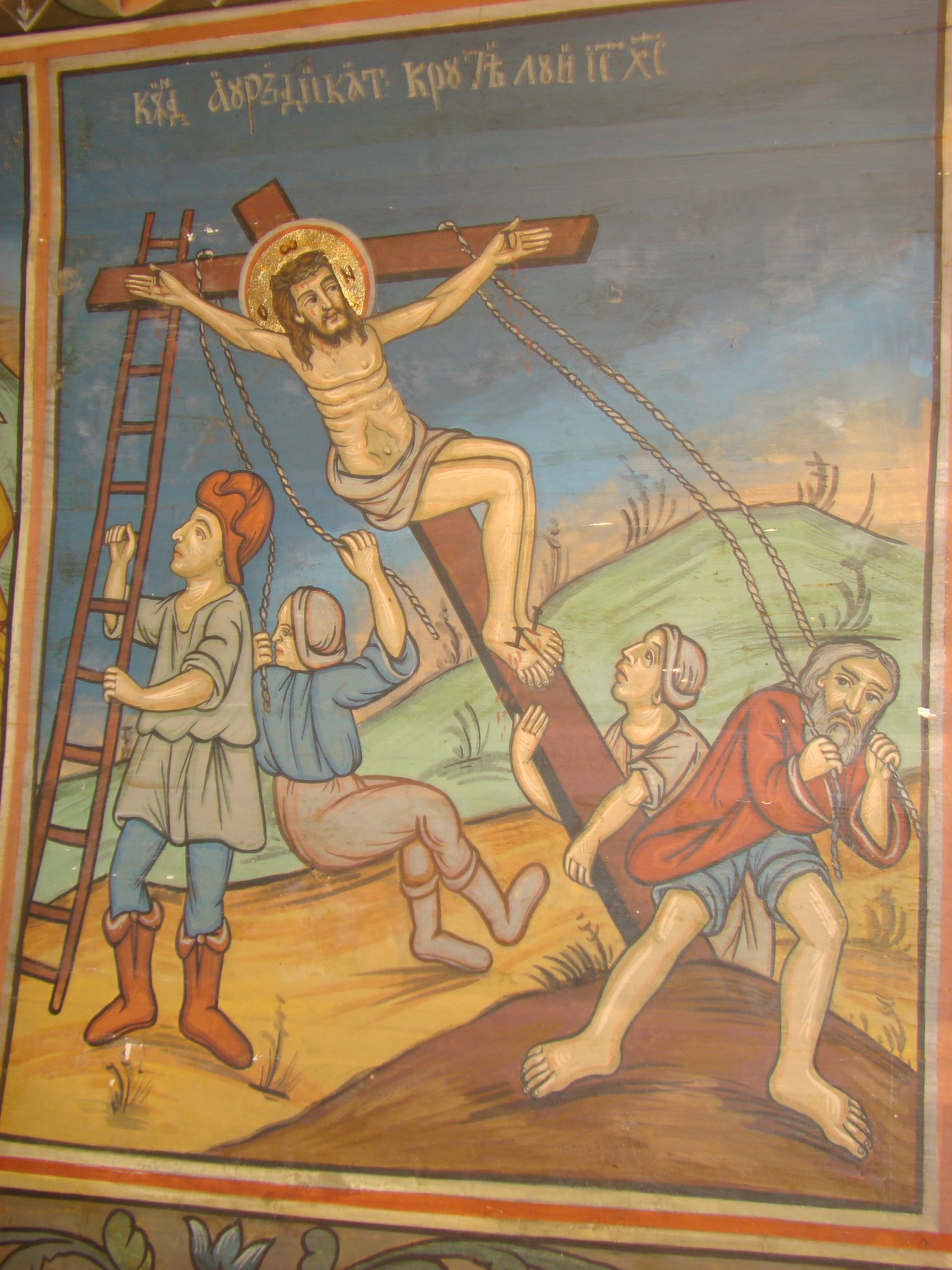
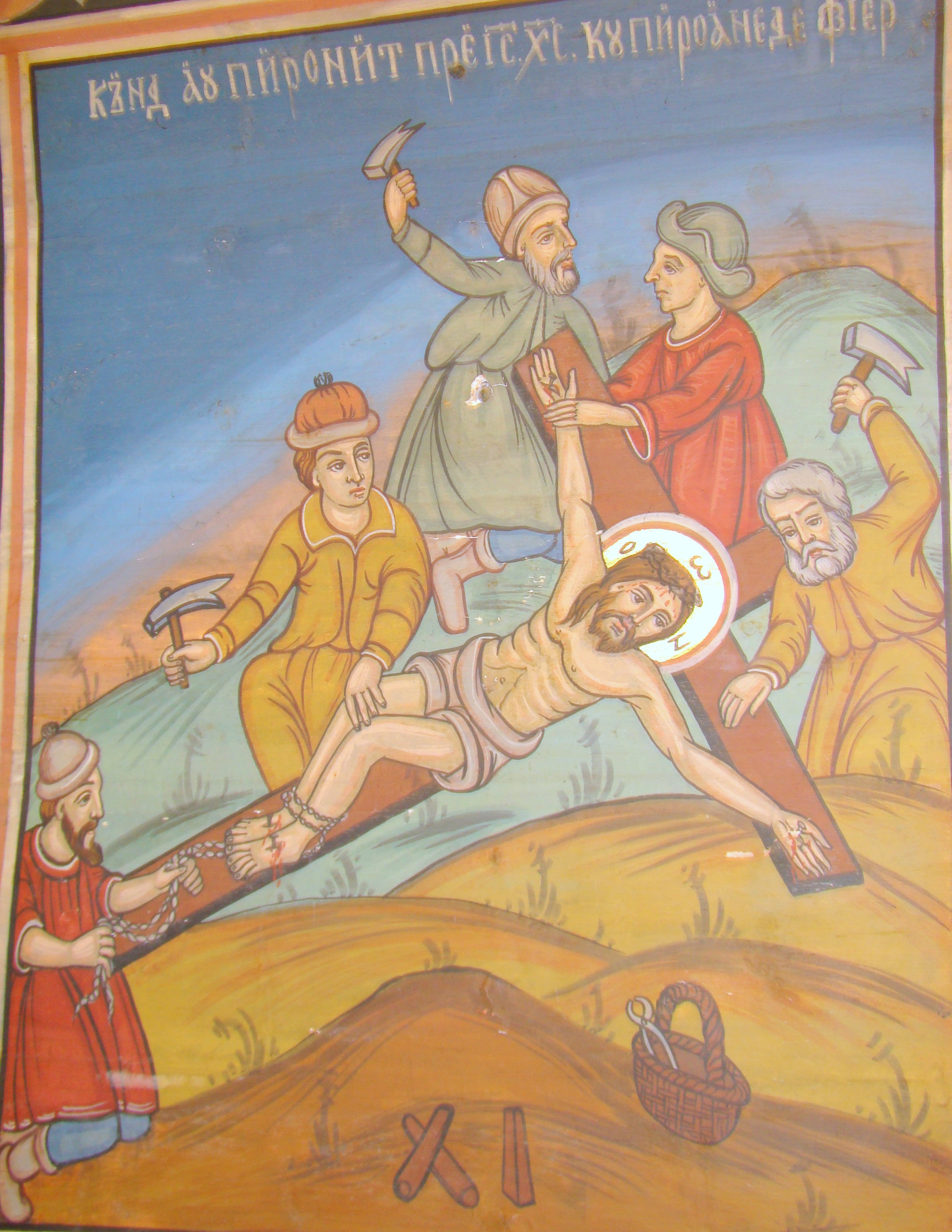
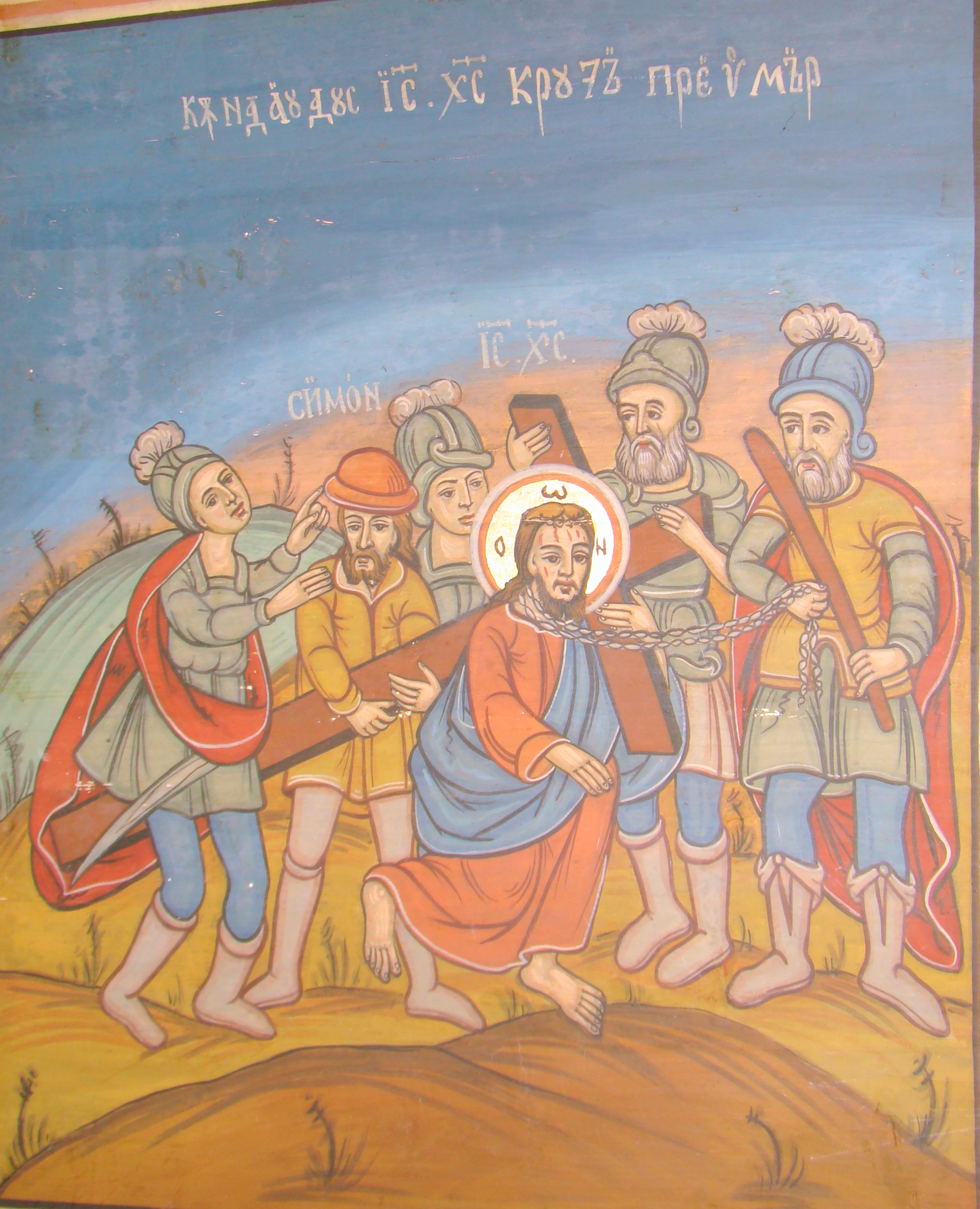
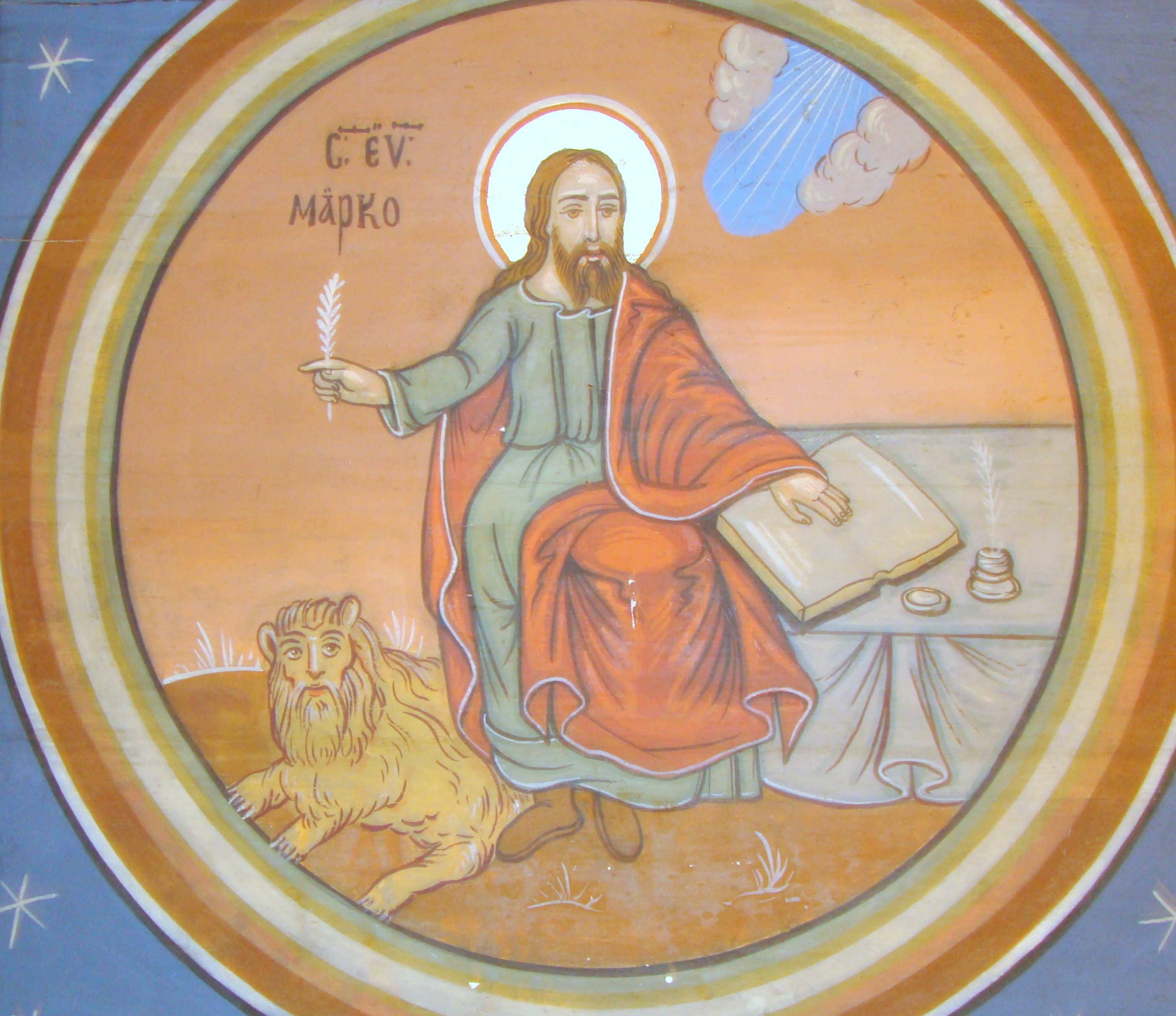
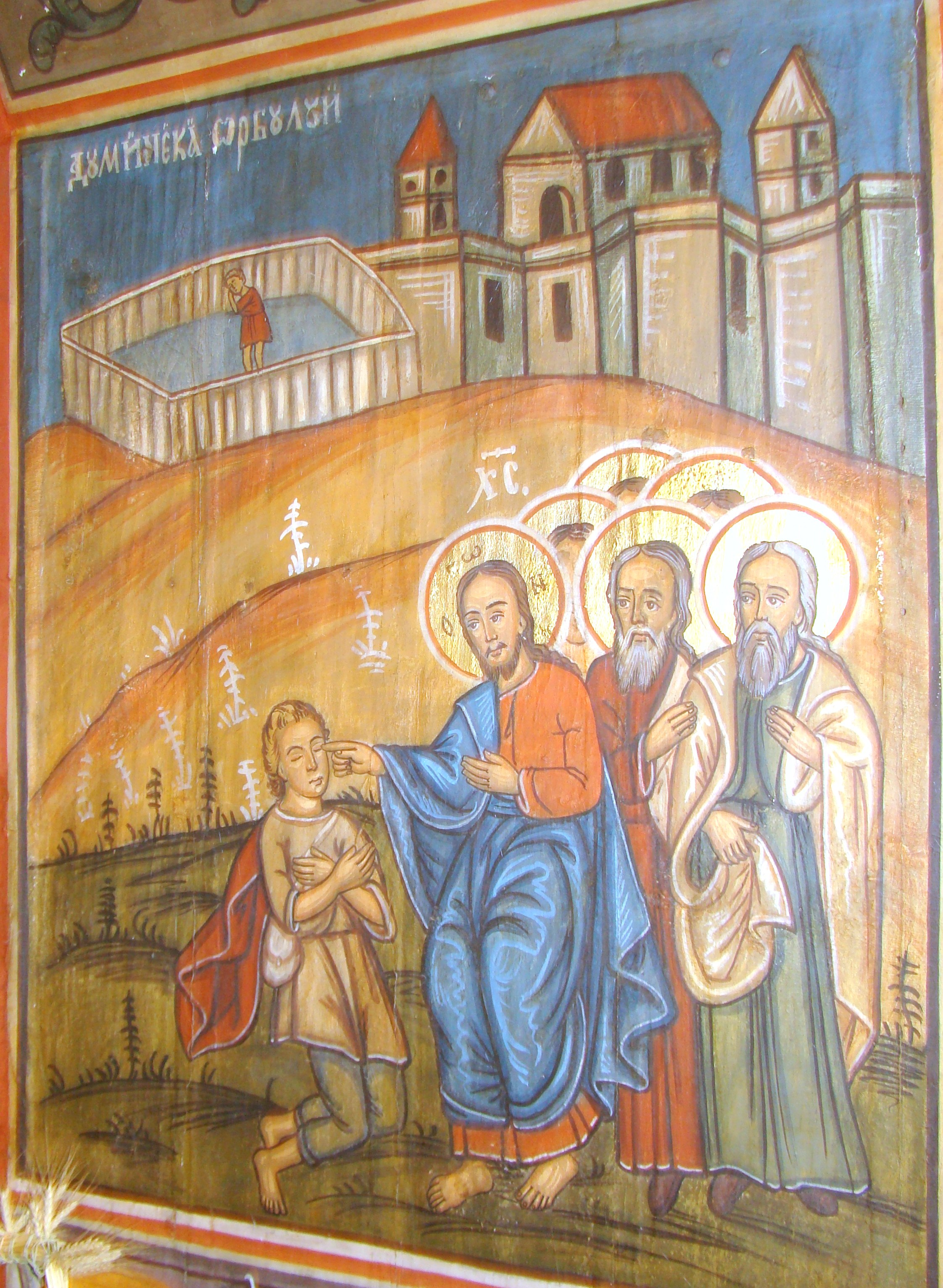
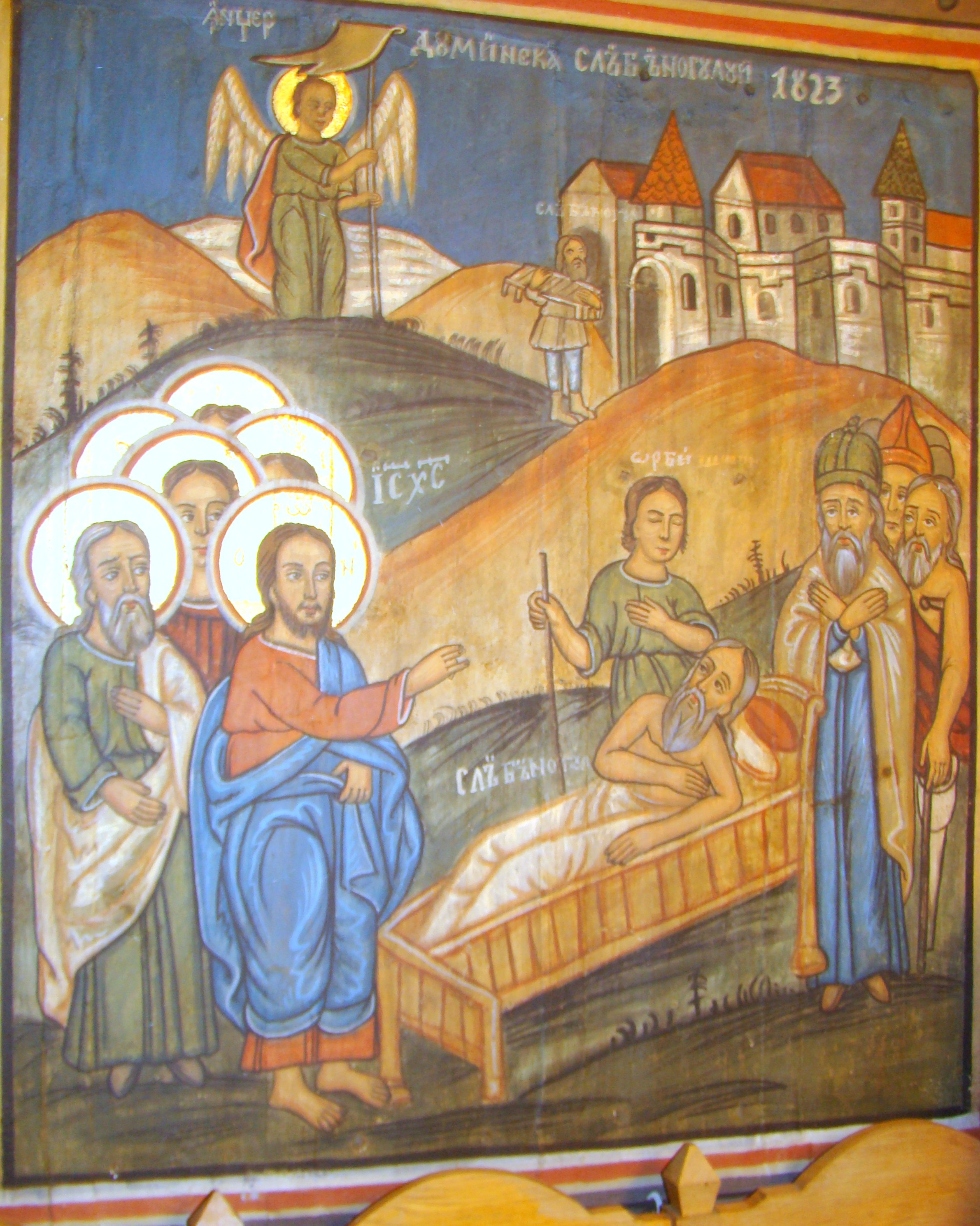
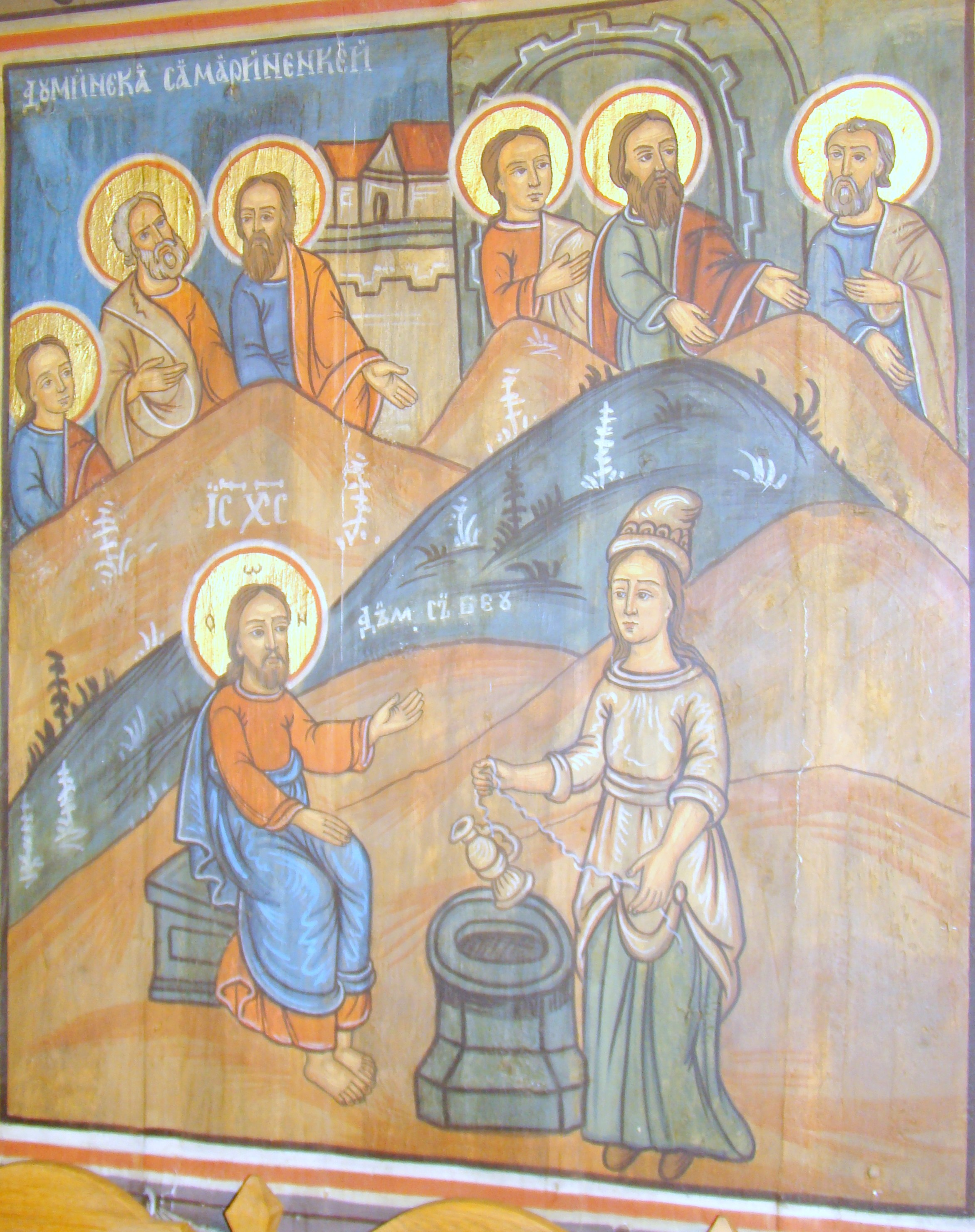
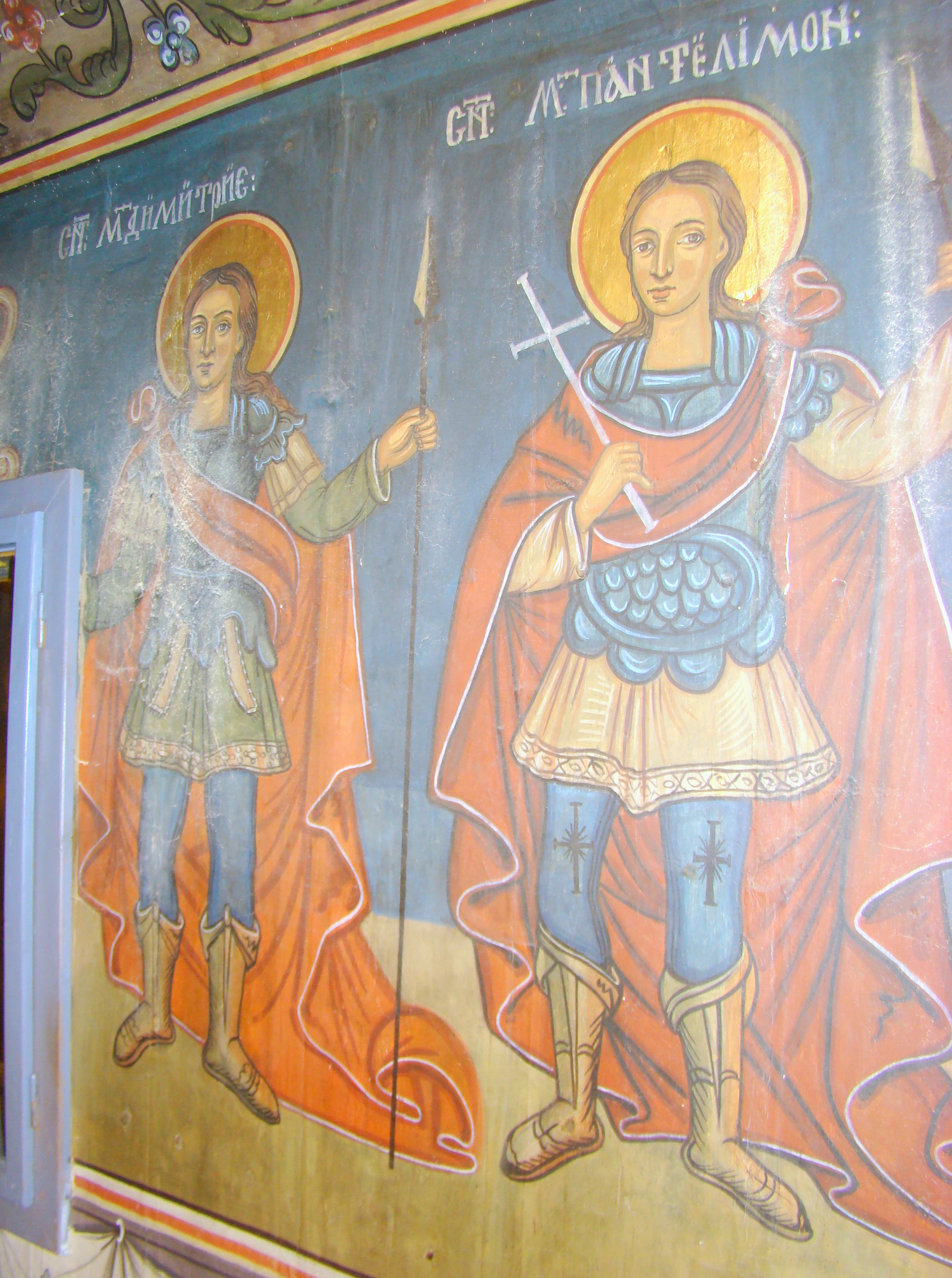
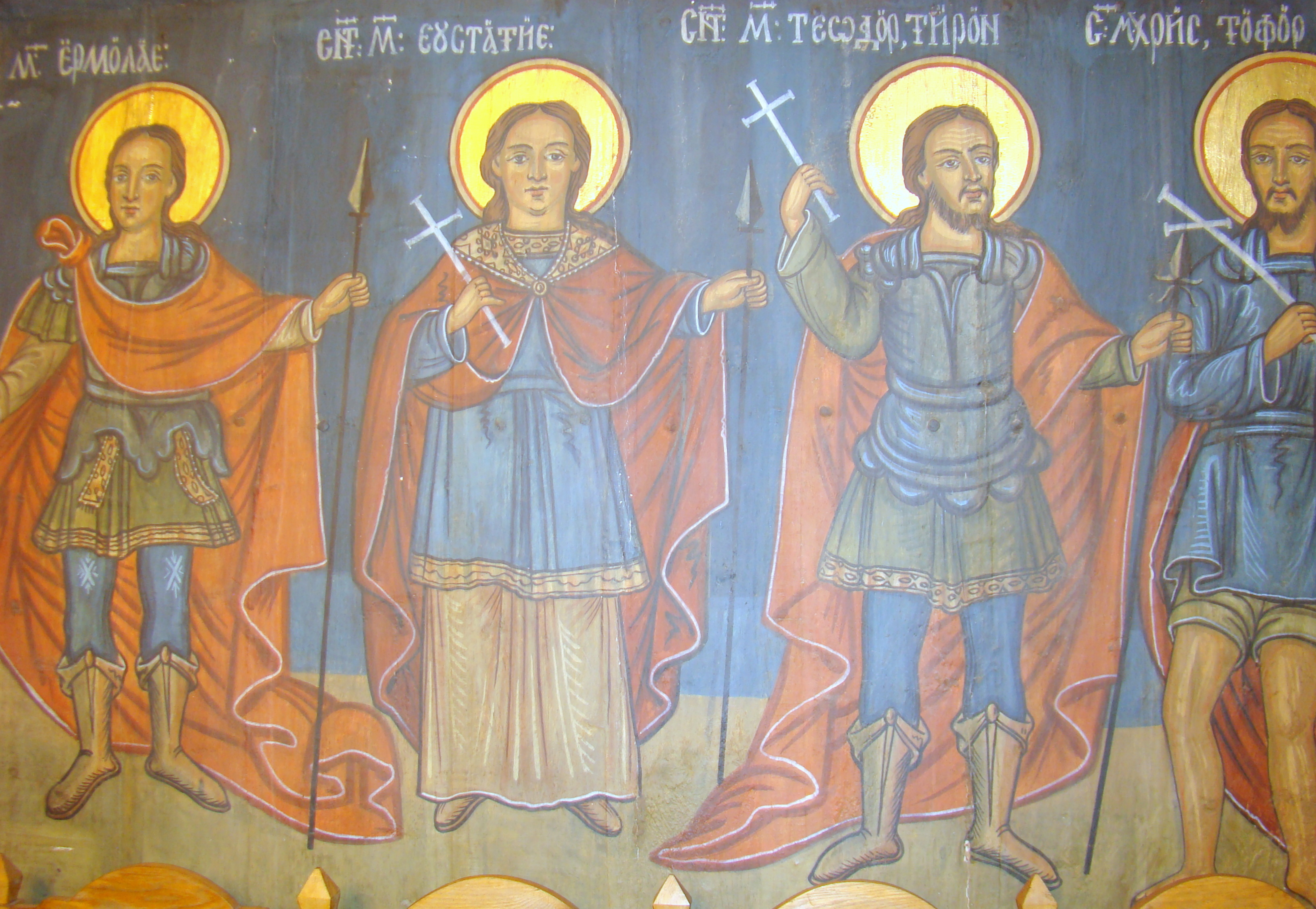
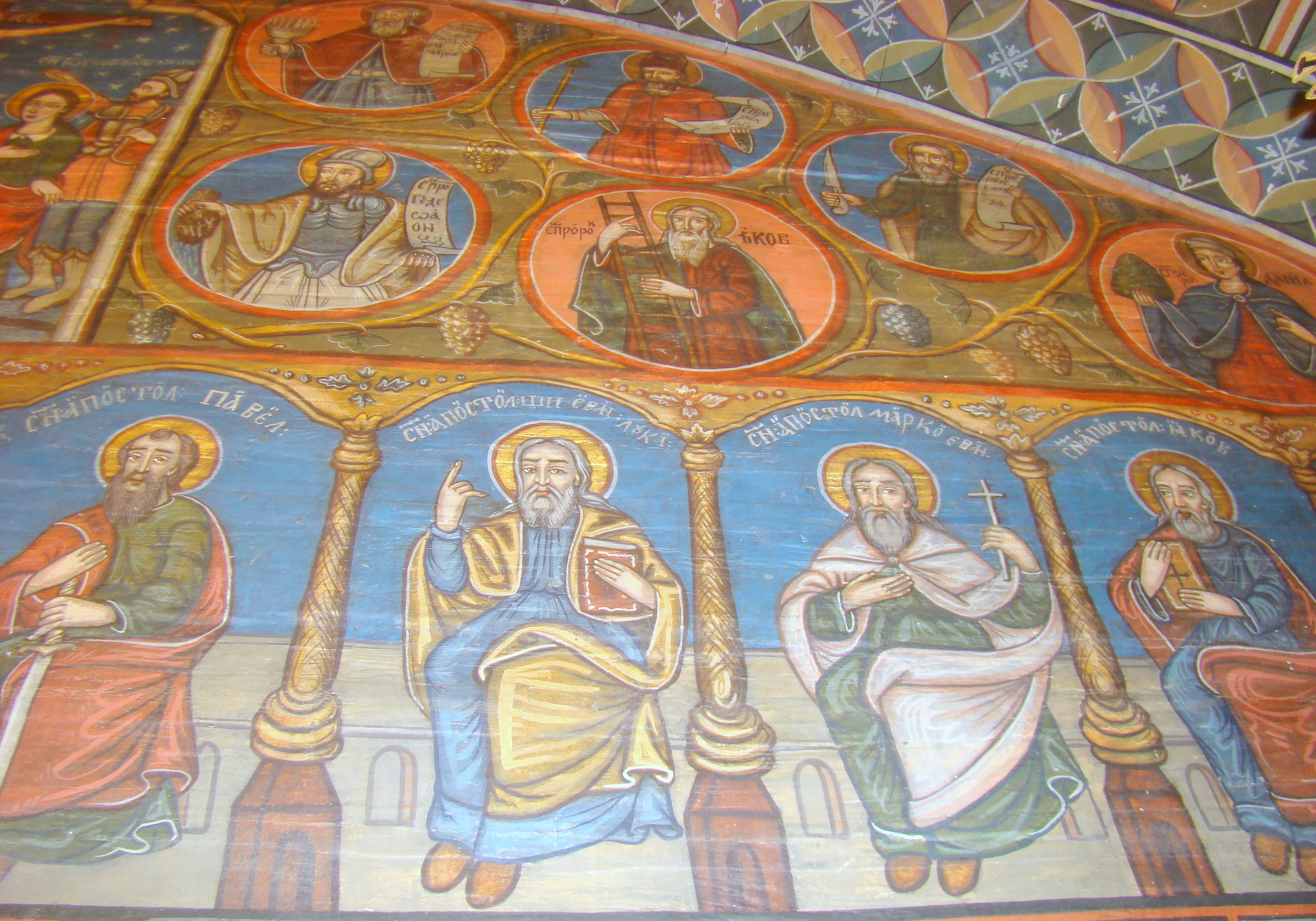
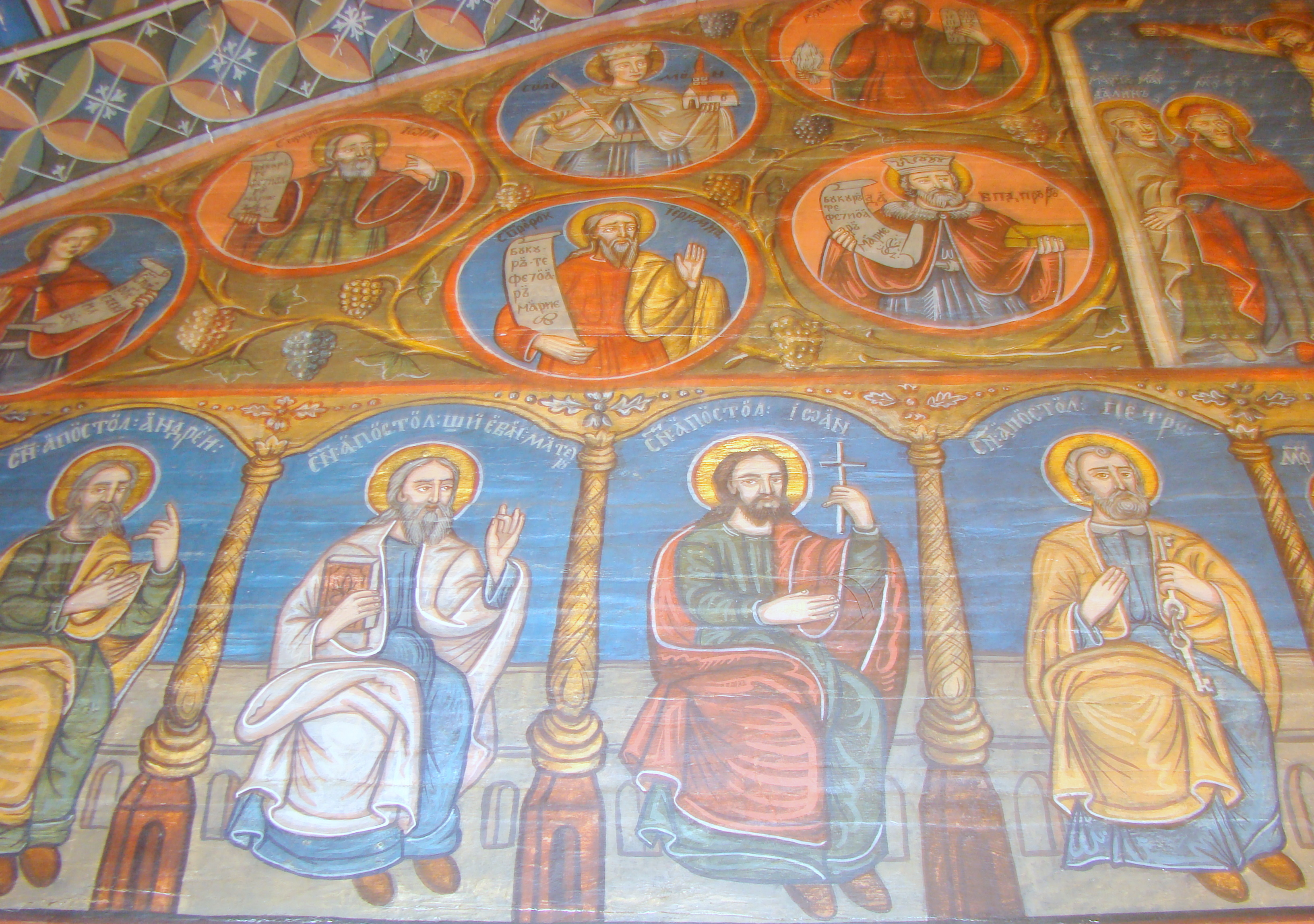
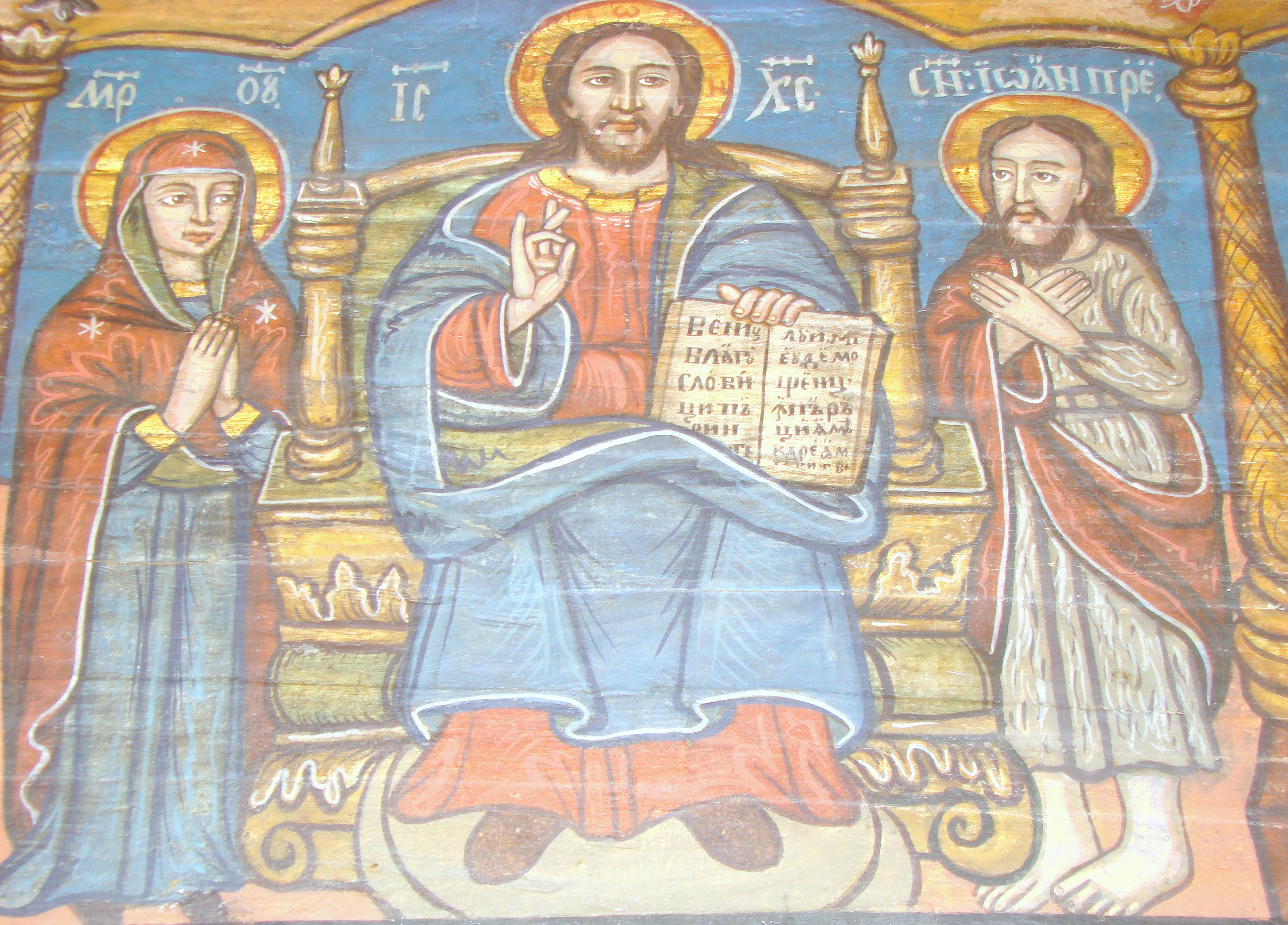
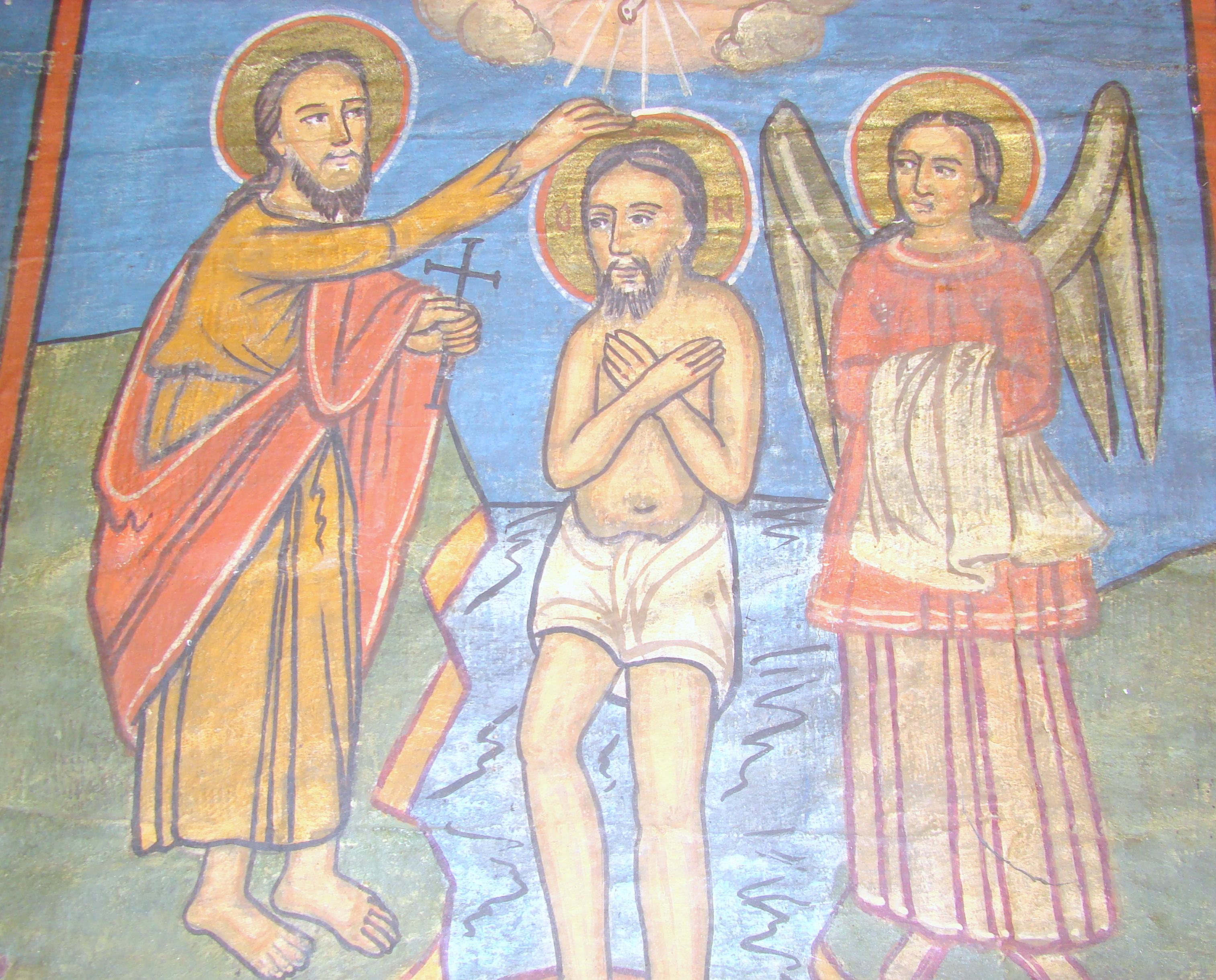
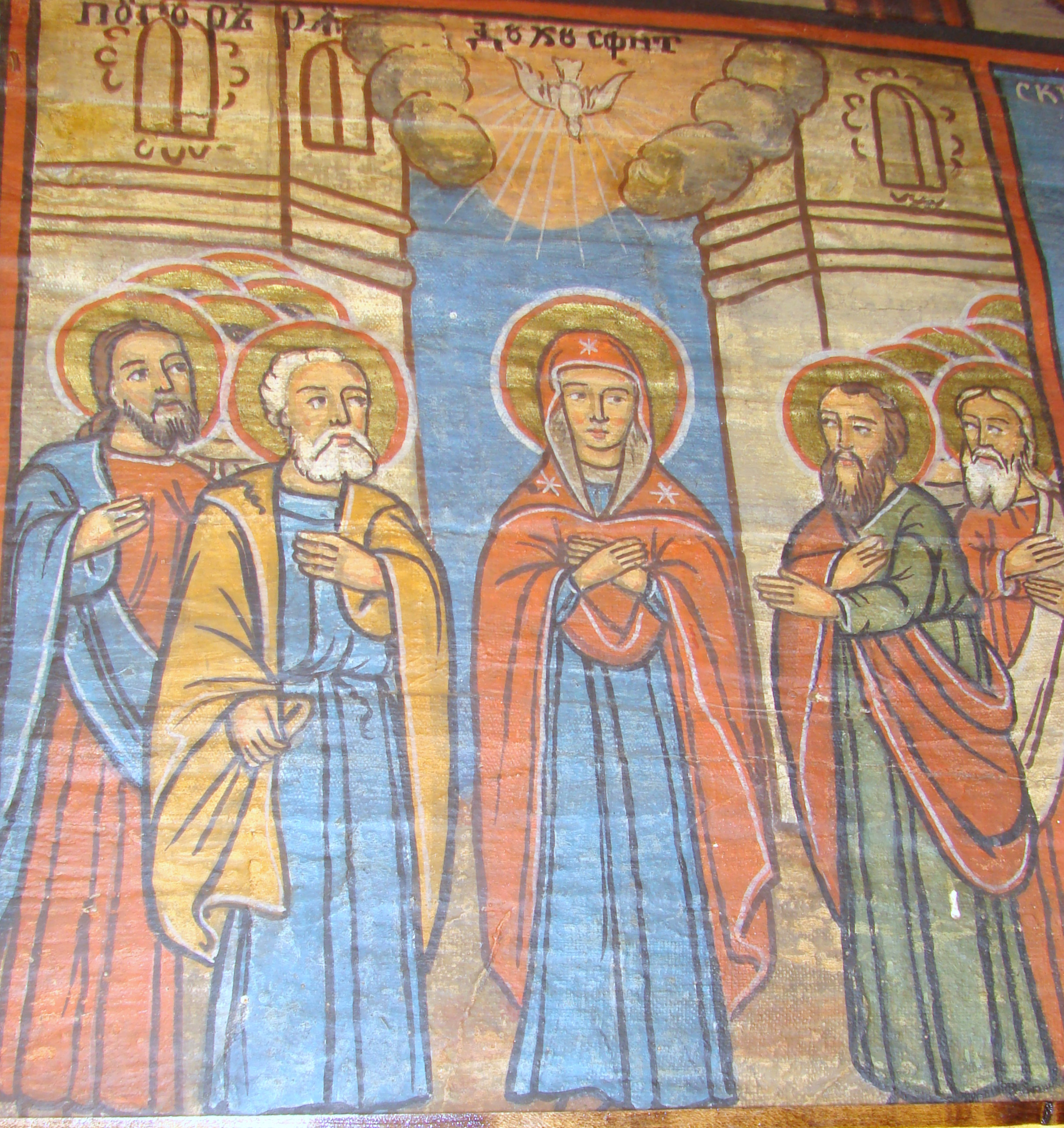
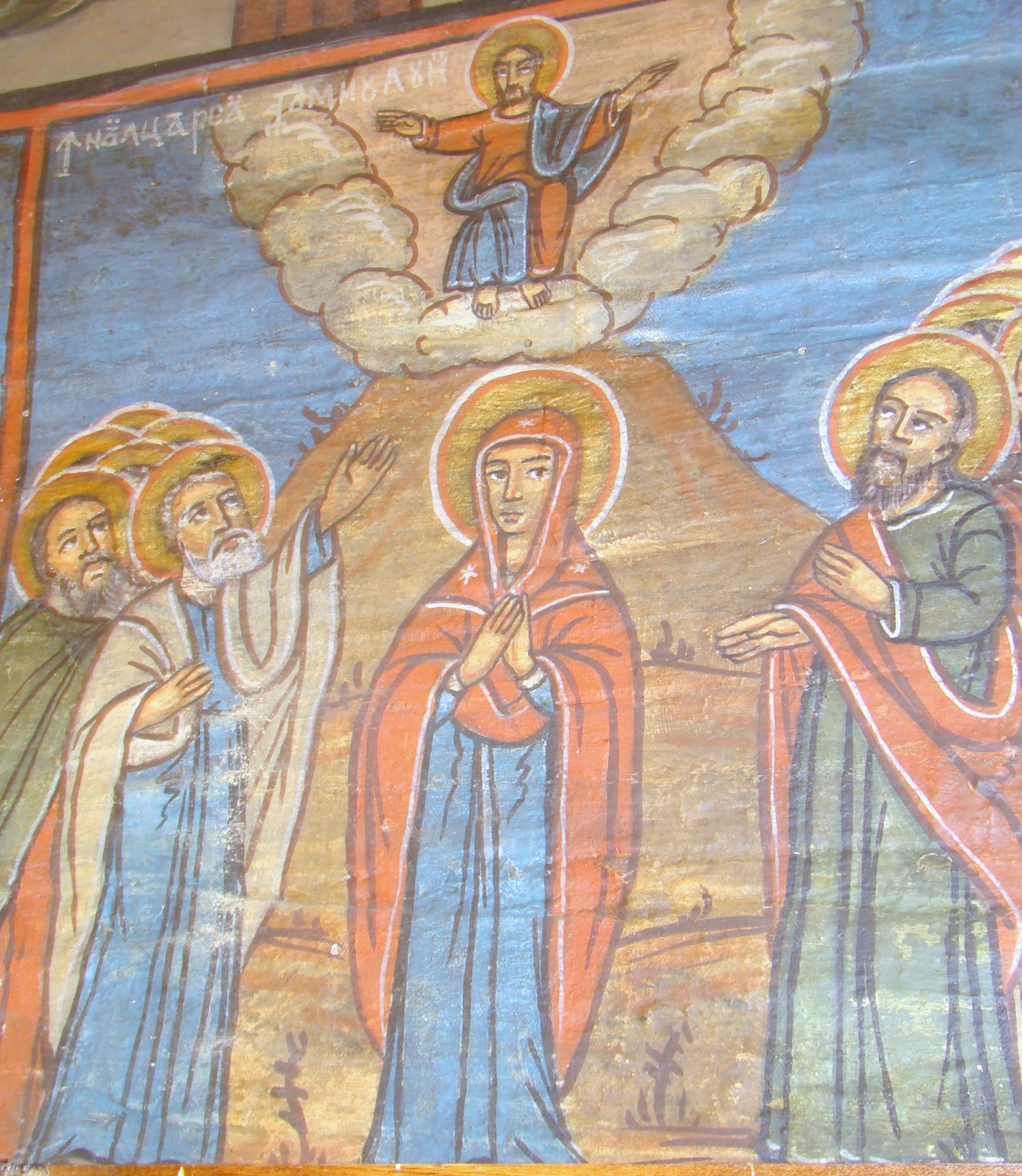
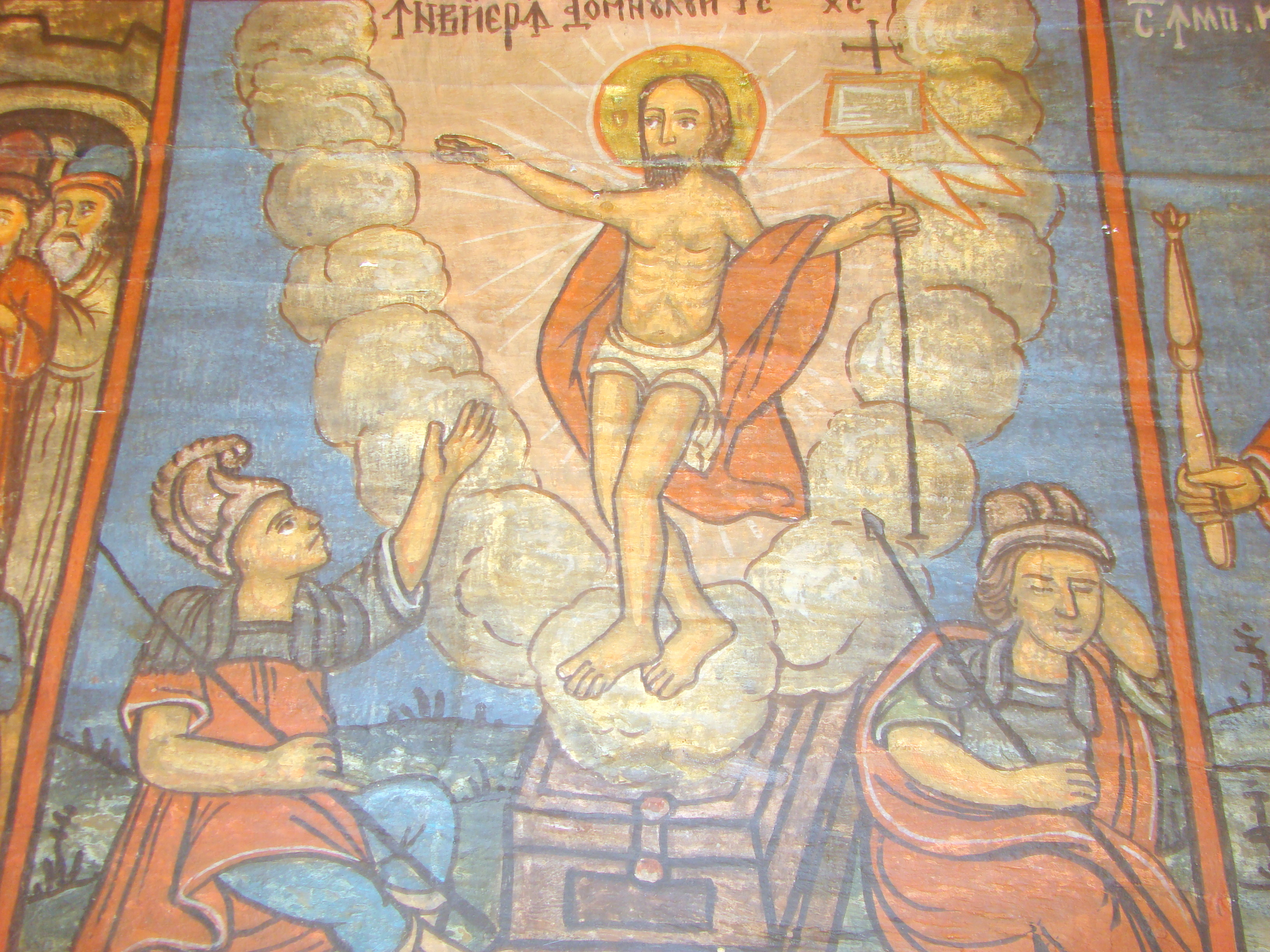
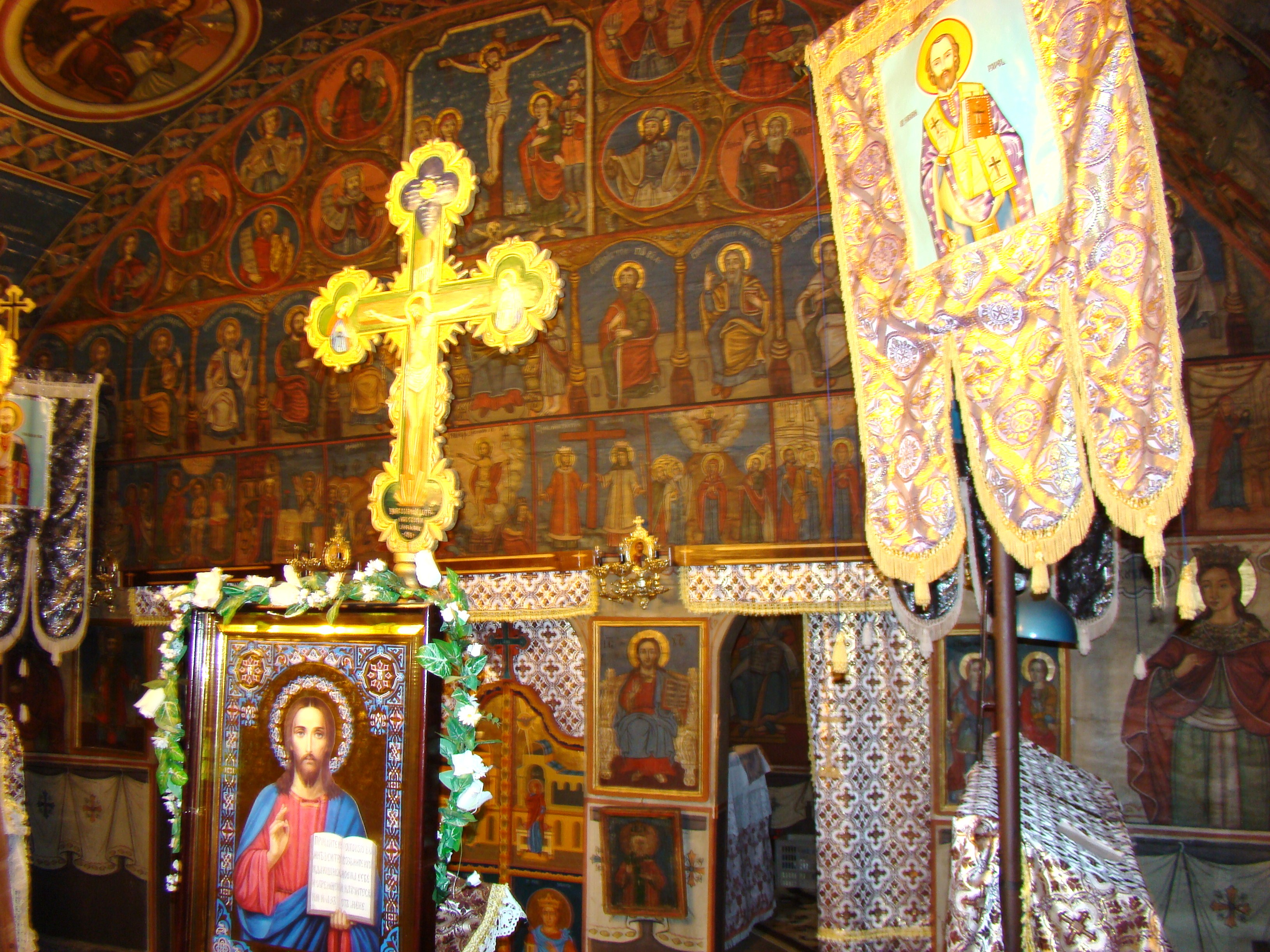
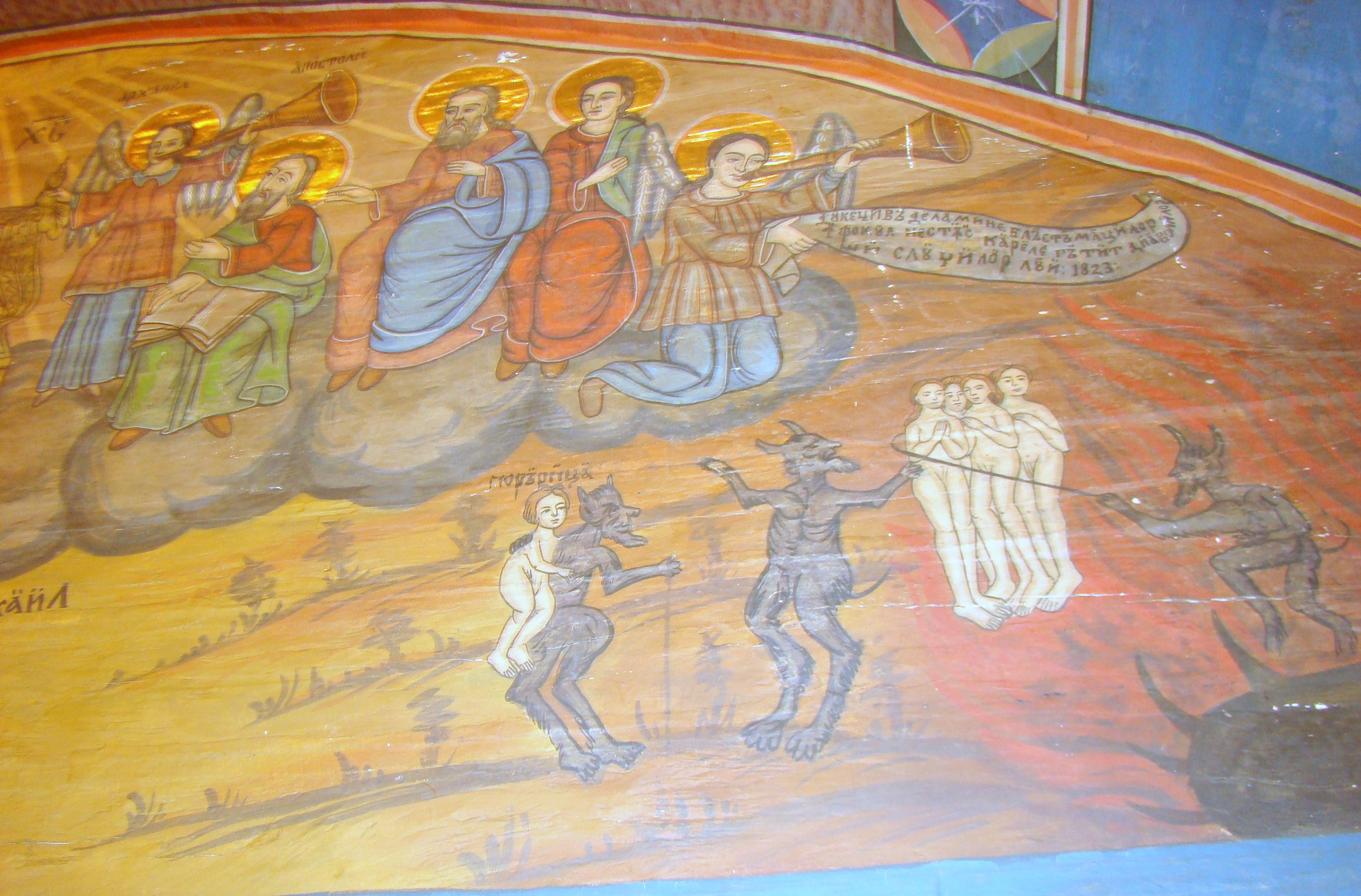
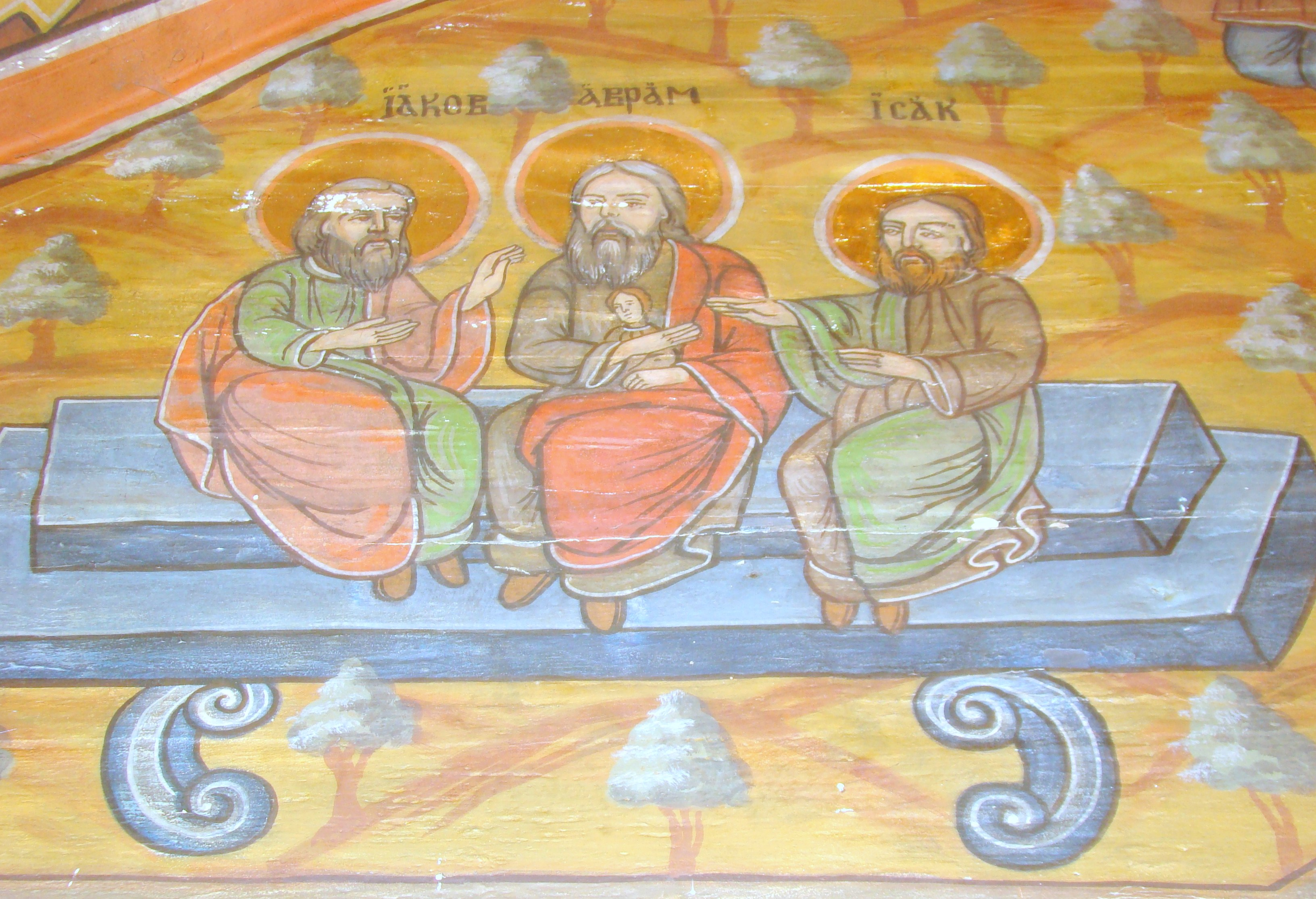
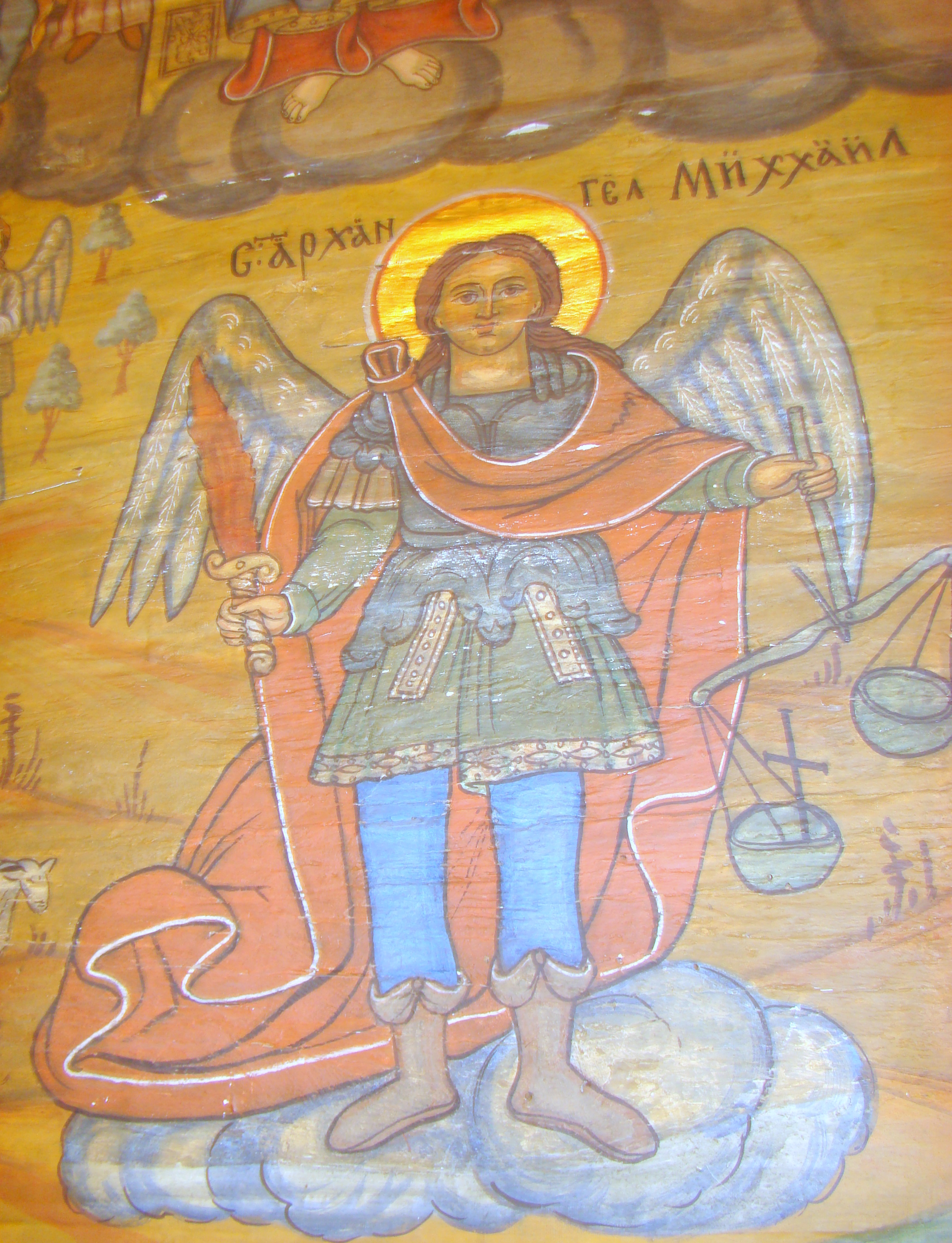
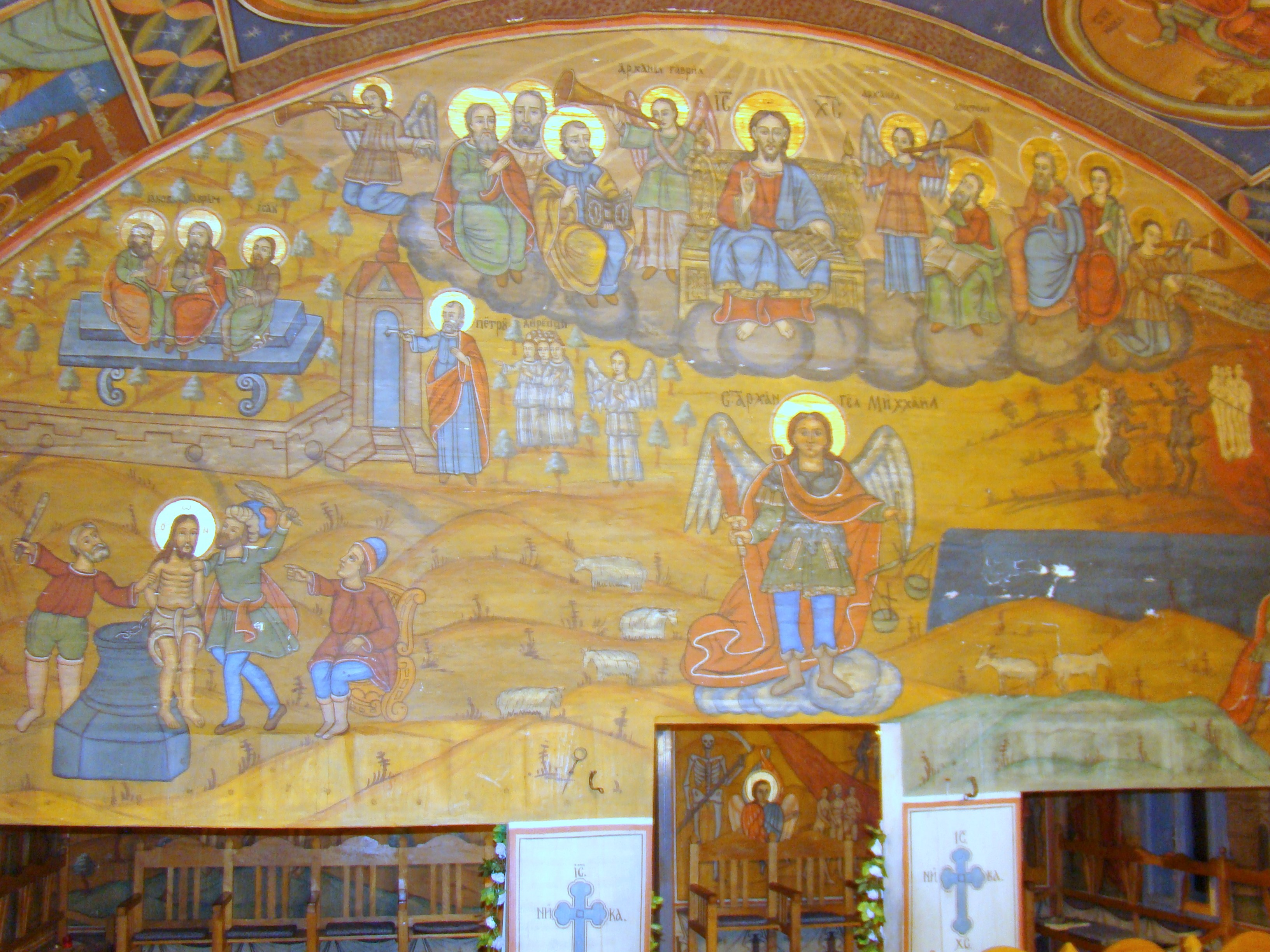
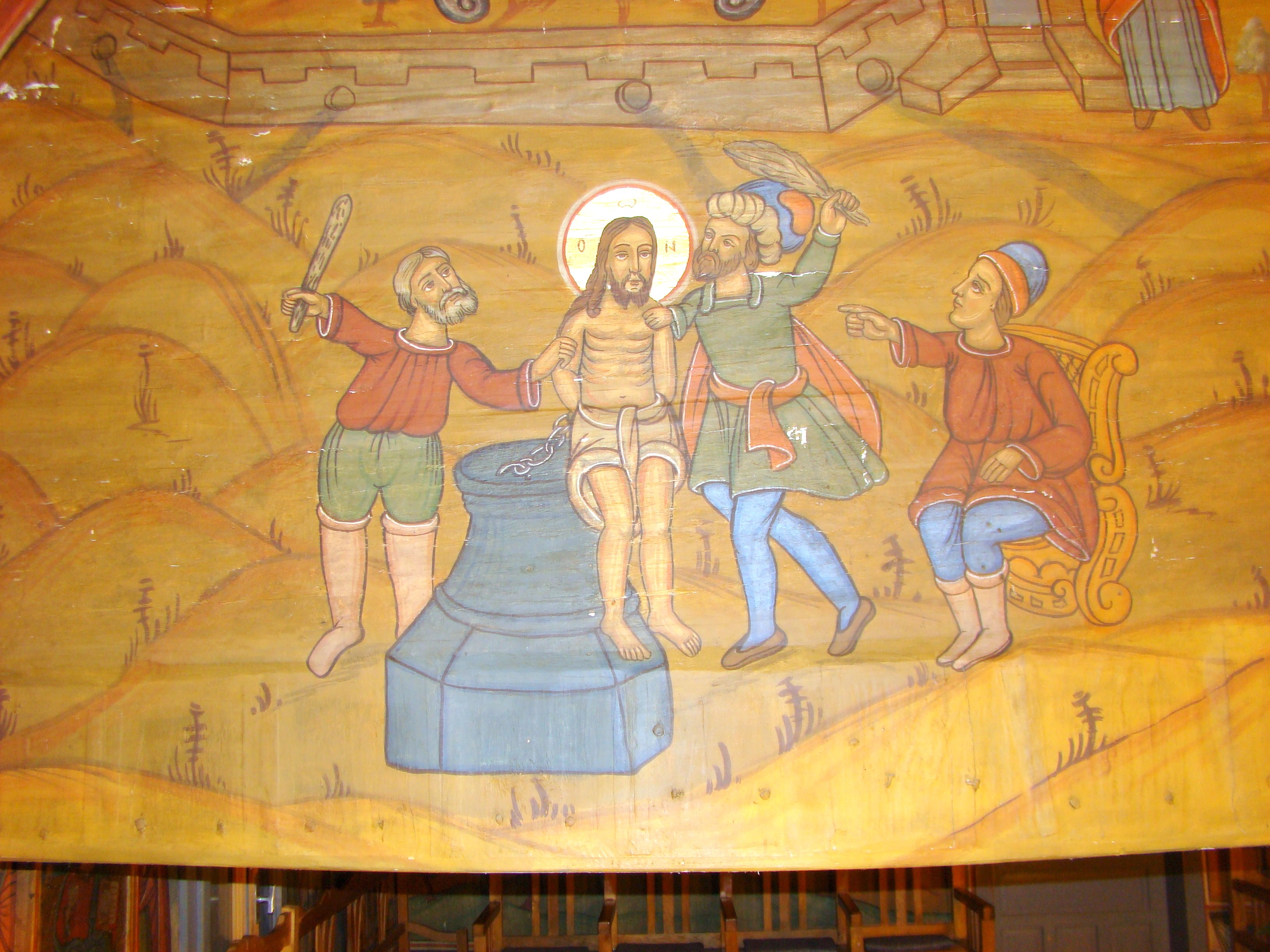
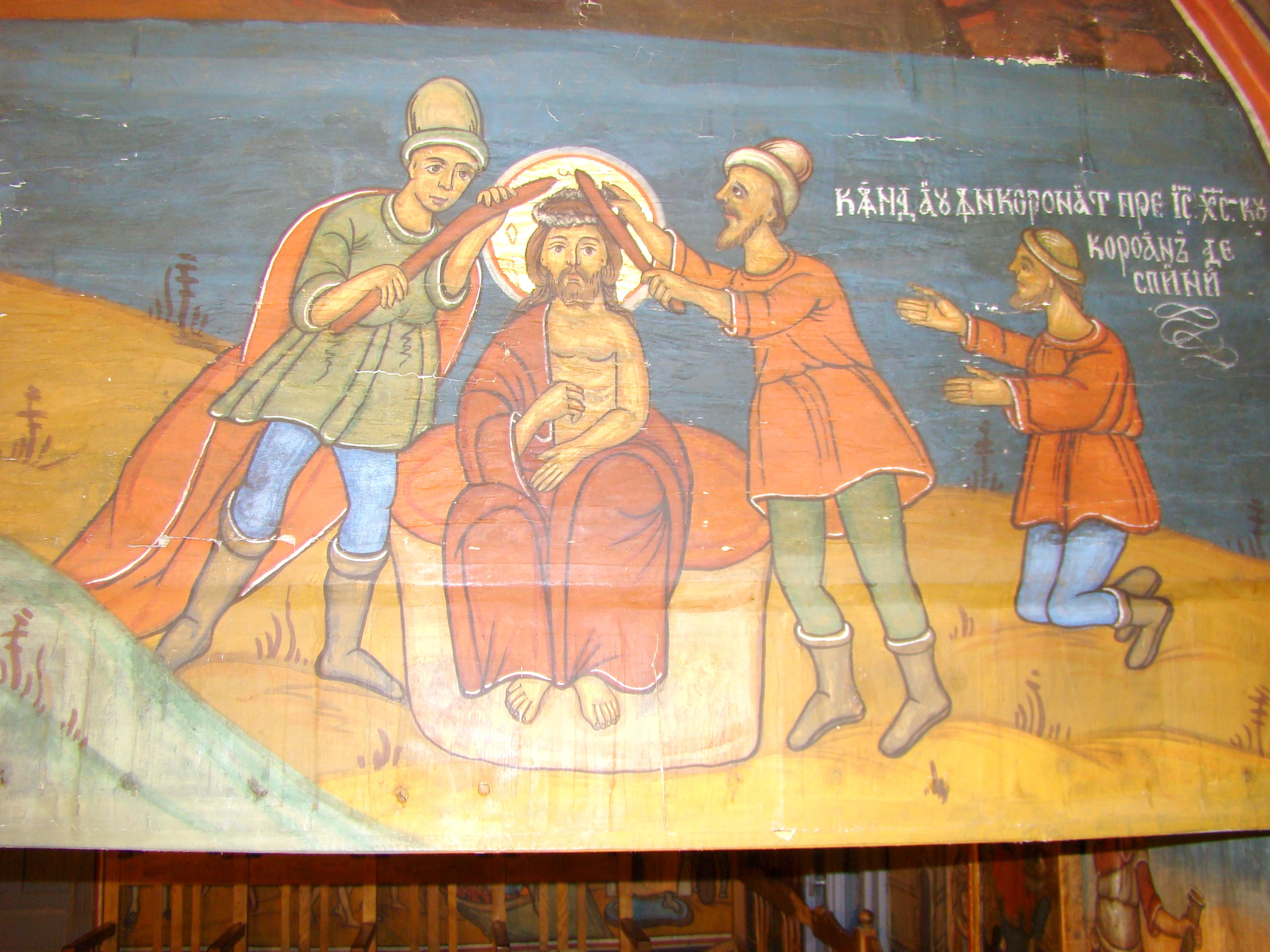
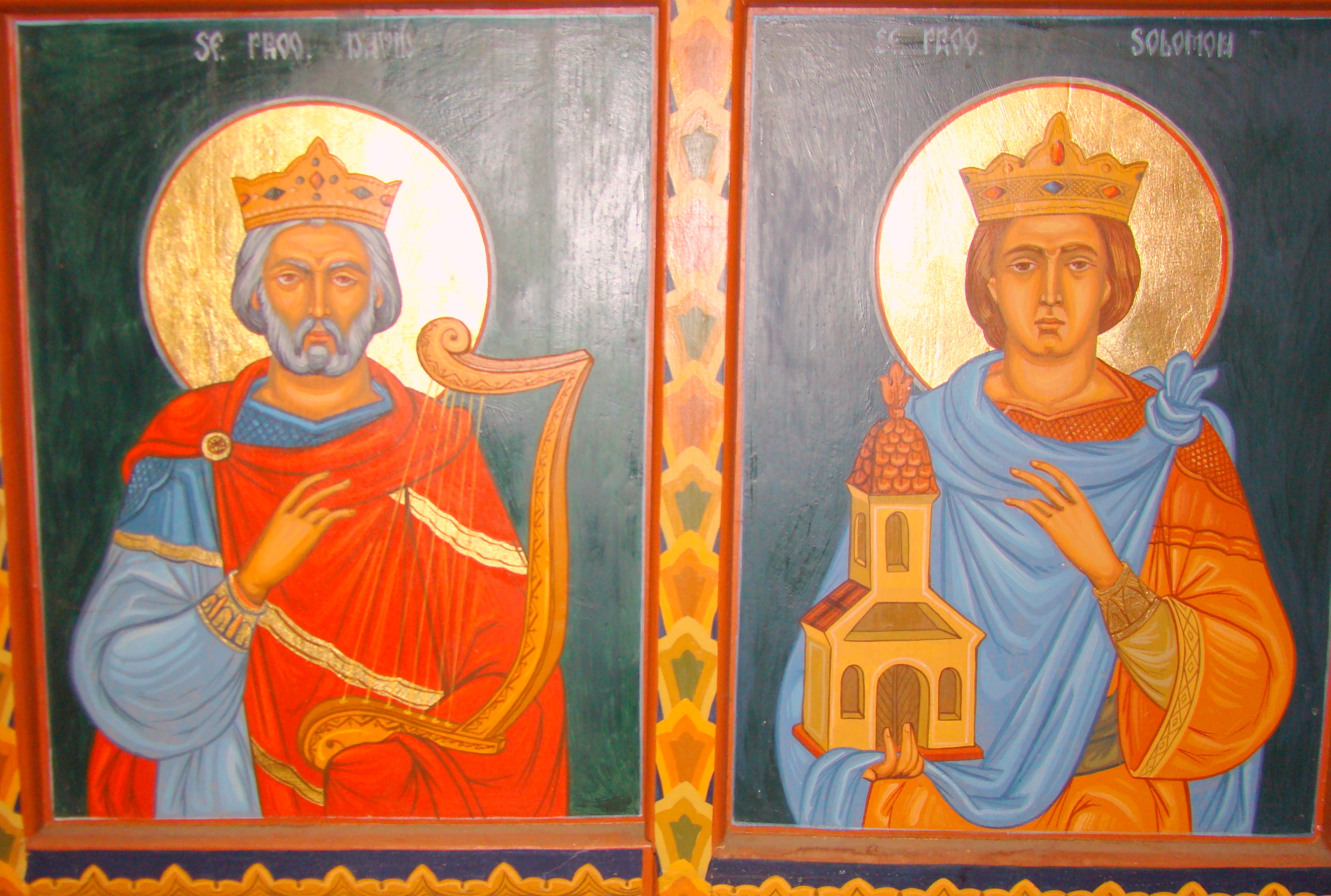
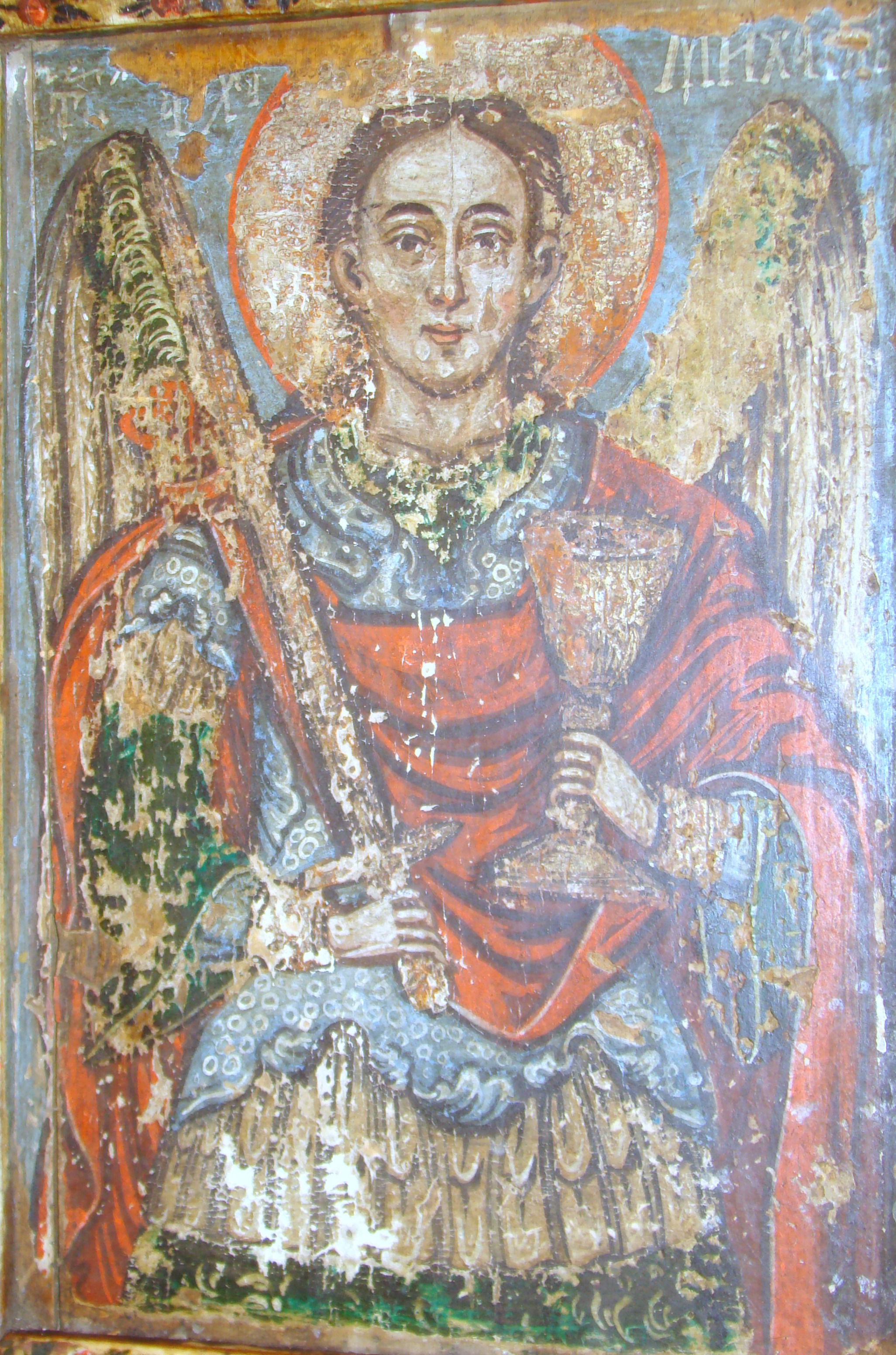
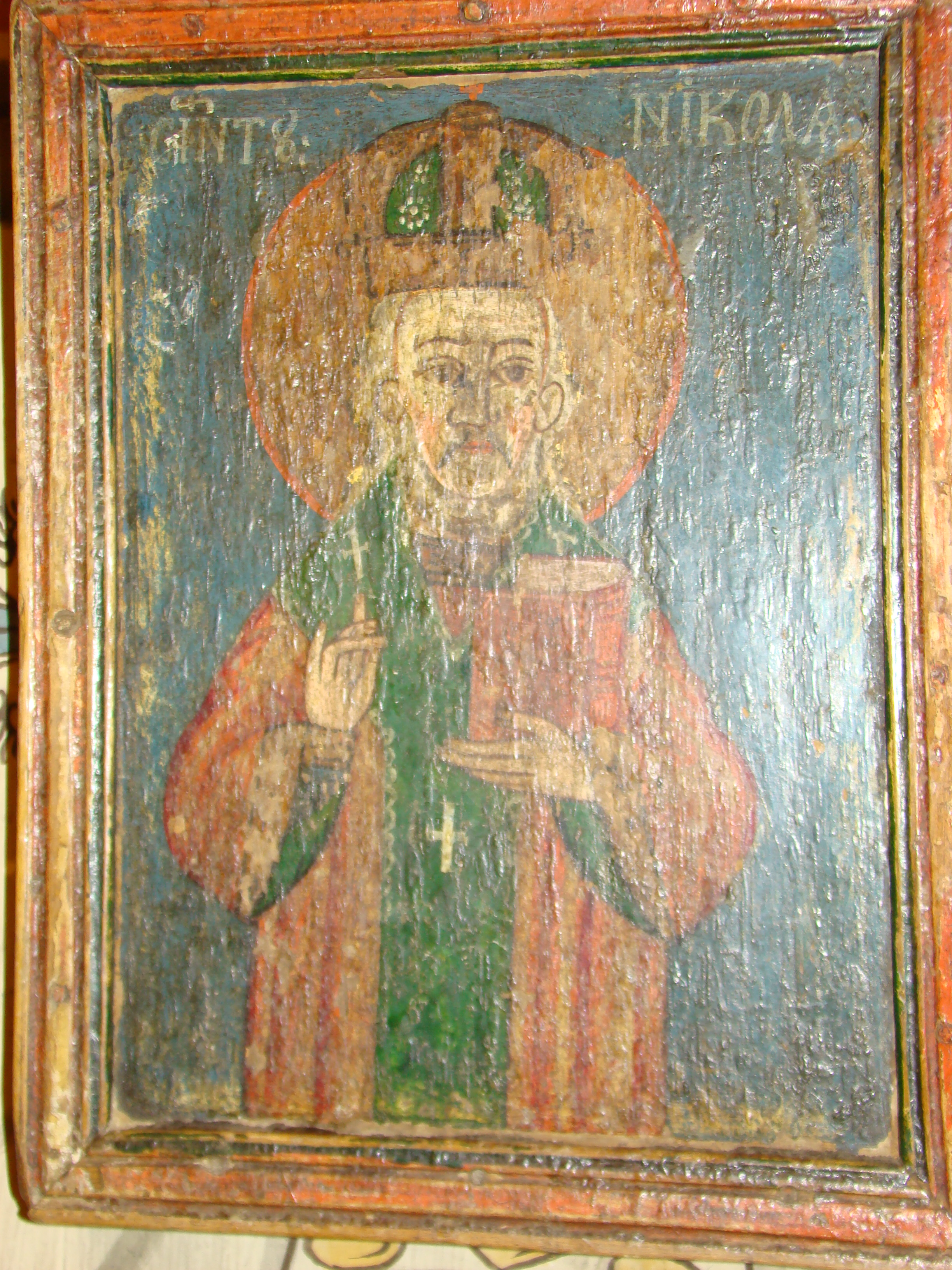
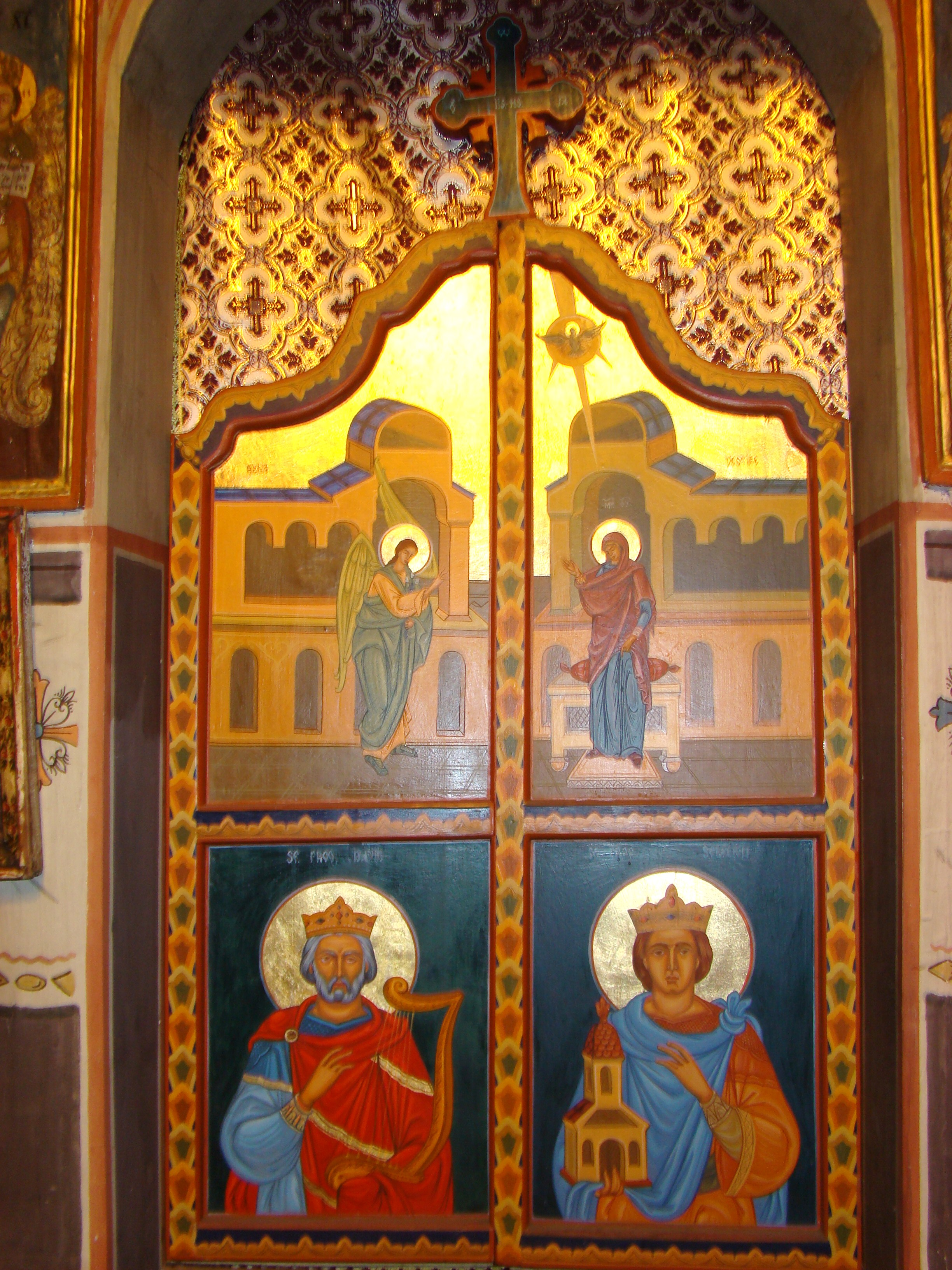
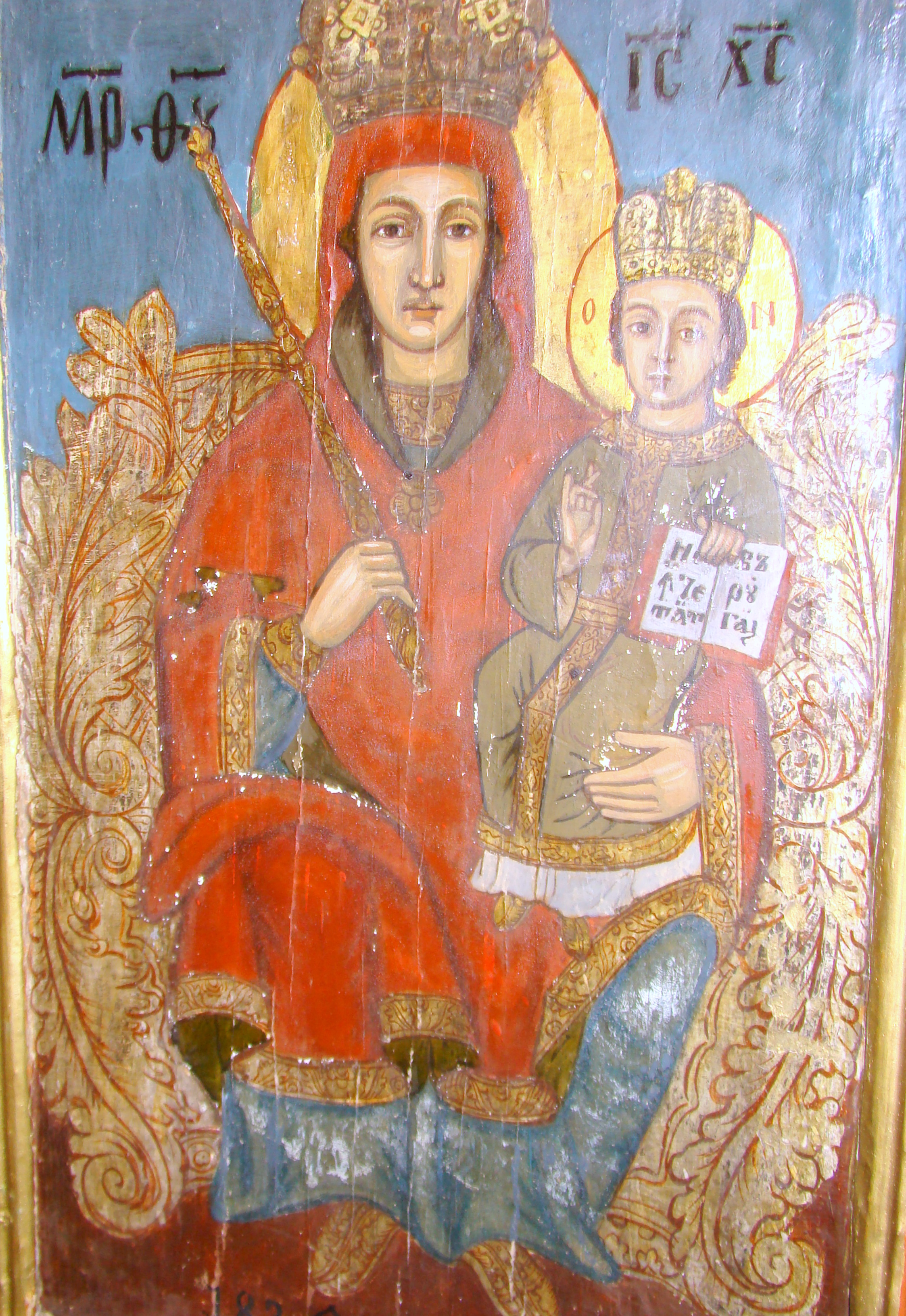
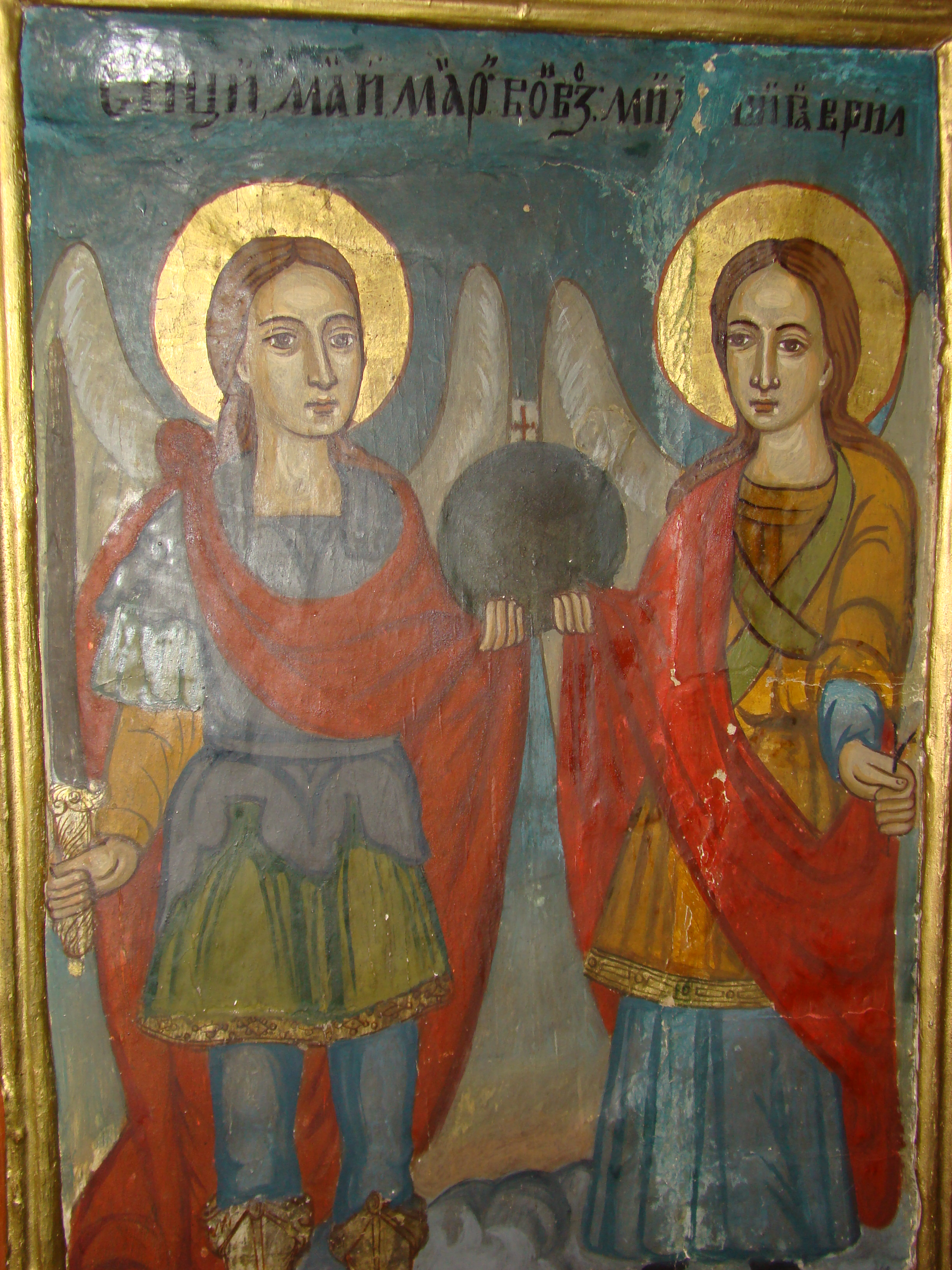
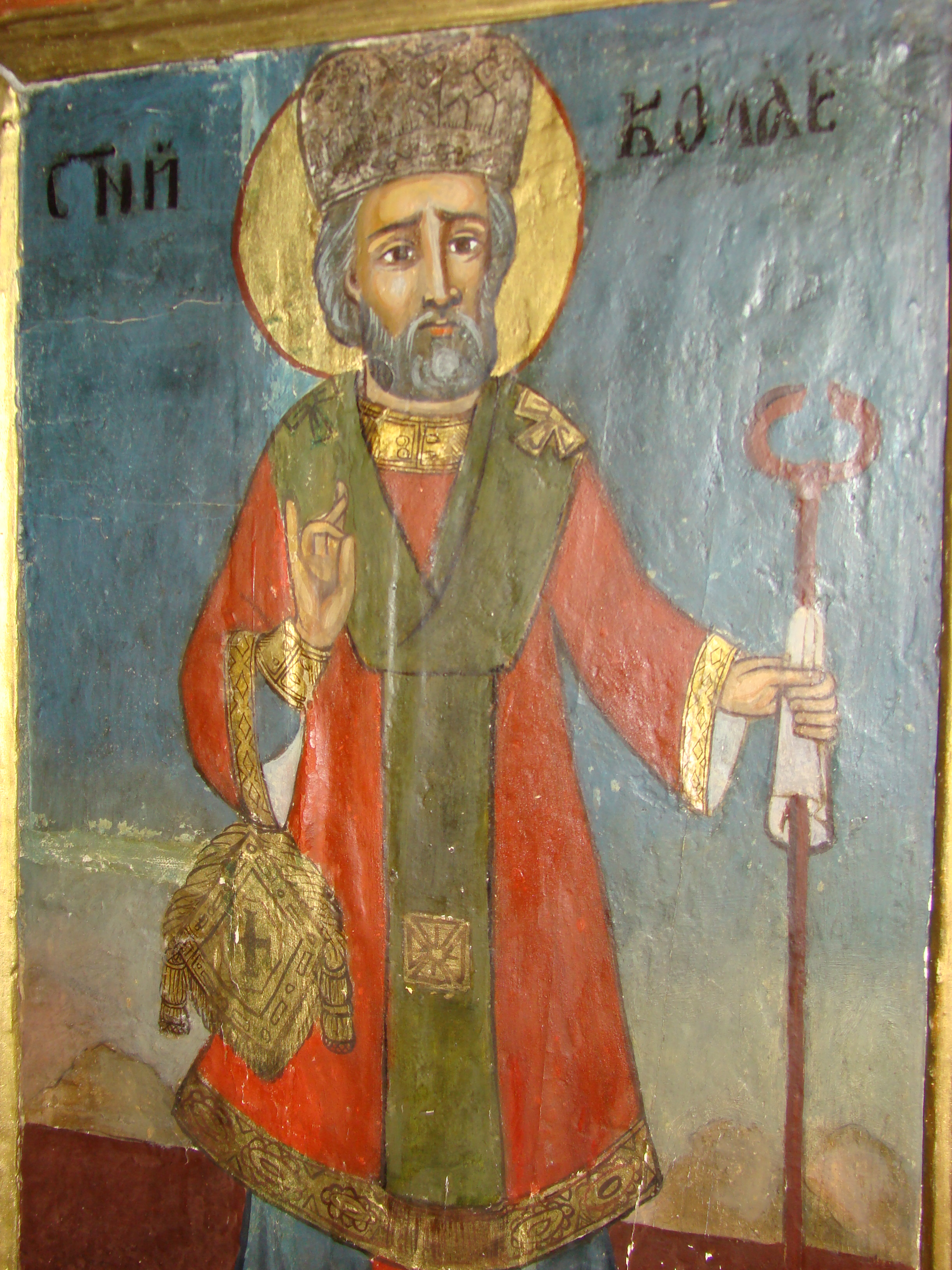
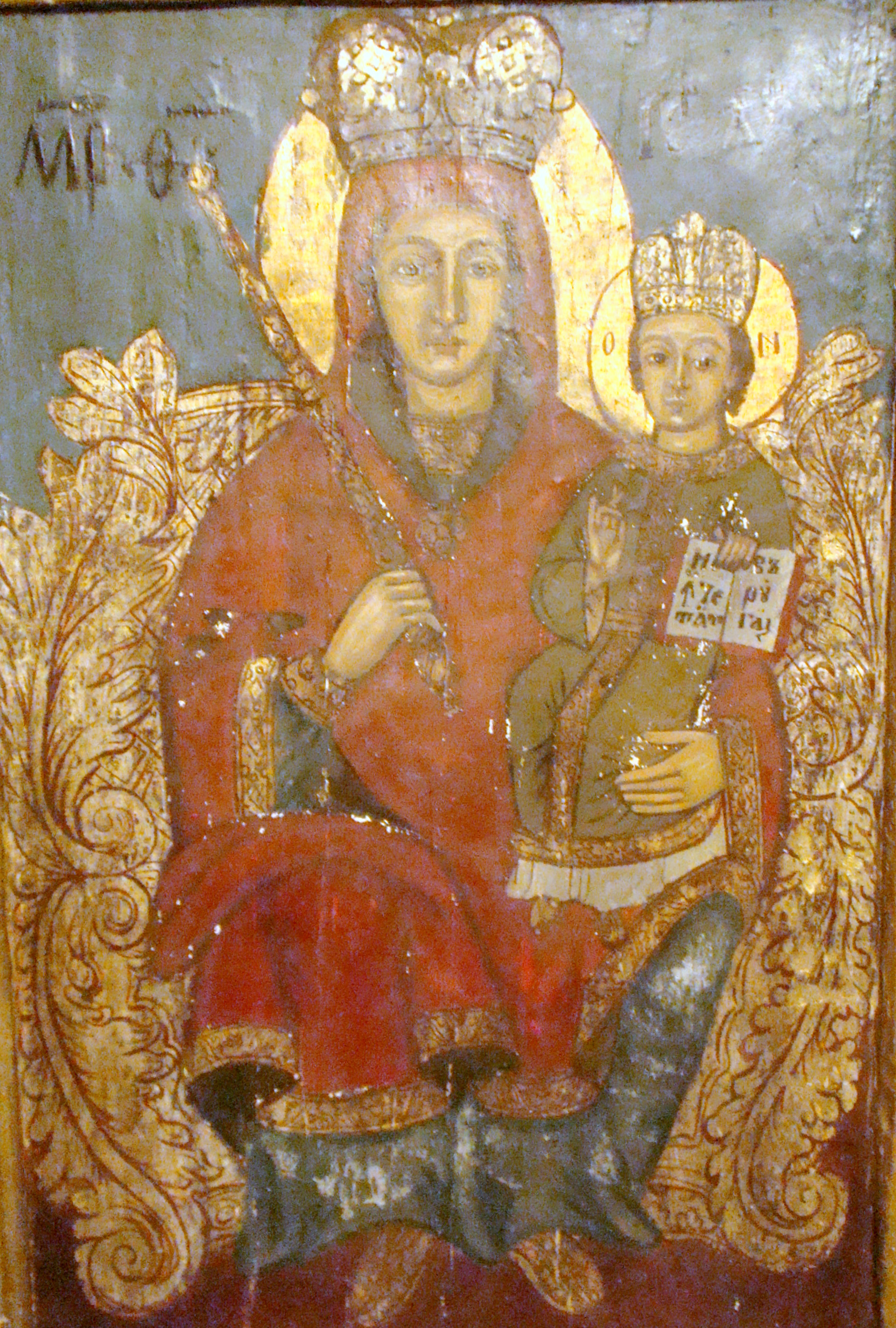
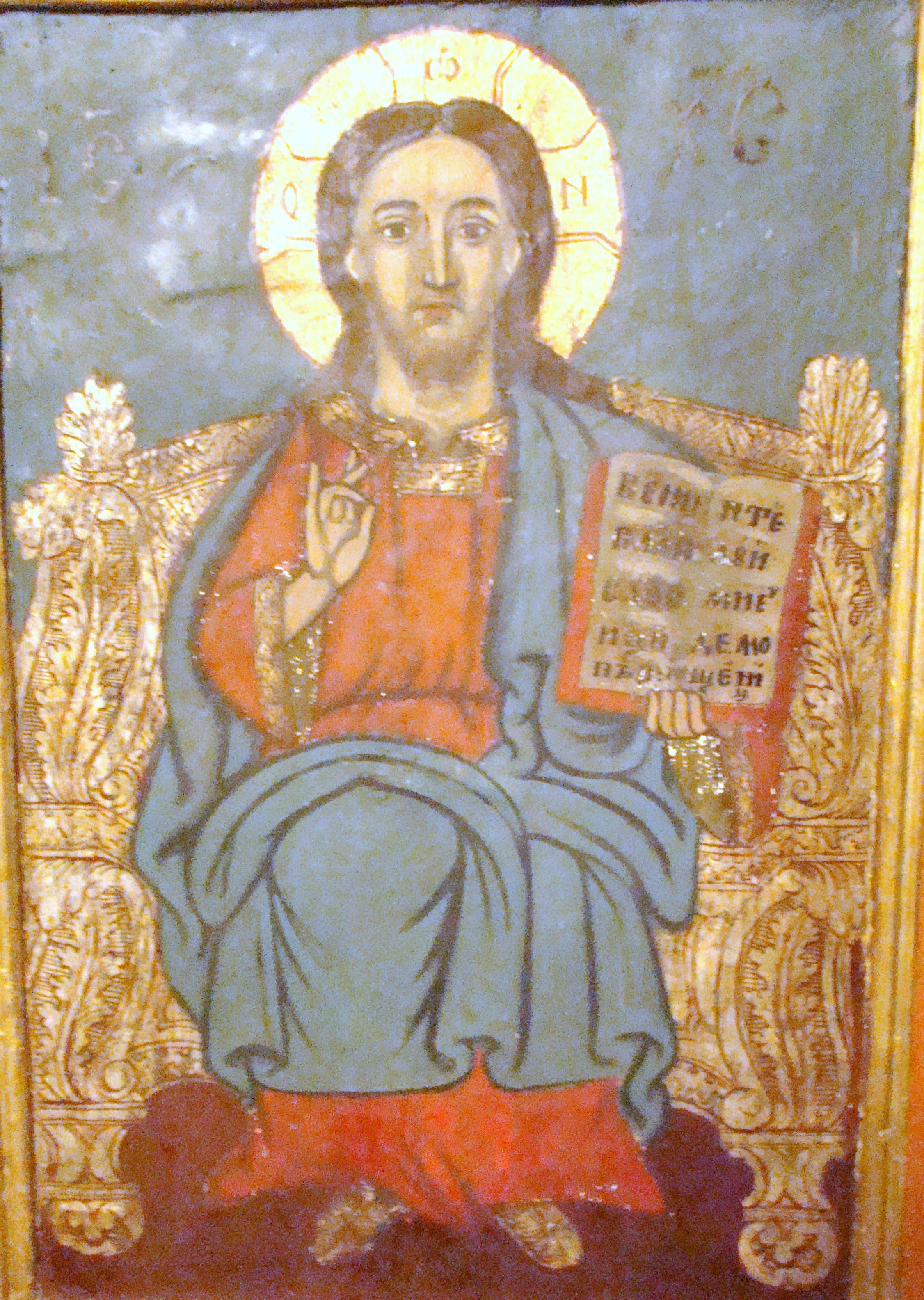
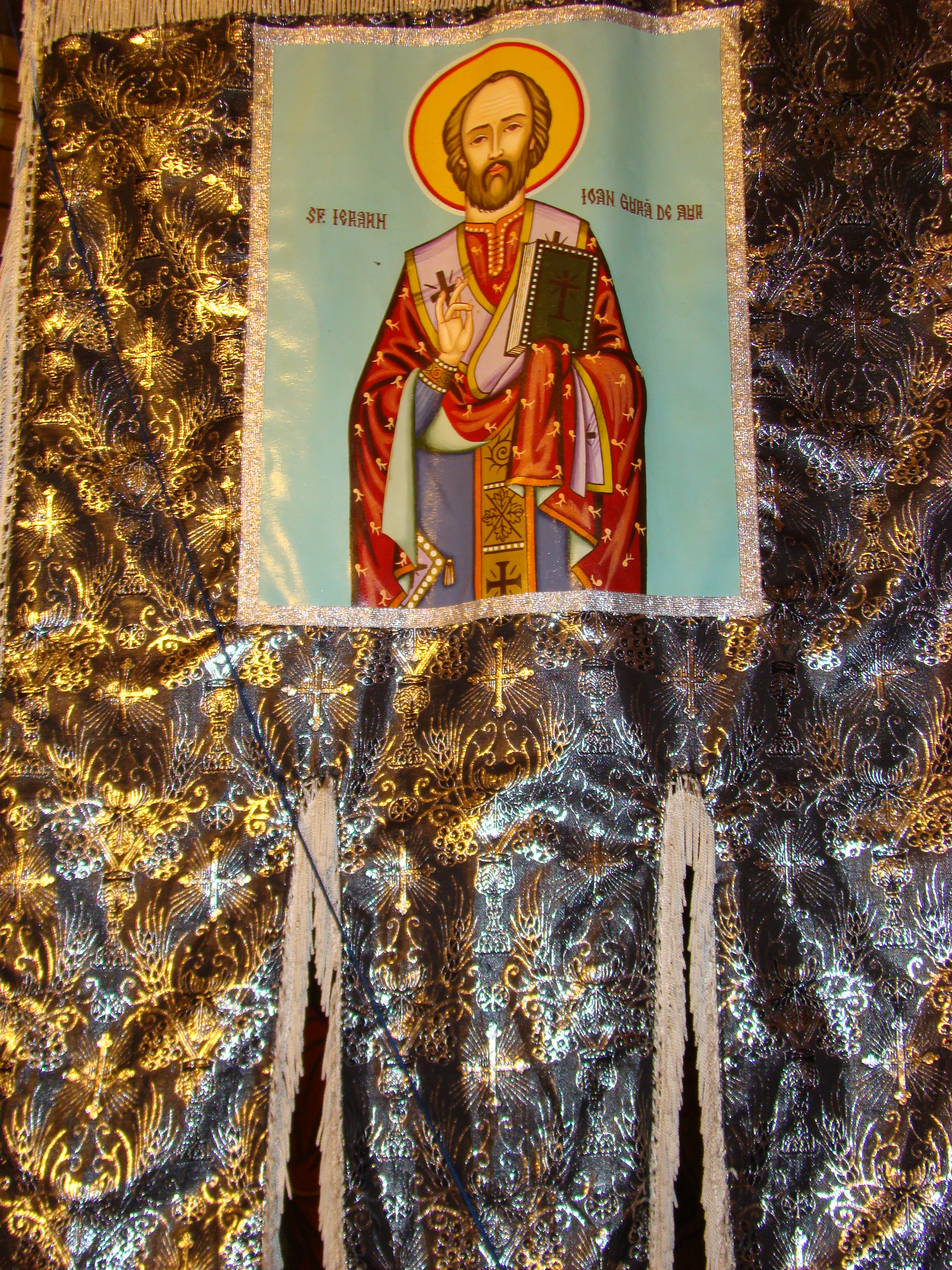
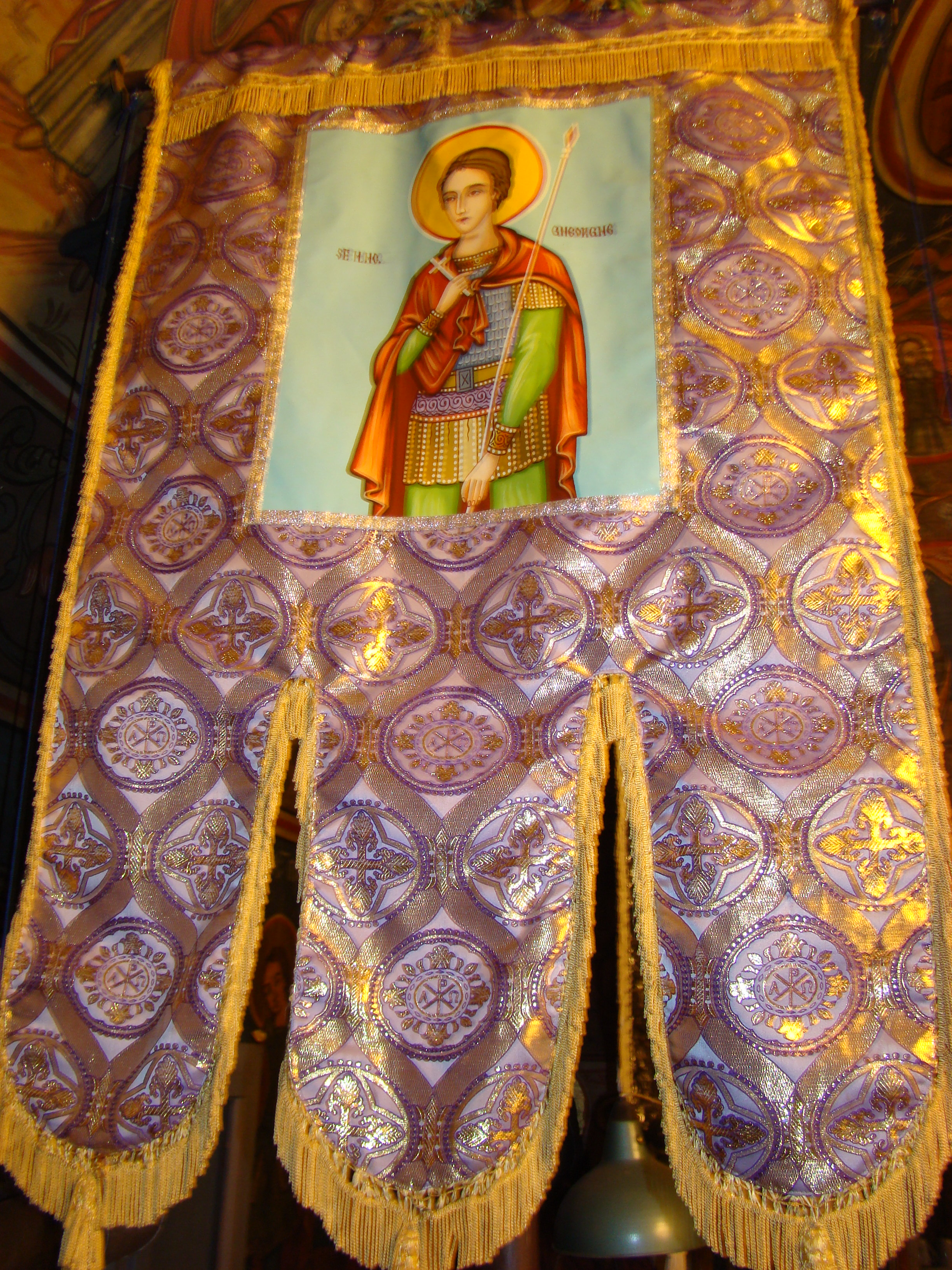
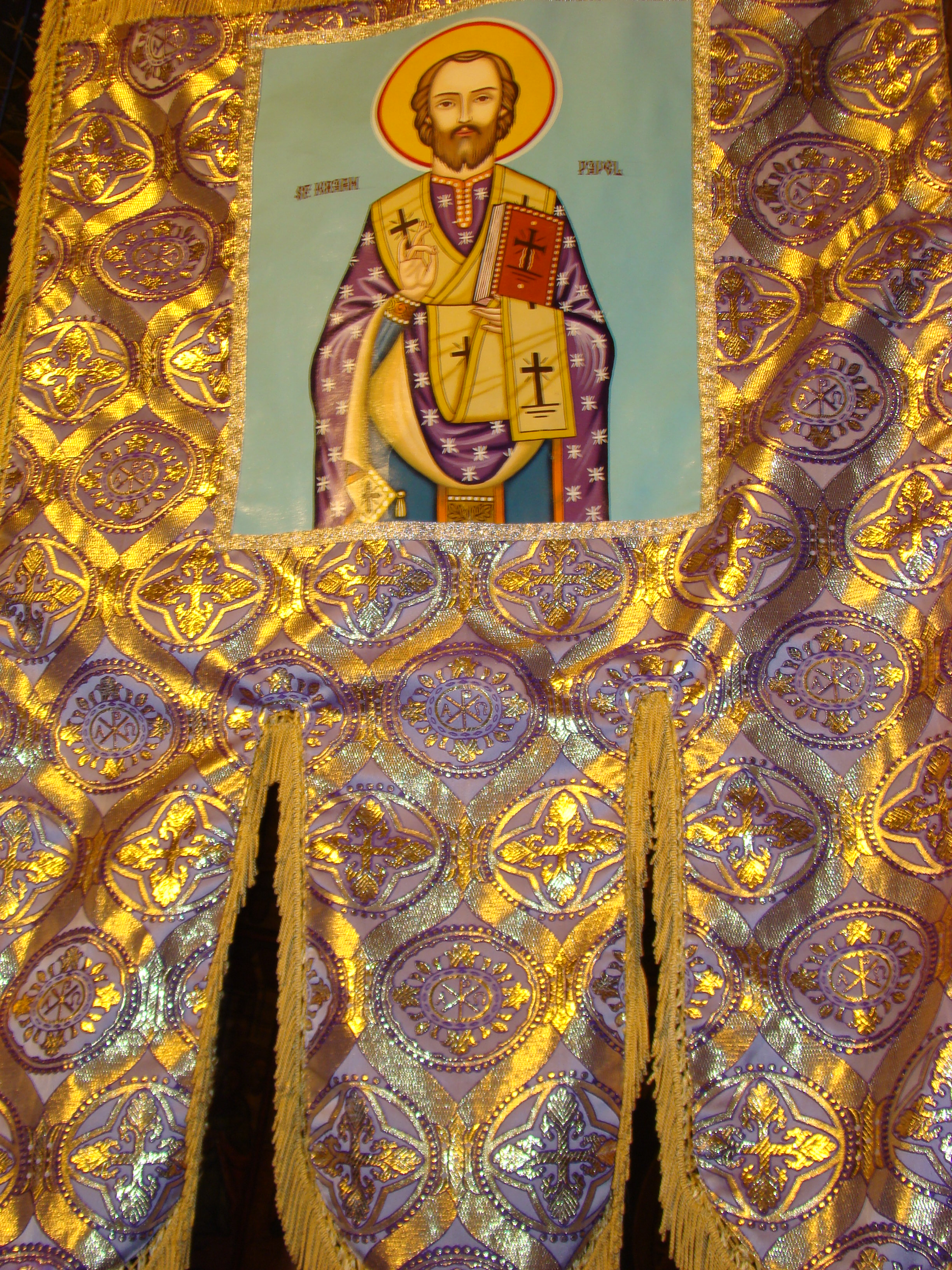
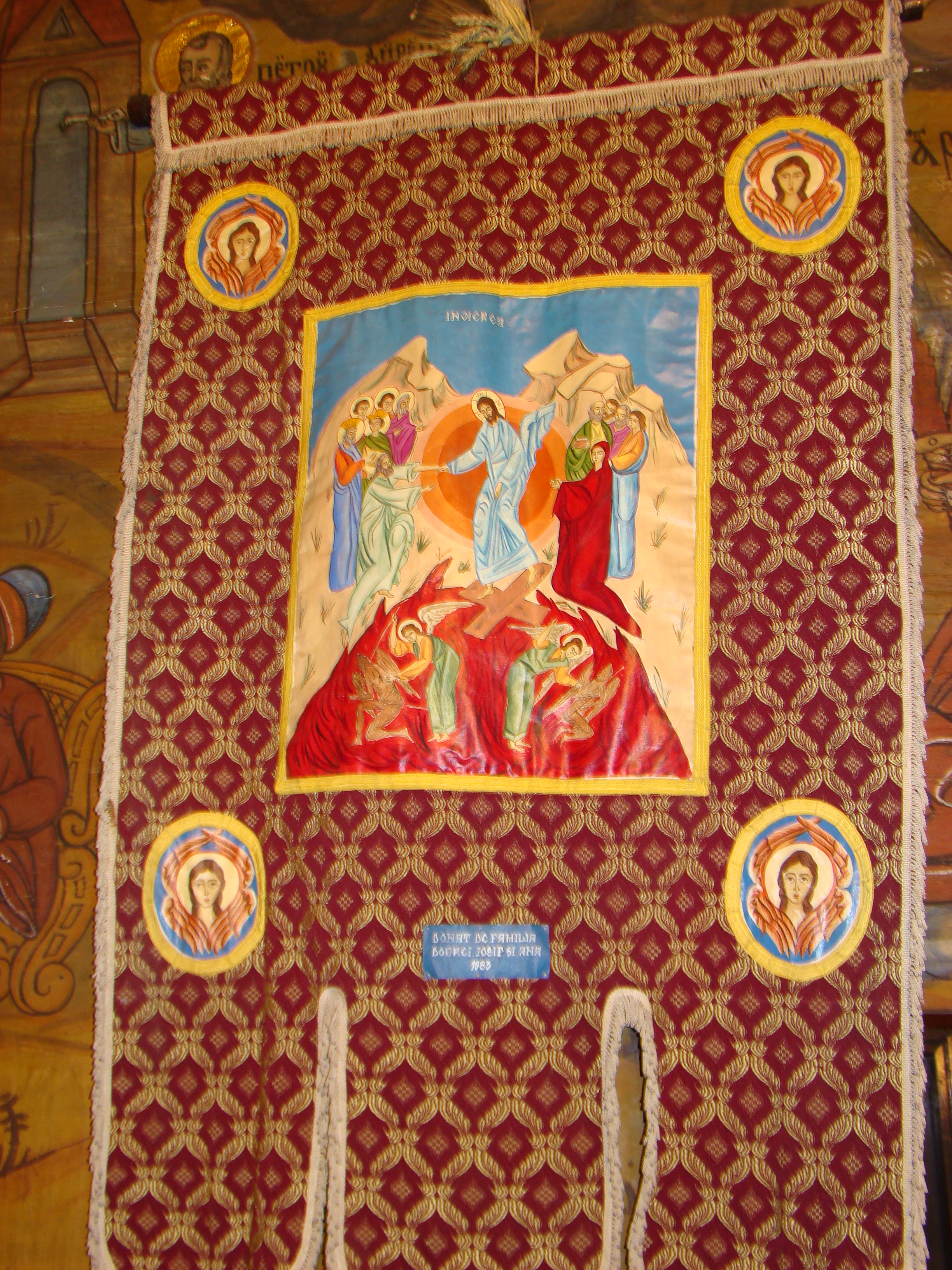
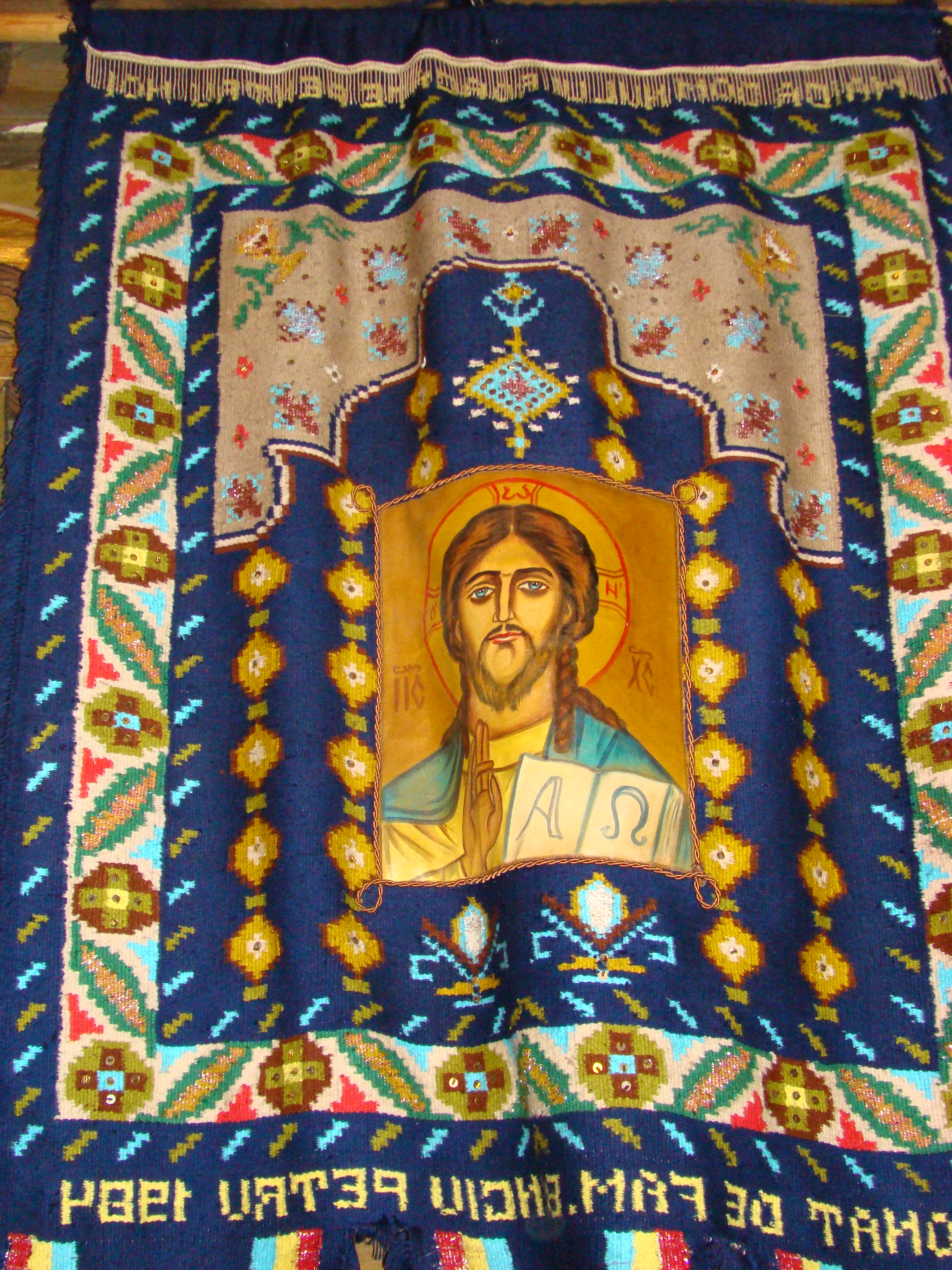
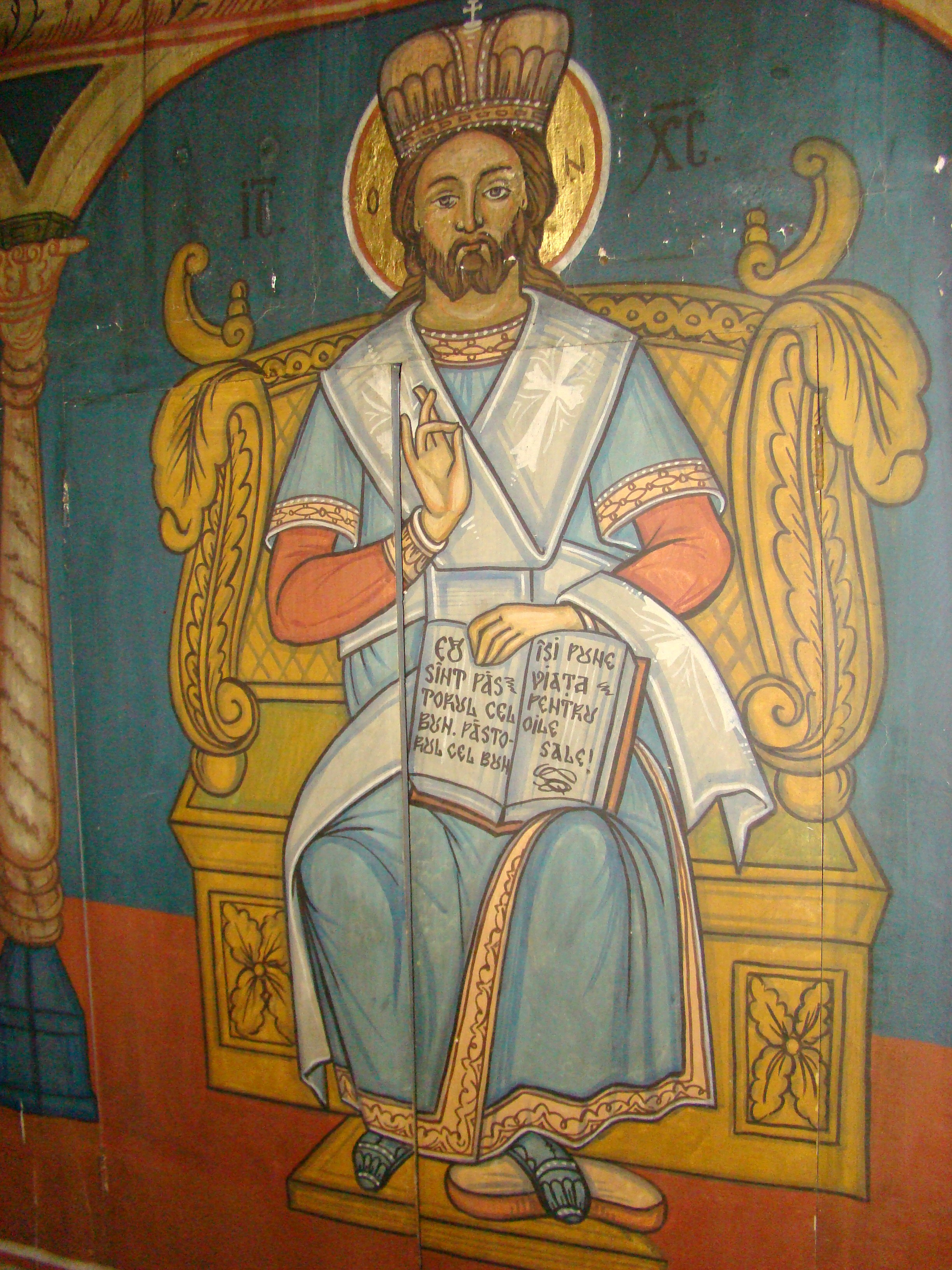
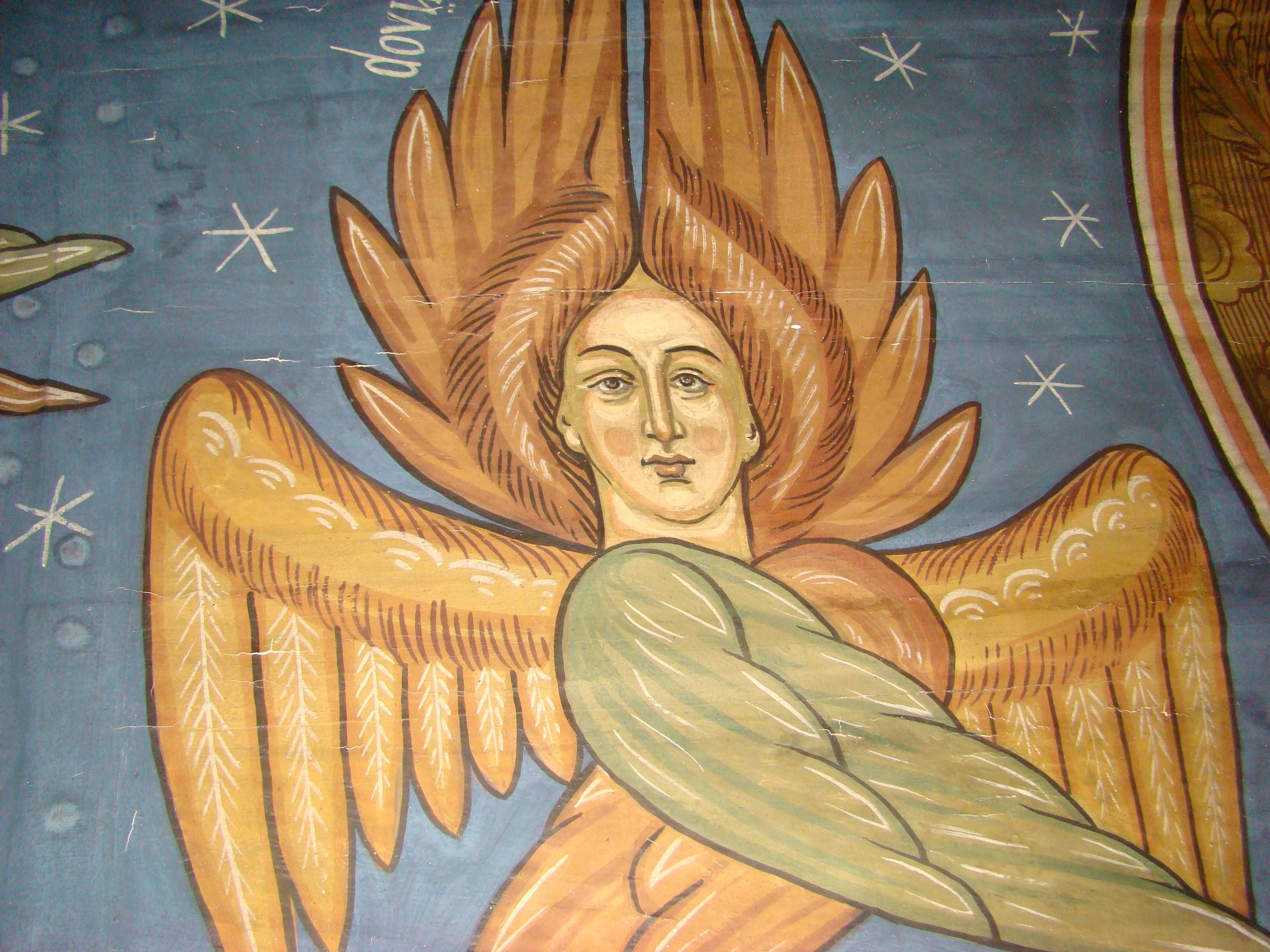
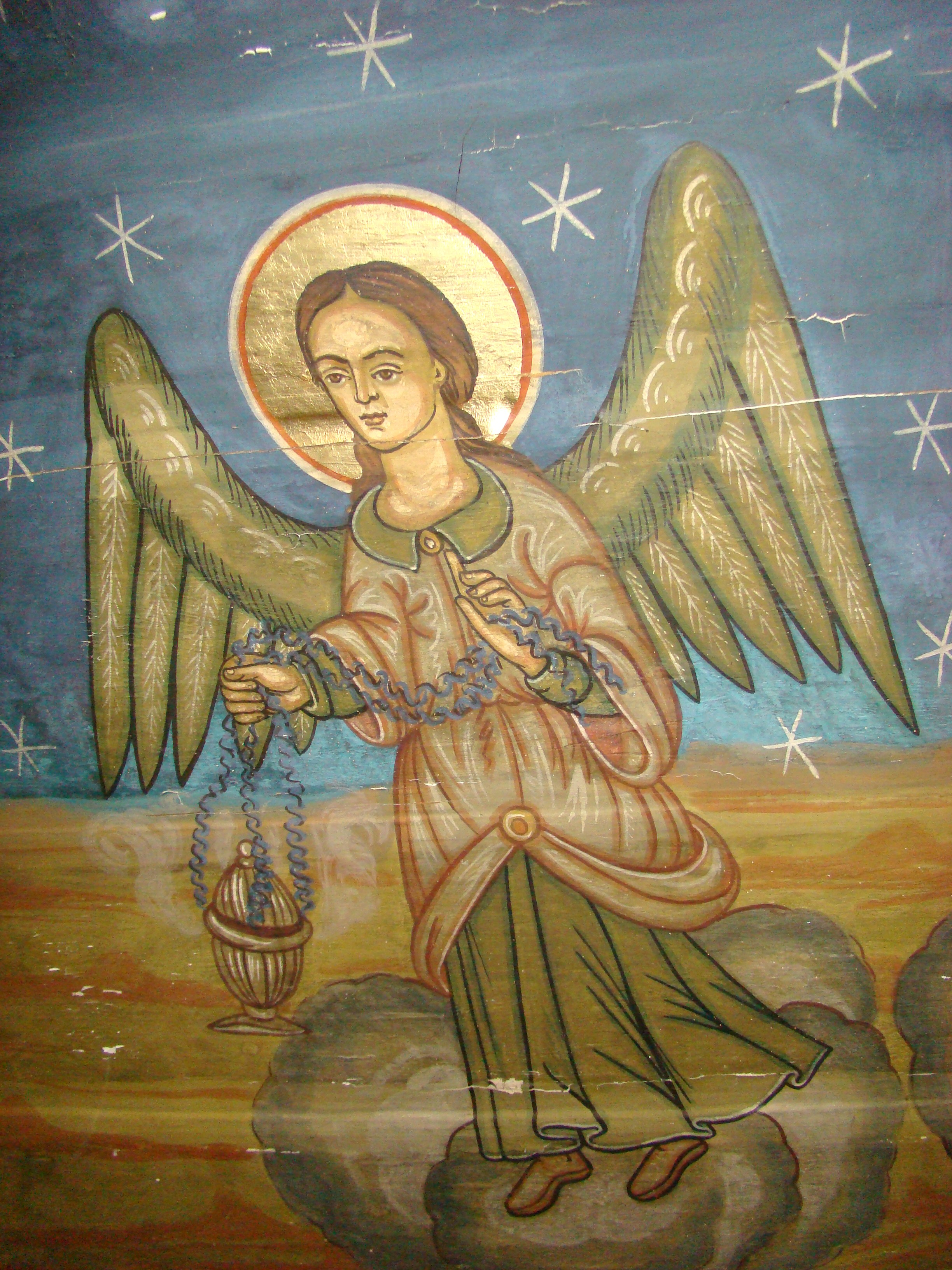
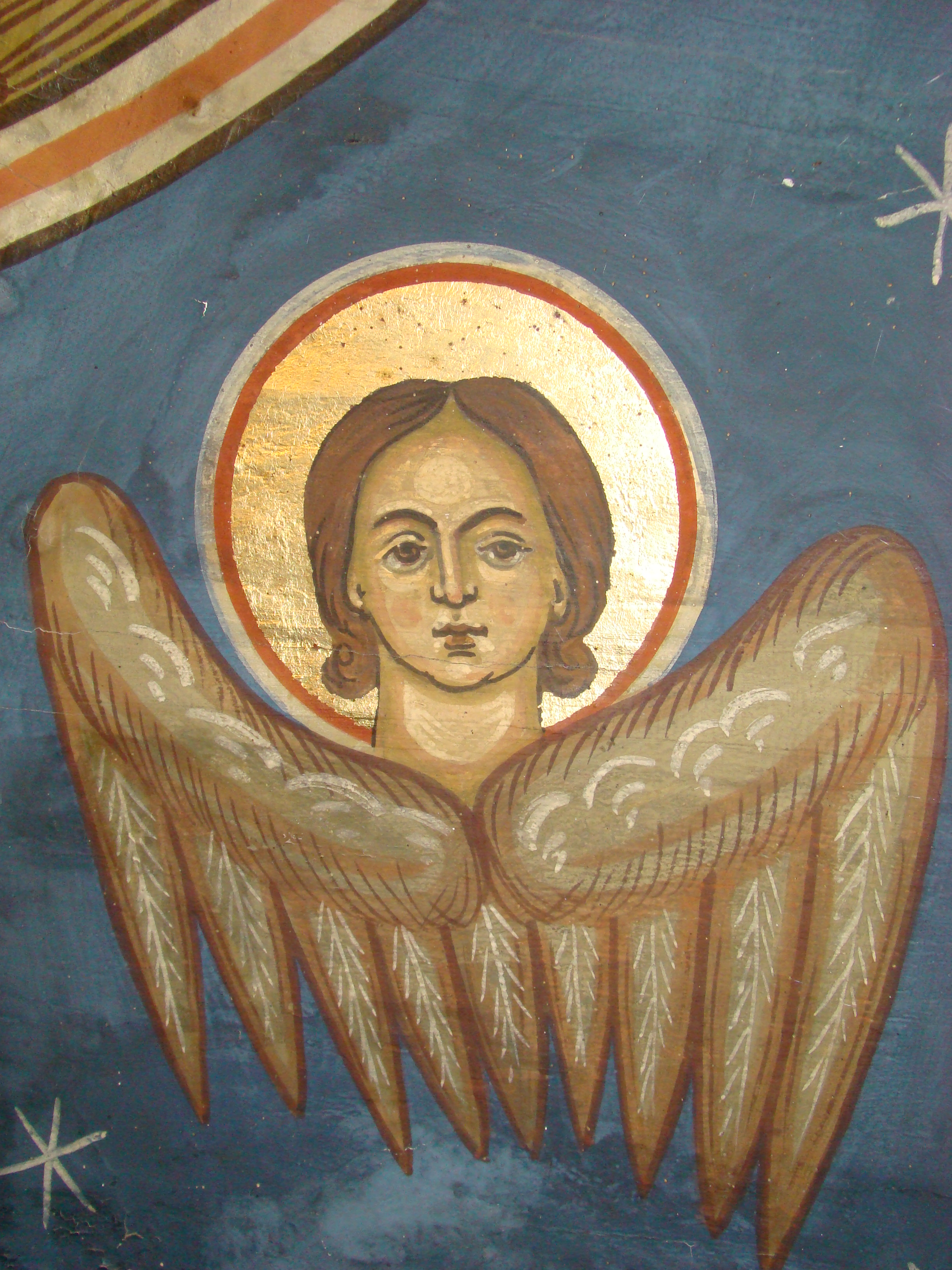
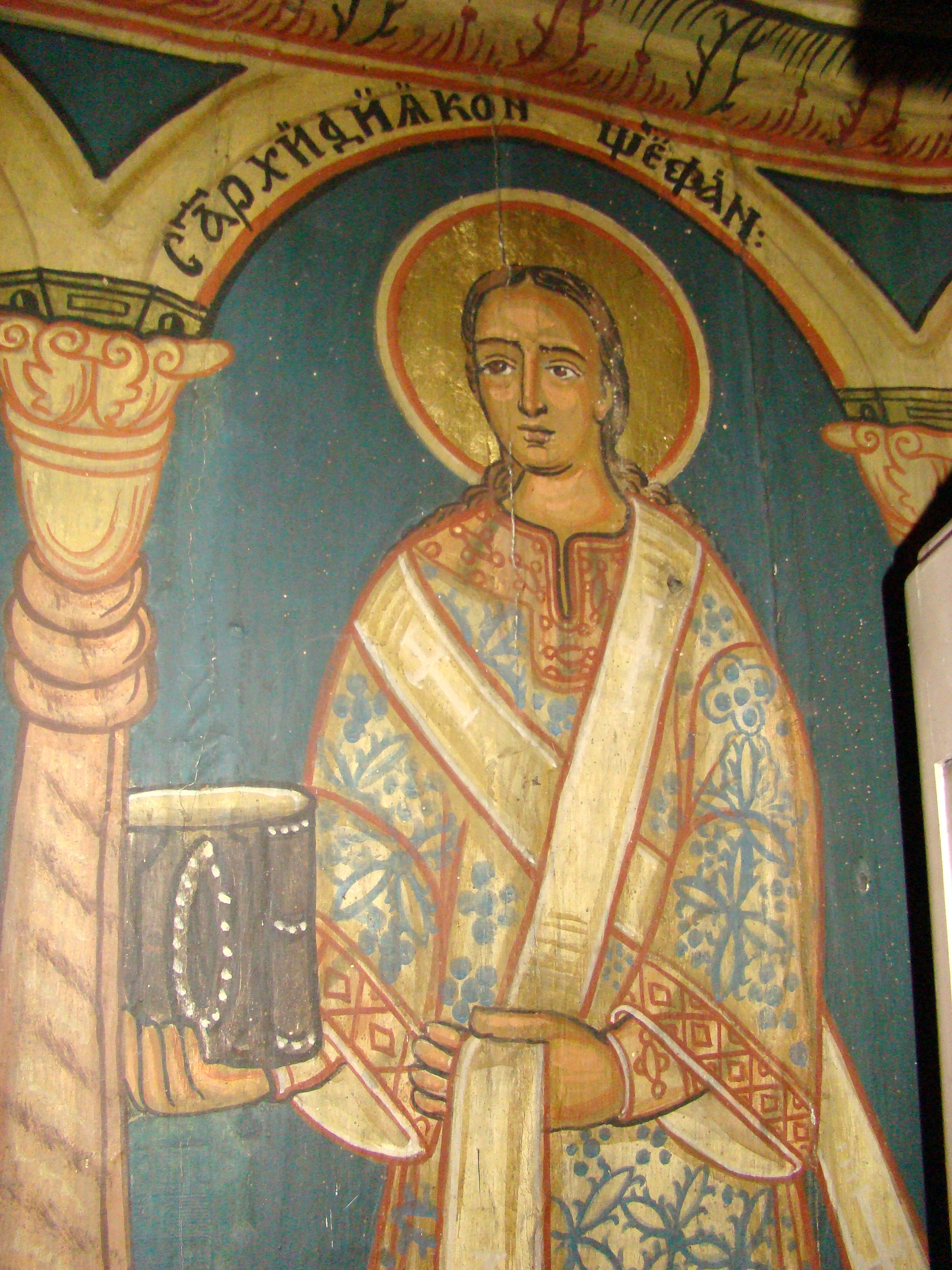
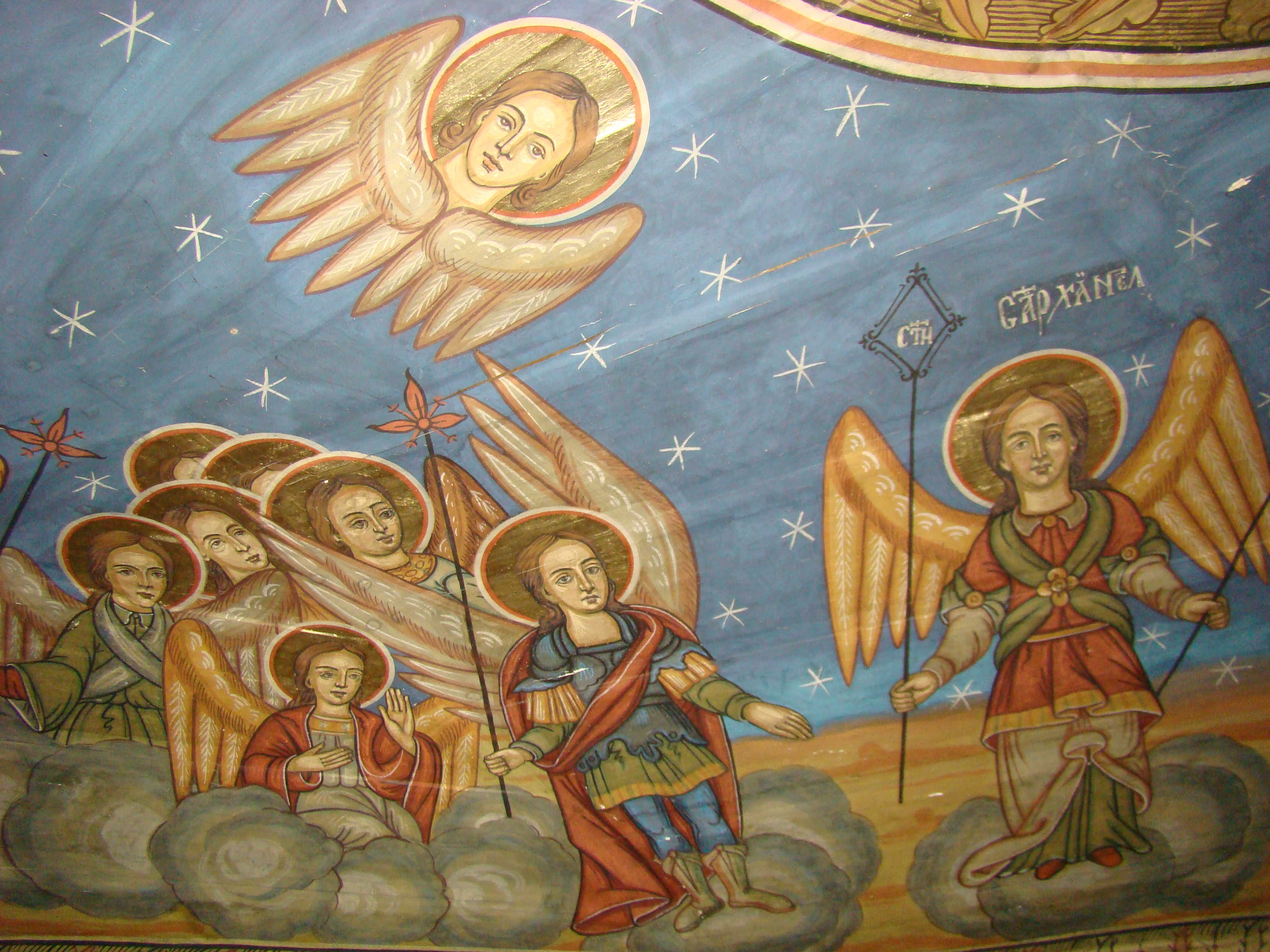